# Województwo siedleckie

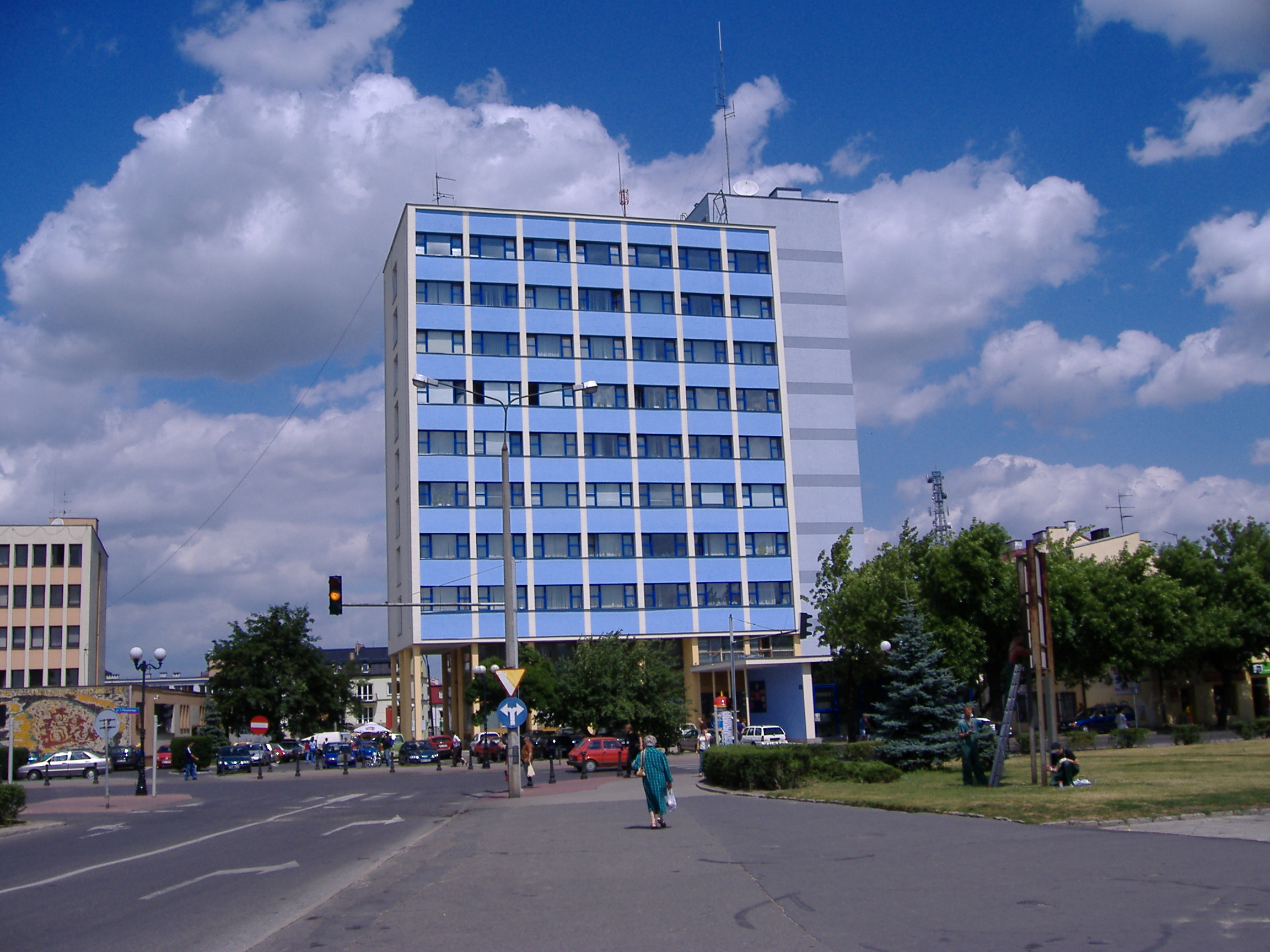
Dawny Urząd Wojewódzki w Siedlcach (obecnie siedlecka delegatura Mazowieckiego Urzędu Wojewódzkiego)

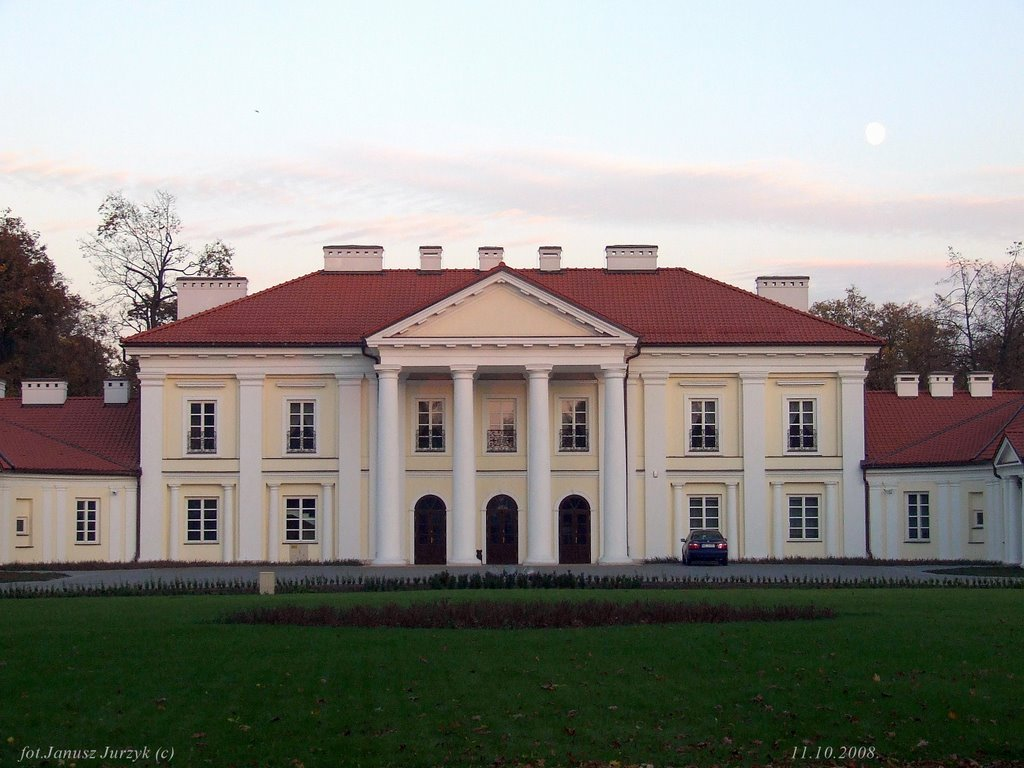
Pałac Ogińskich w Siedlcach

Województwo siedleckie – województwo ze stolicą w Siedlcach, jedno z 49 województw istniejących w latach 1975–1998. Zajmowało powierzchnię 8499 km², administracyjnie dzieliło się na 13 miast i 66 gmin. Graniczyło z województwami: ostrołęckim, łomżyńskim, białostockim od północy; z bialskopodlaskim od wschodu; z lubelskim i radomskim od południa i stołecznym warszawskim od zachodu.
Ziemie dawnego województwa siedleckiego wchodzą obecnie w skład województwa mazowieckiego oraz lubelskiego.

## Dane statystyczne
(Stan na 1.01.1998)
- Gęstość zaludnienia: 70 os./km²
- Ludność: 661 700
- Powierzchnia: 8499 km²
- Stolica/największe miasto: Siedlce 75 613
- Ludność miejska: 203 142
- Ludność wiejska: 458 558
- Powierzchnia lasów: 1870 km²
- Użytki rolne: 5941 km²

## Demografia

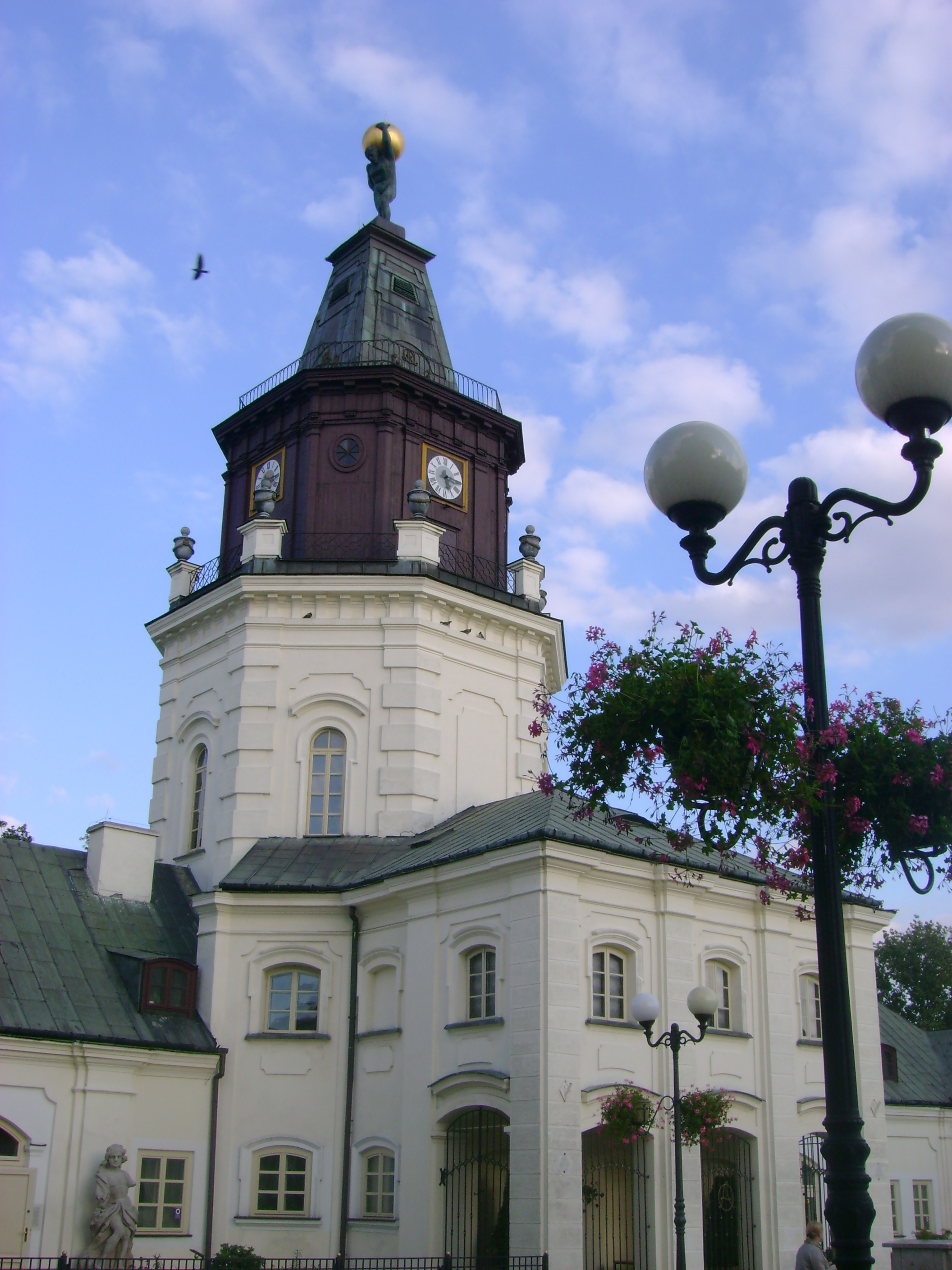
Ratusz w Siedlcach

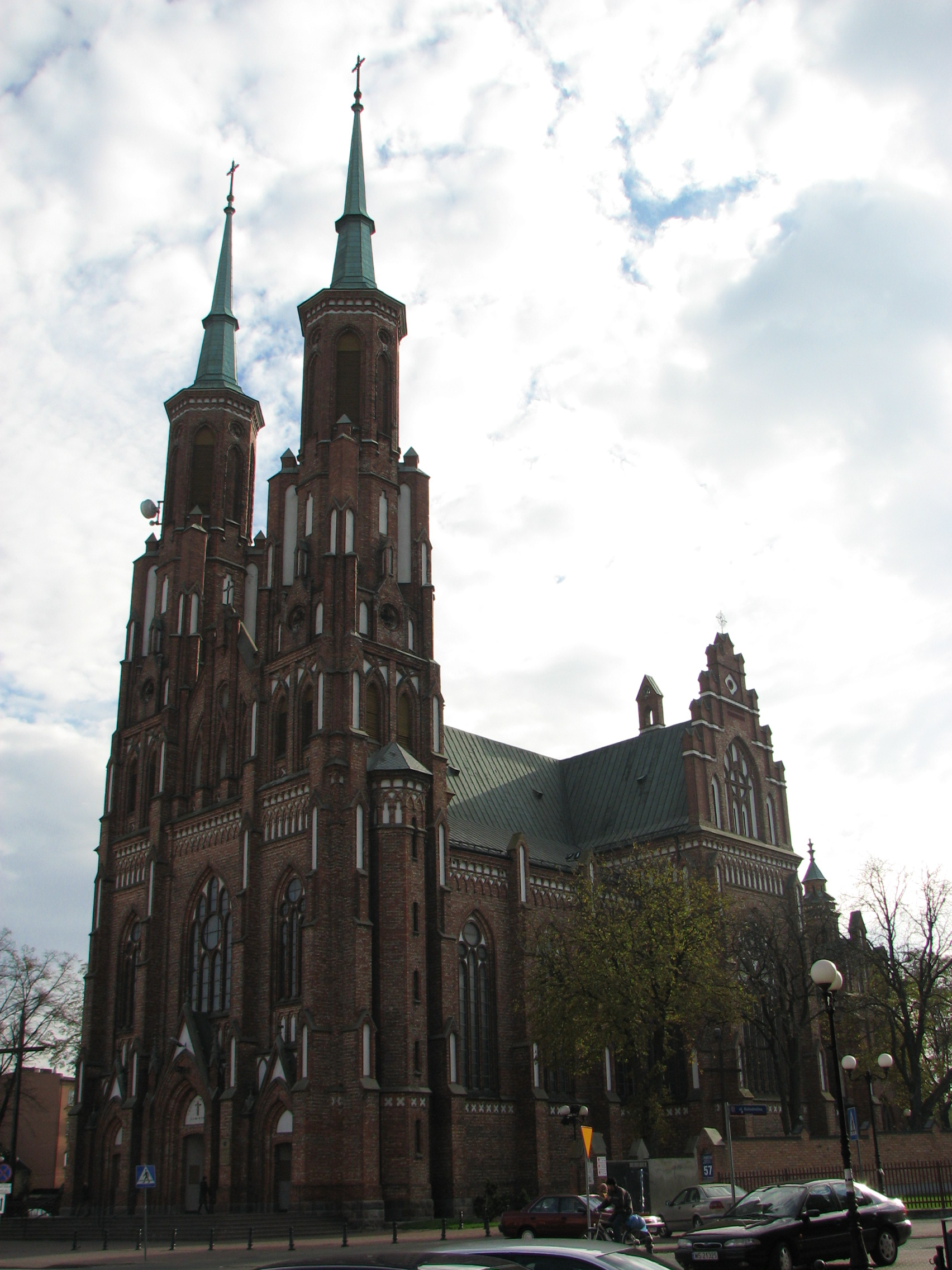
Katedra w Siedlcach

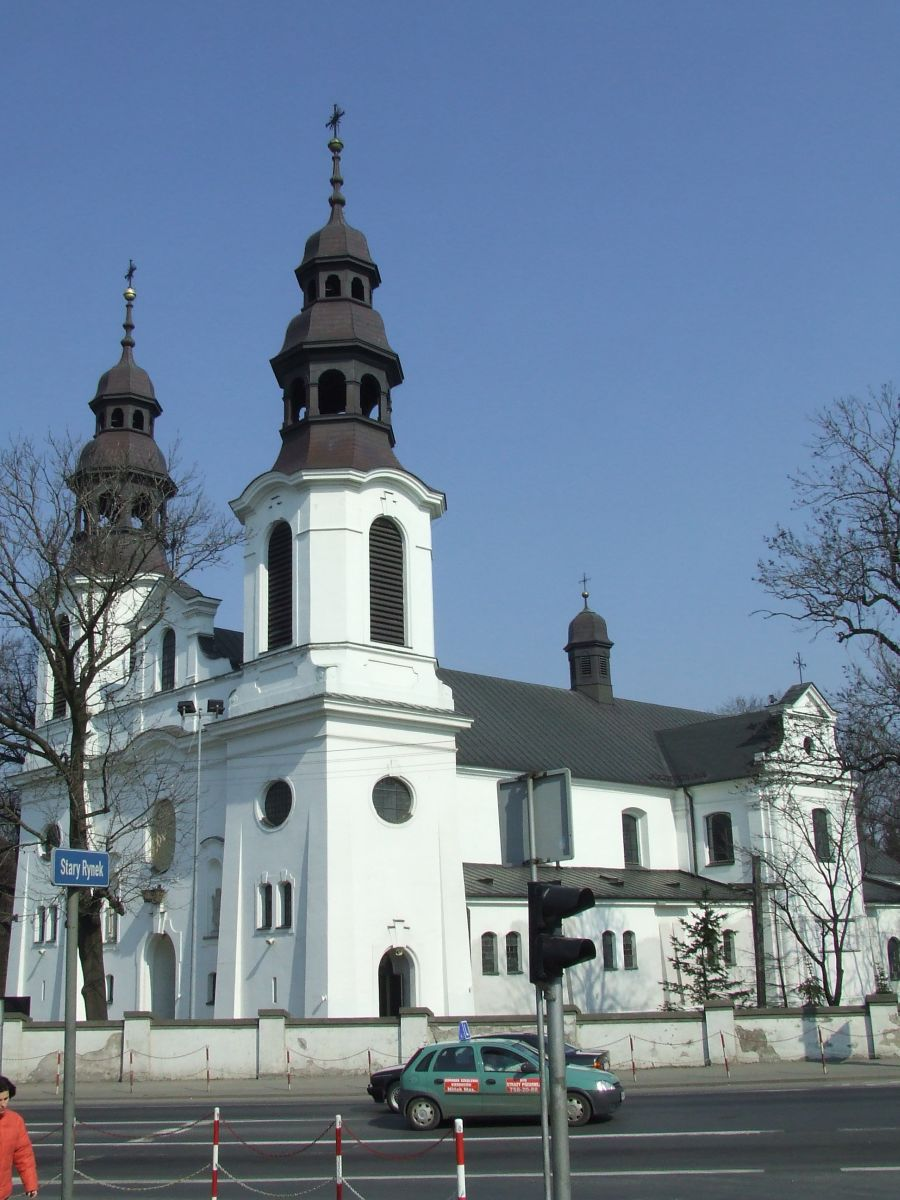
Kościół pw. Narodzenia NMP w Mińsku Mazowieckim

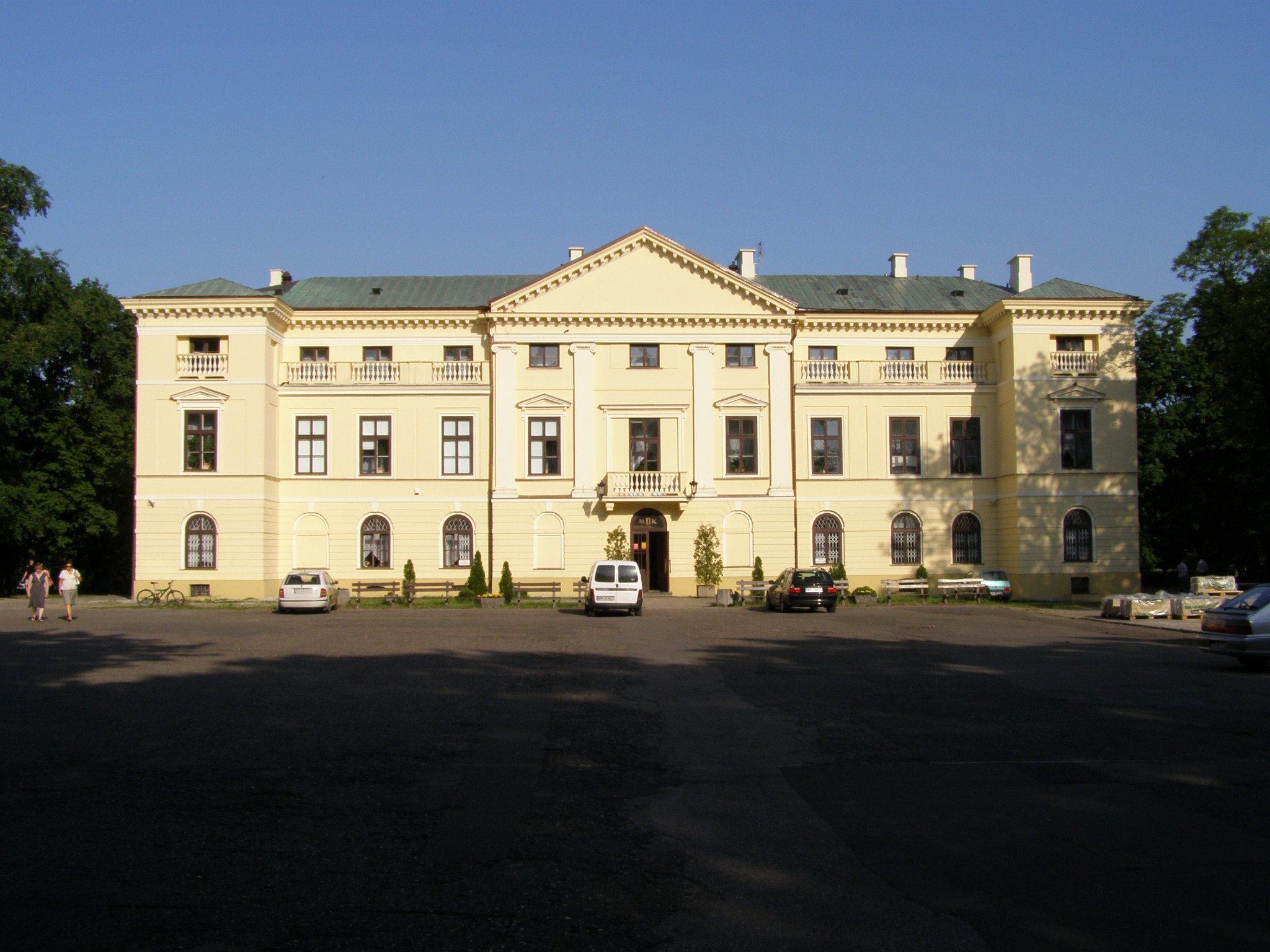
Pałac Dernałowiczów w Mińsku Mazowieckim

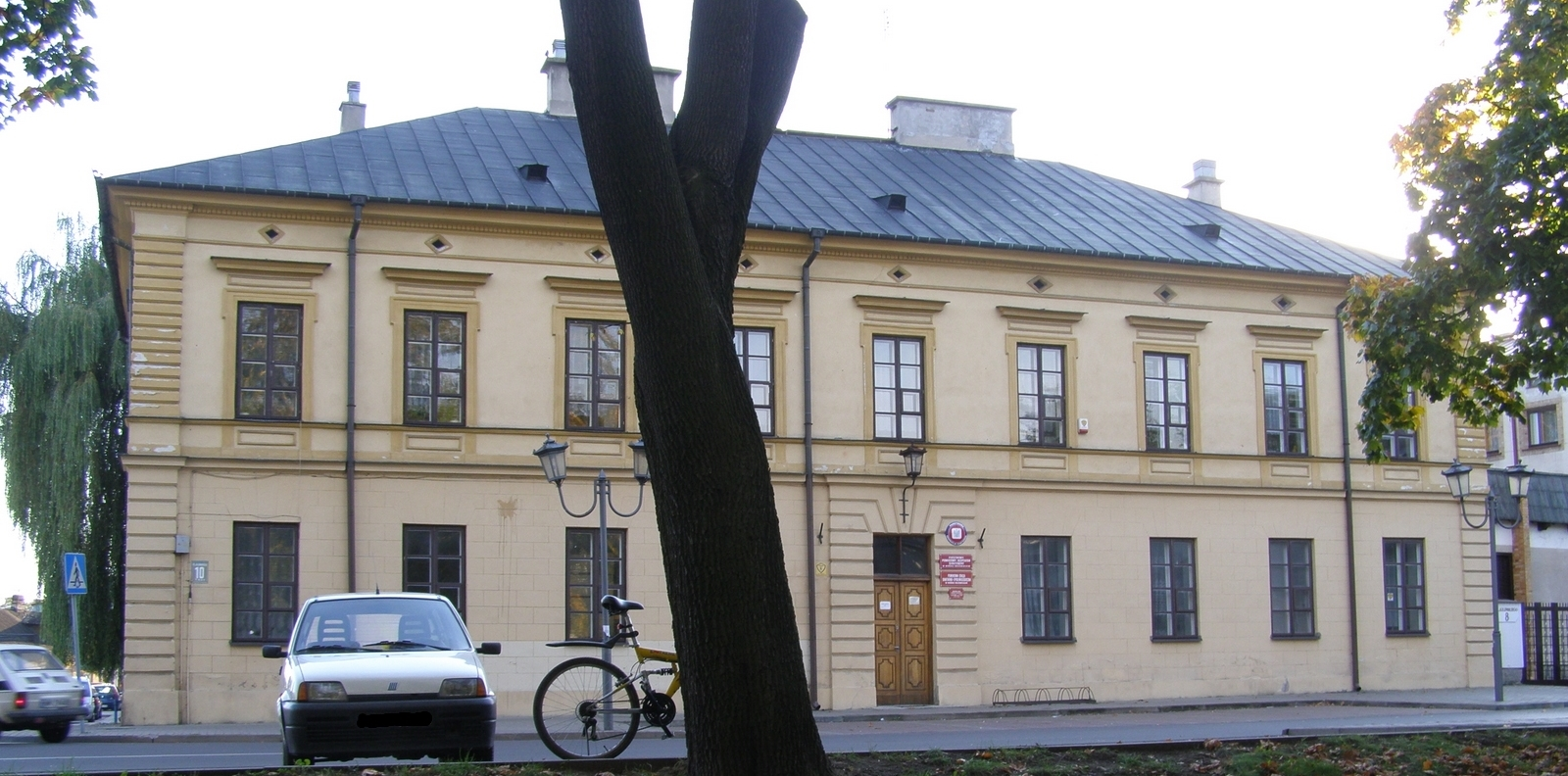
Dawne Starostwo Powiatowe w Mińsku Mazowieckim (obecnie Sanepid)

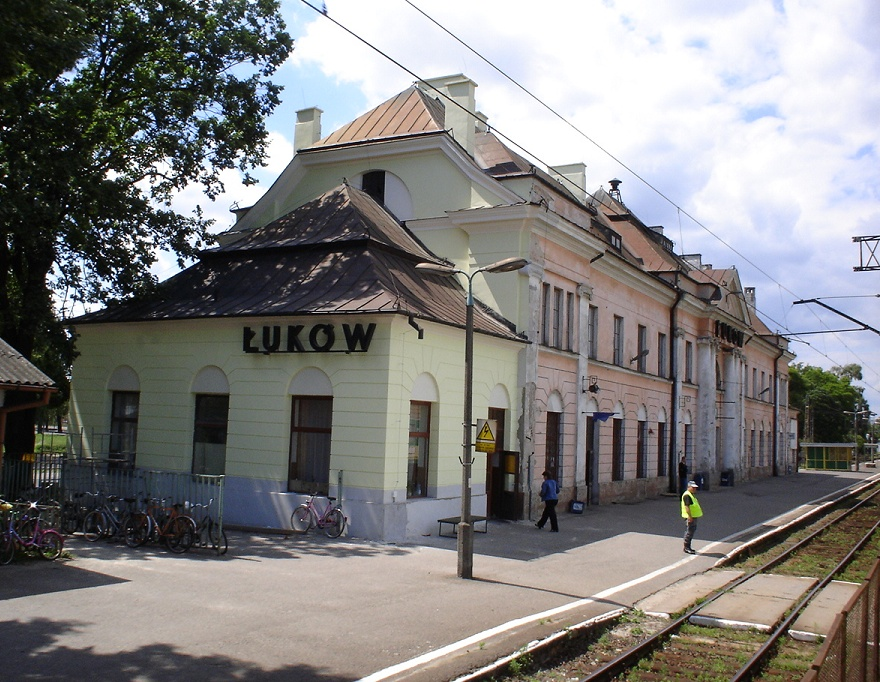
Dworzec kolejowy w Łukowie

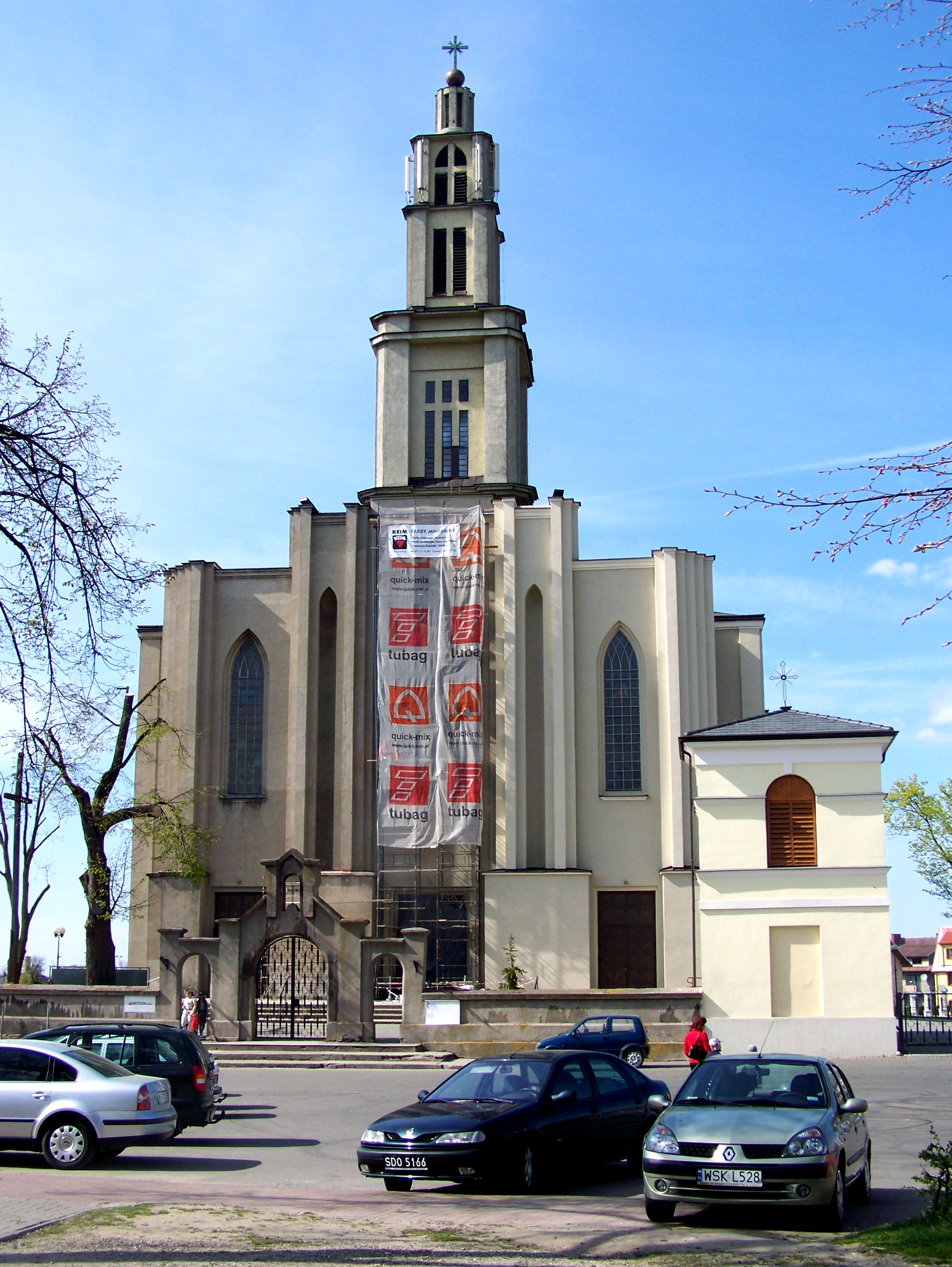
Kościół pw. Niepokalanego Serca NMP w Sokołowie Podlaskim

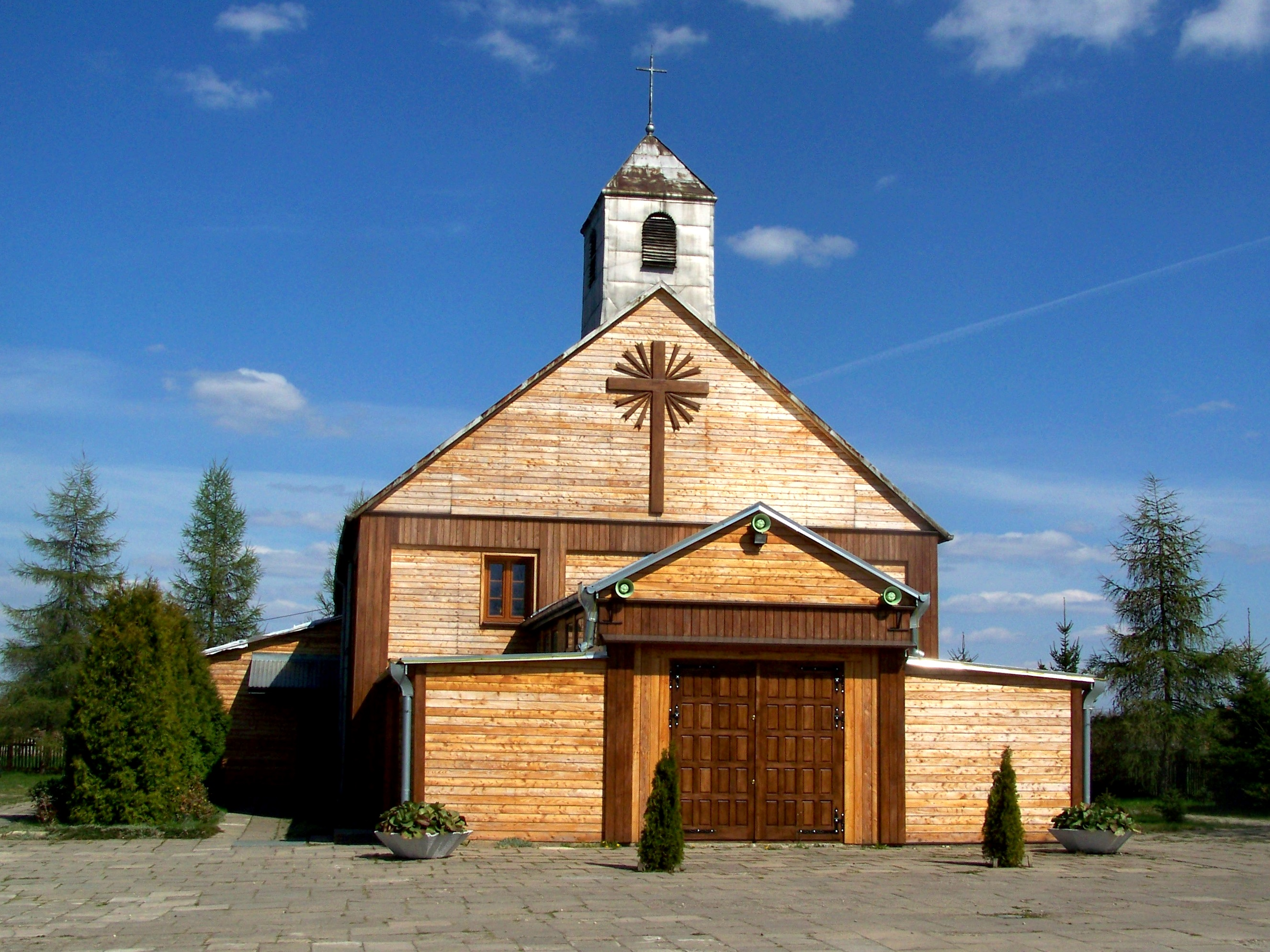
Kościół pw. św. Siostry Faustyny w Sokołowie Podlaskim

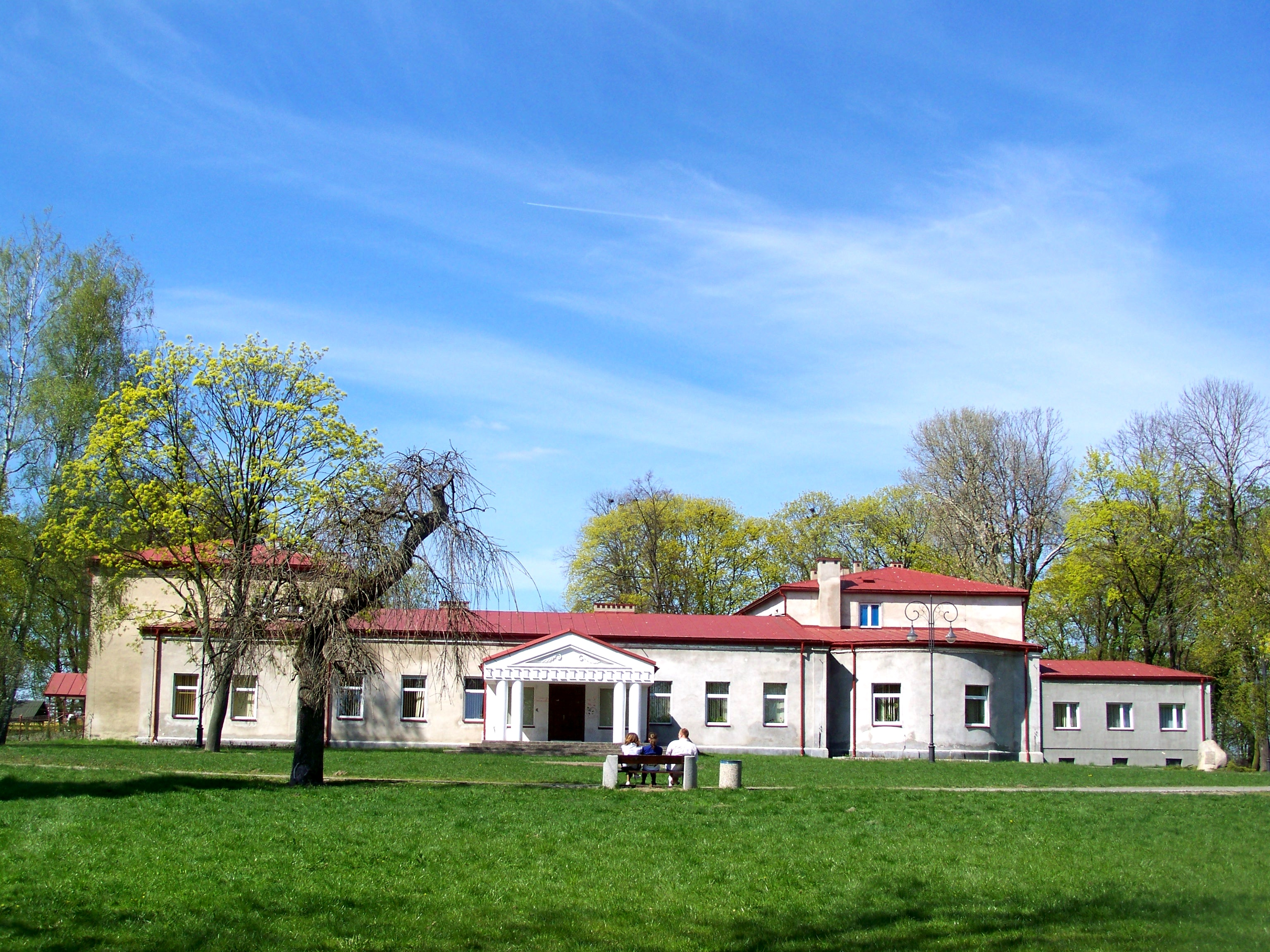
Pałac w Sokołowie Podlaskim

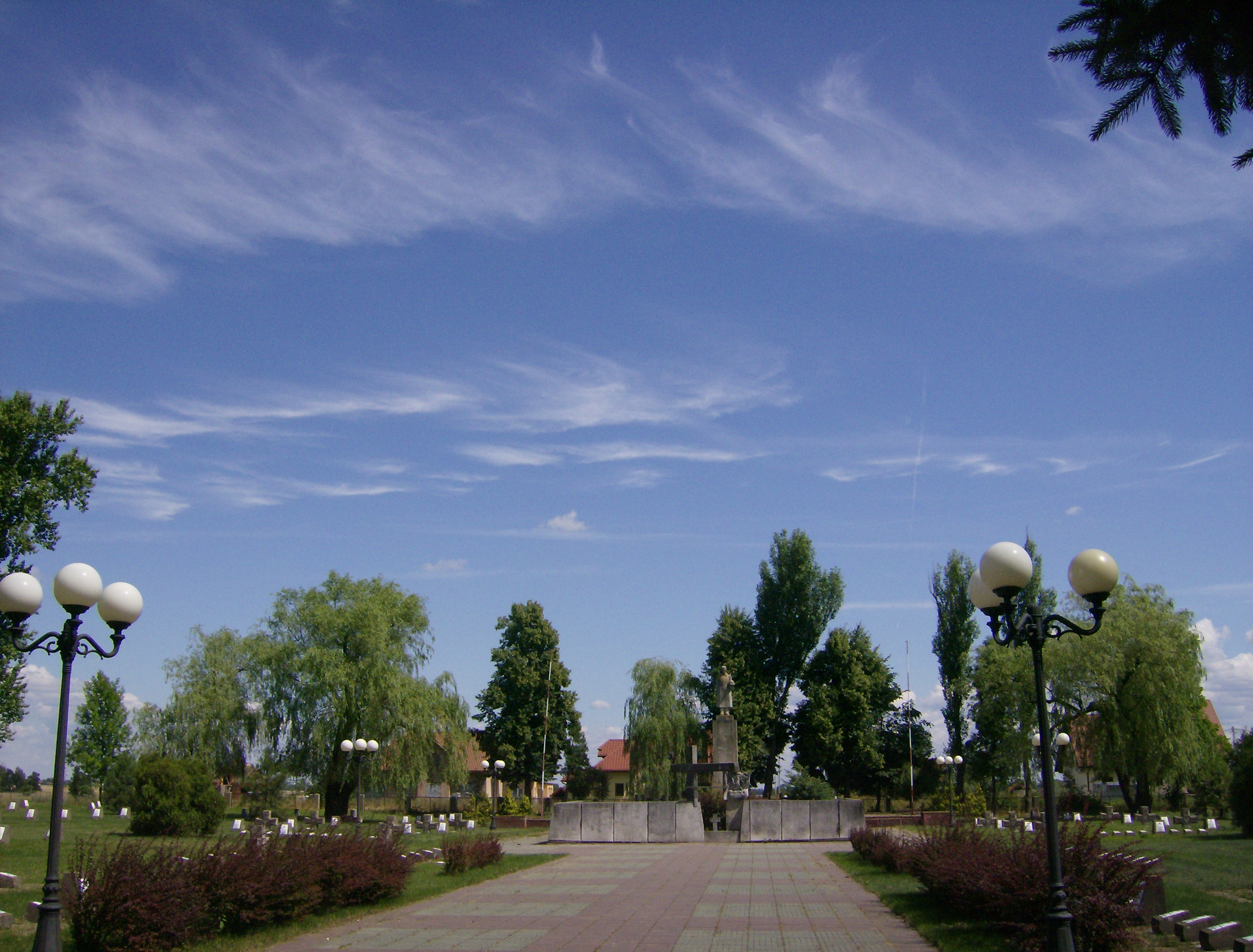
Cmentarz żołnierzy radzieckich w Garwolinie

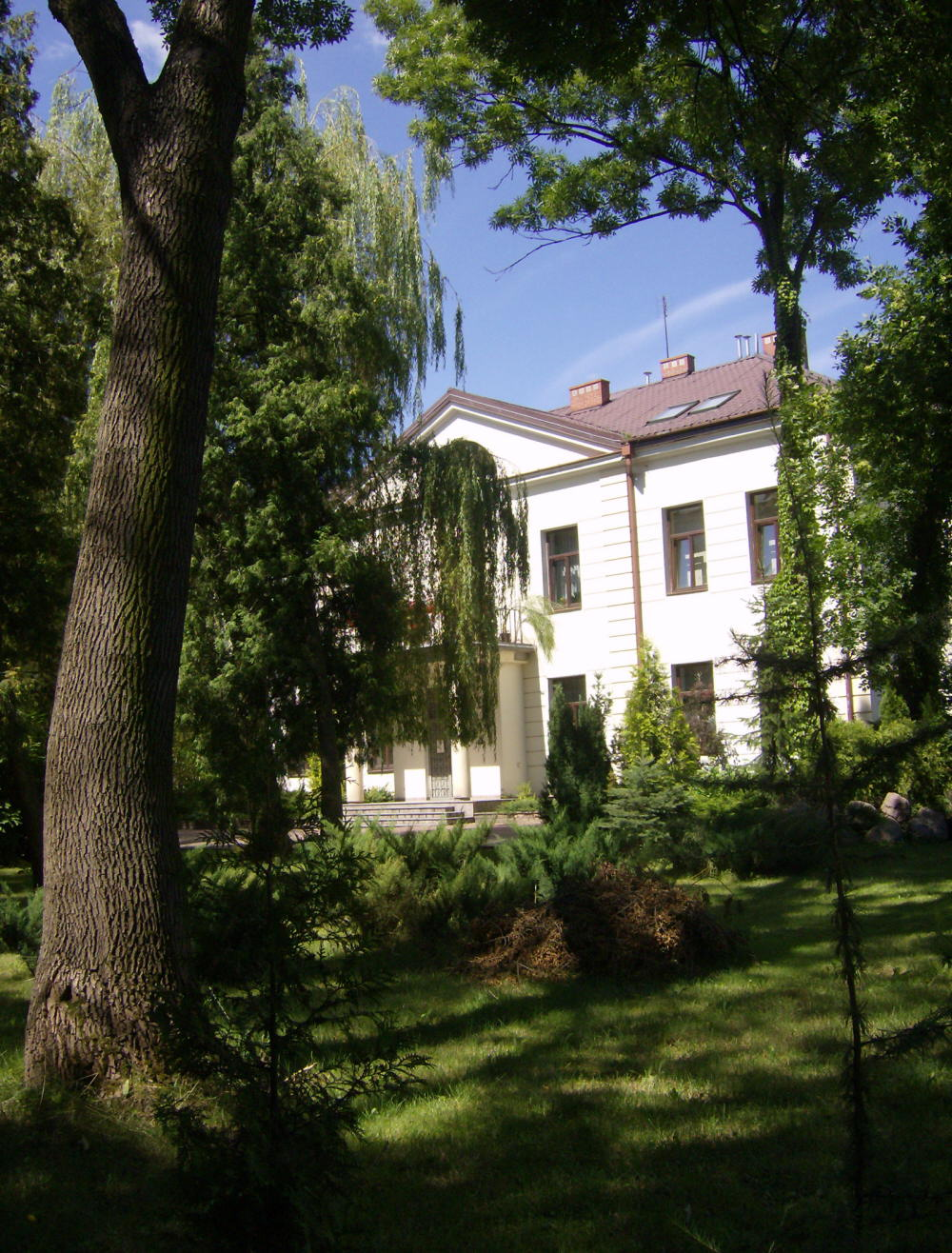
Zabytkowa plebania w Garwolinie

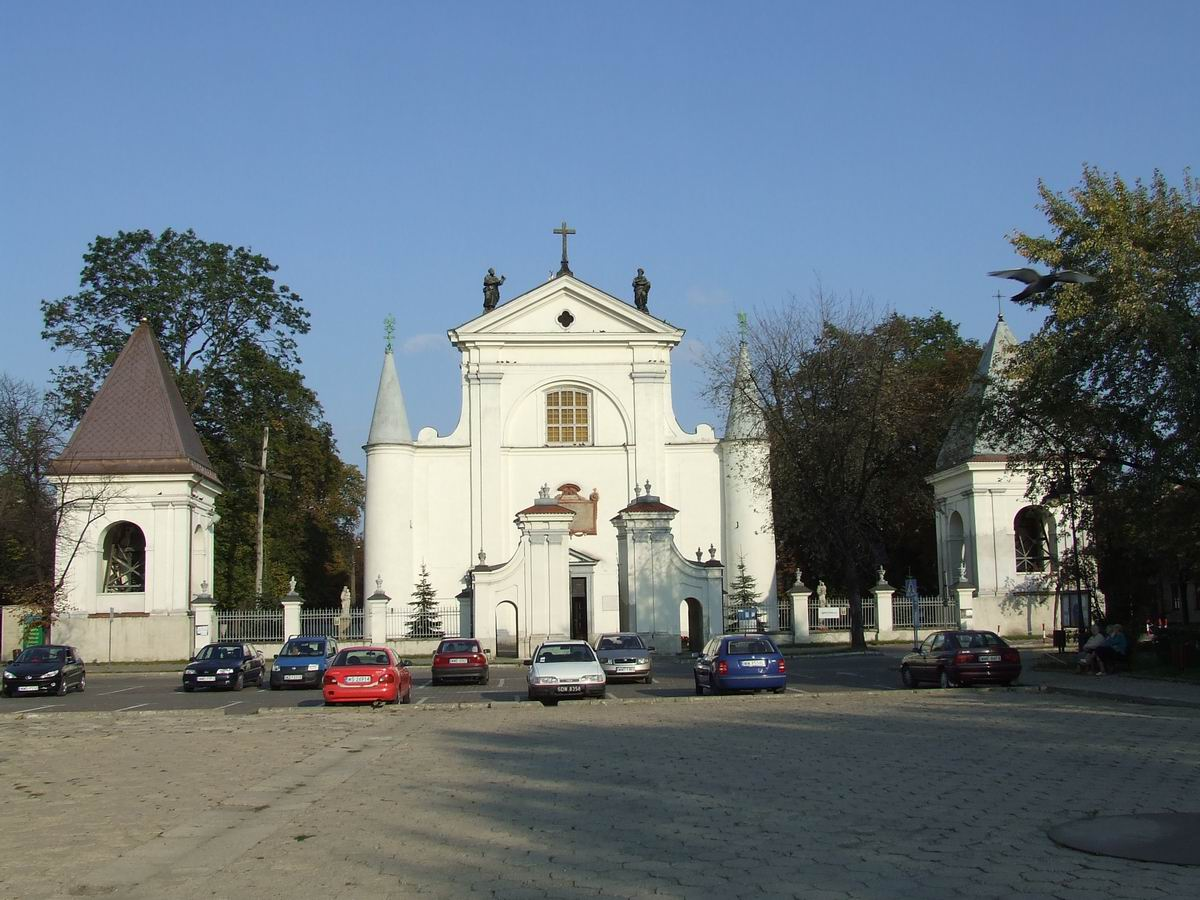
Bazylika w Węgrowie

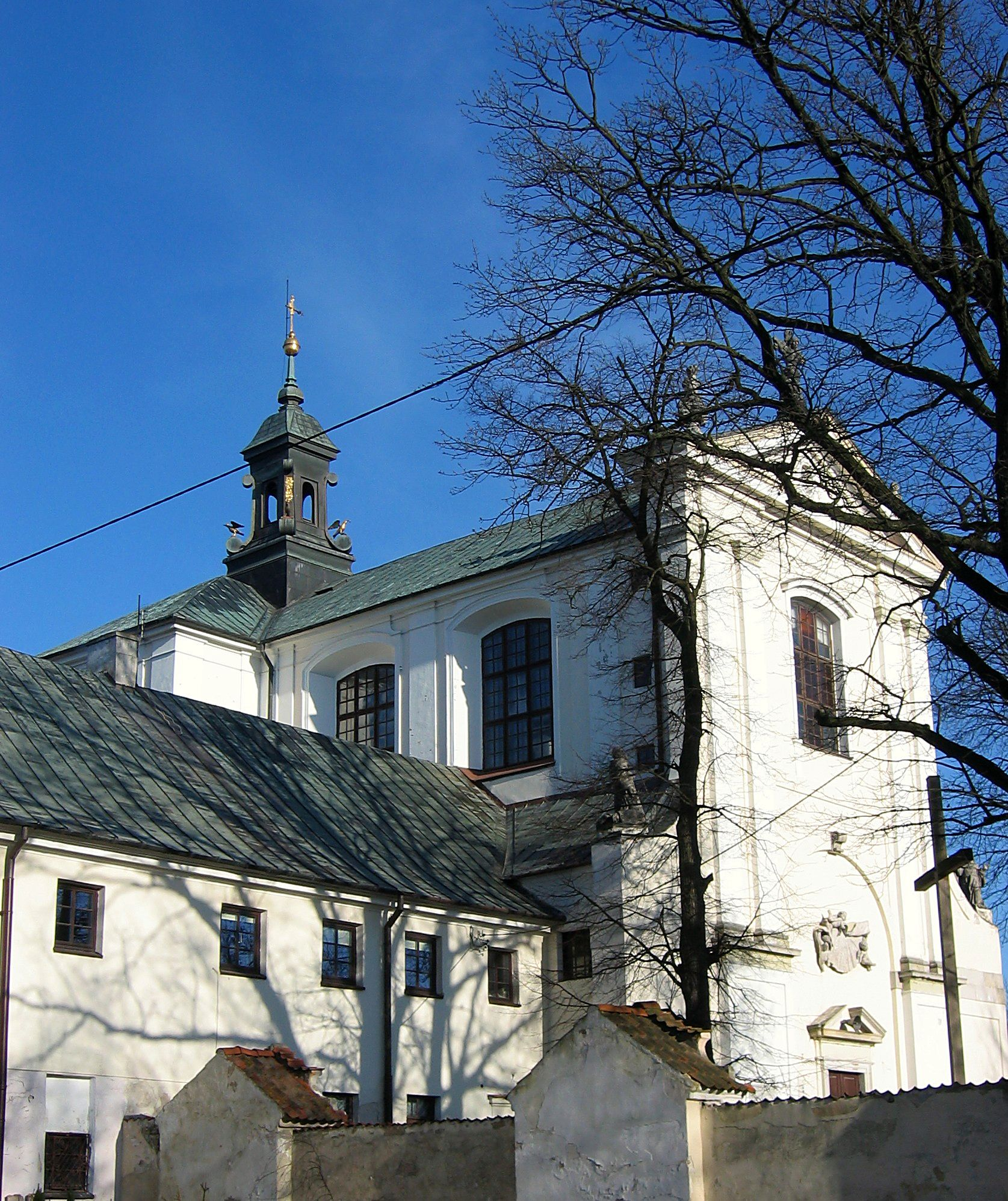
Kościół pw. św. Antoniego i św. Piotra w Węgrowie

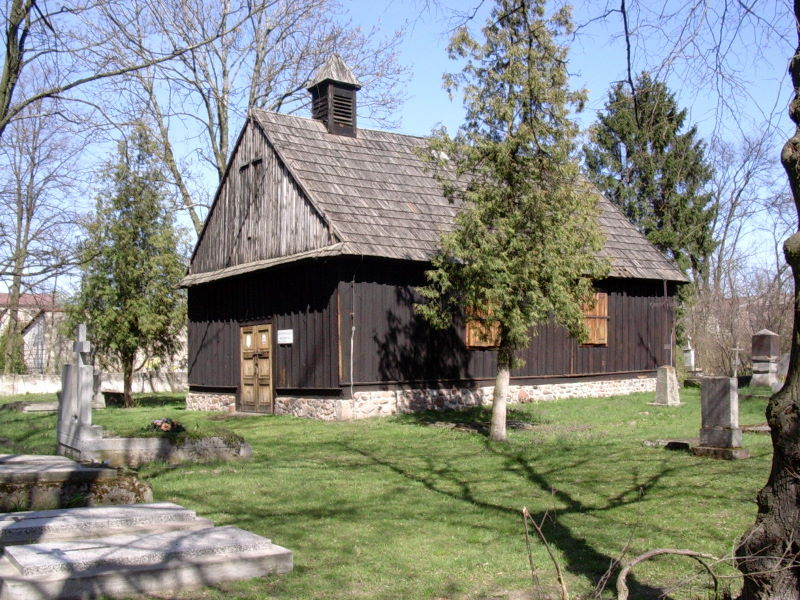
Drewniany kościół luterański w Węgrowie

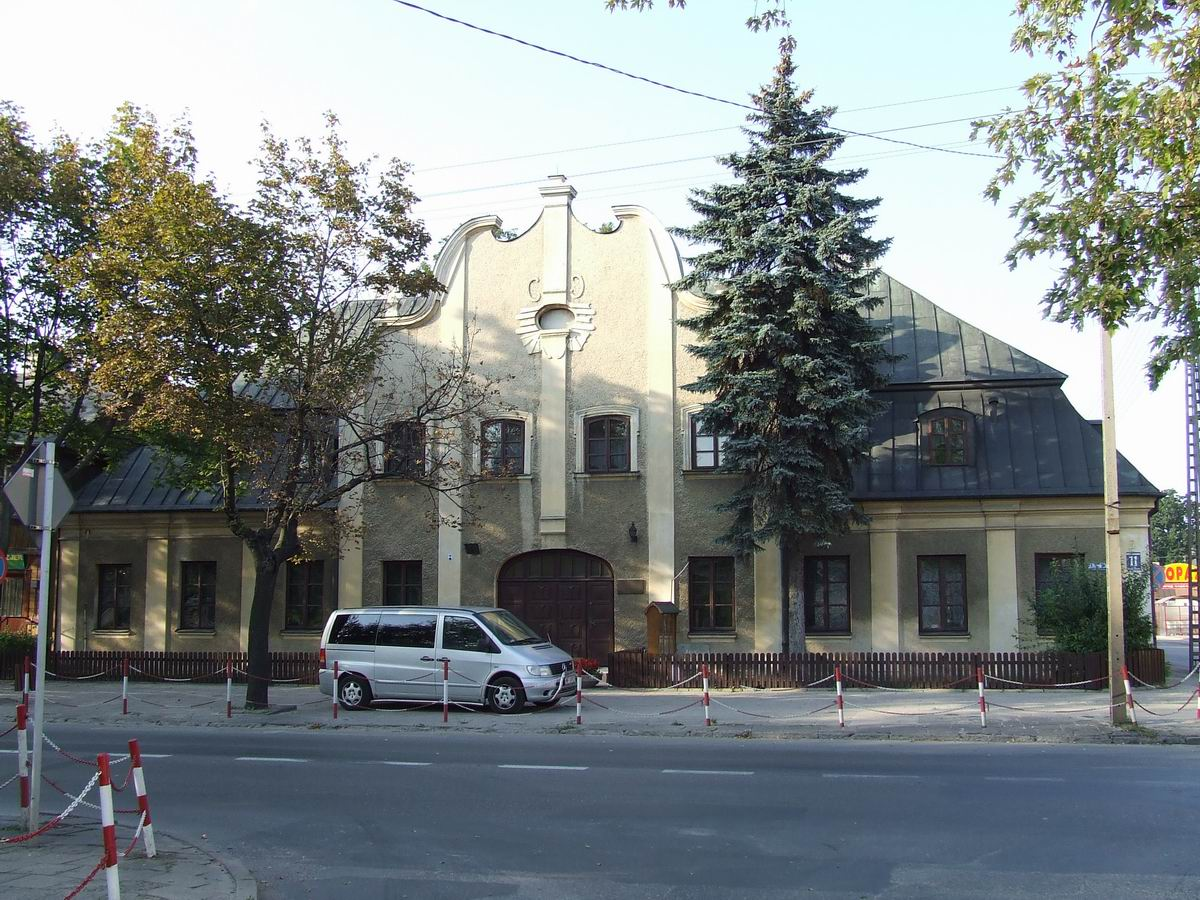
Dom Gdański w Węgrowie

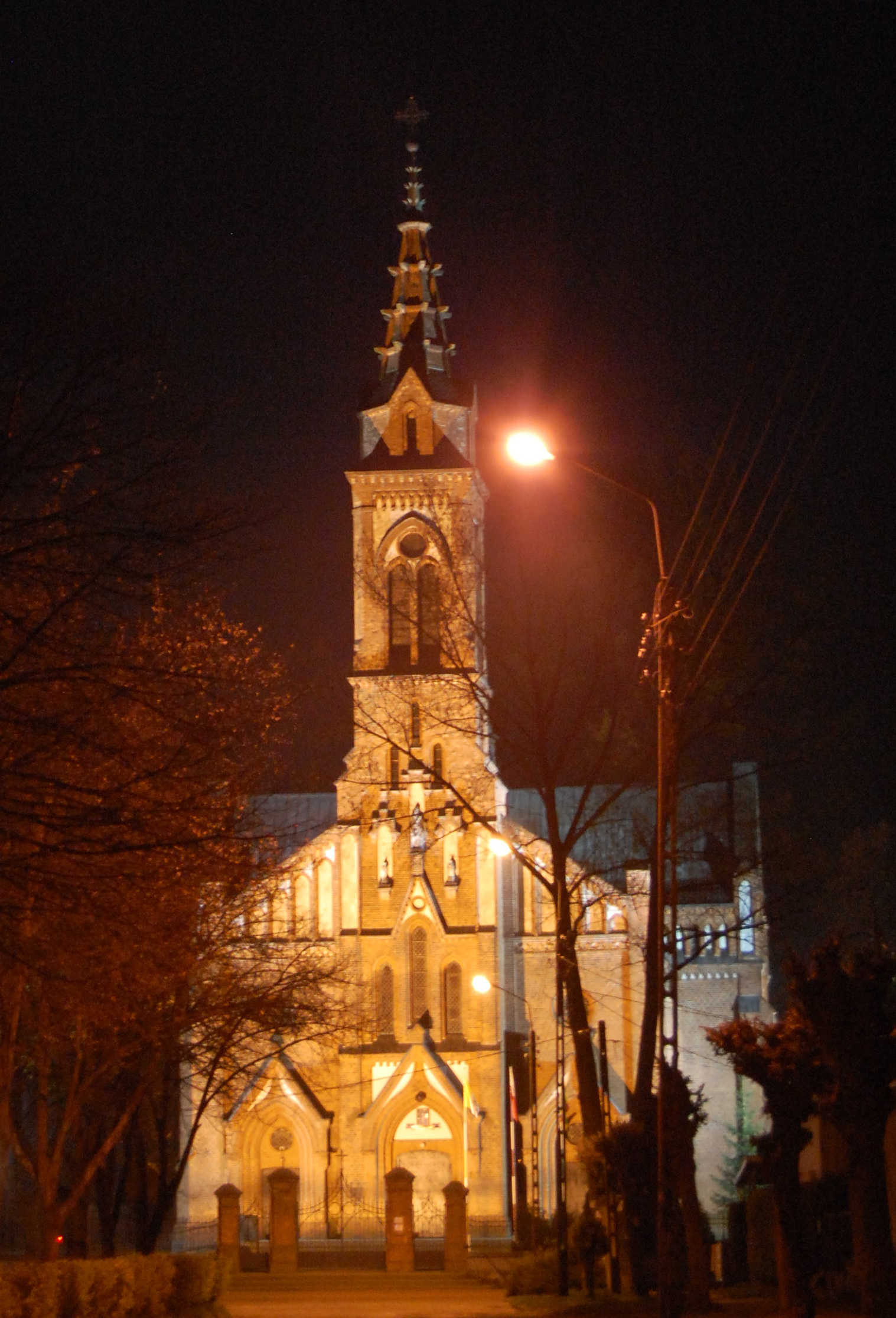
Kościół pw. św. Trójcy w Kołbieli

Kościół pw. Wniebowzięcia NMP w Kałuszynie

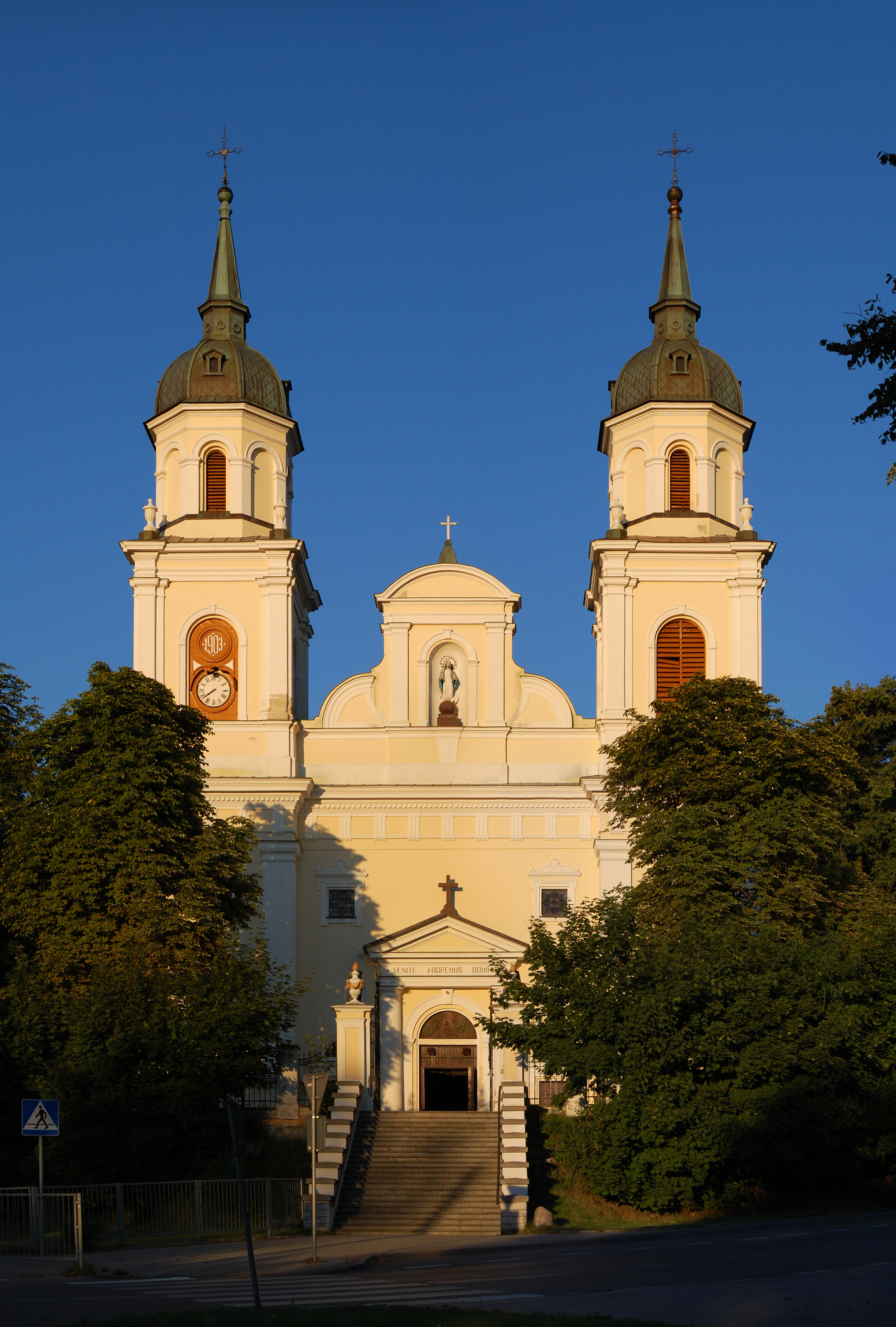
Kościół pw. Zwiastowania NMP w Żelechowie

Kościół pw. św. Stanisława w Żelechowie

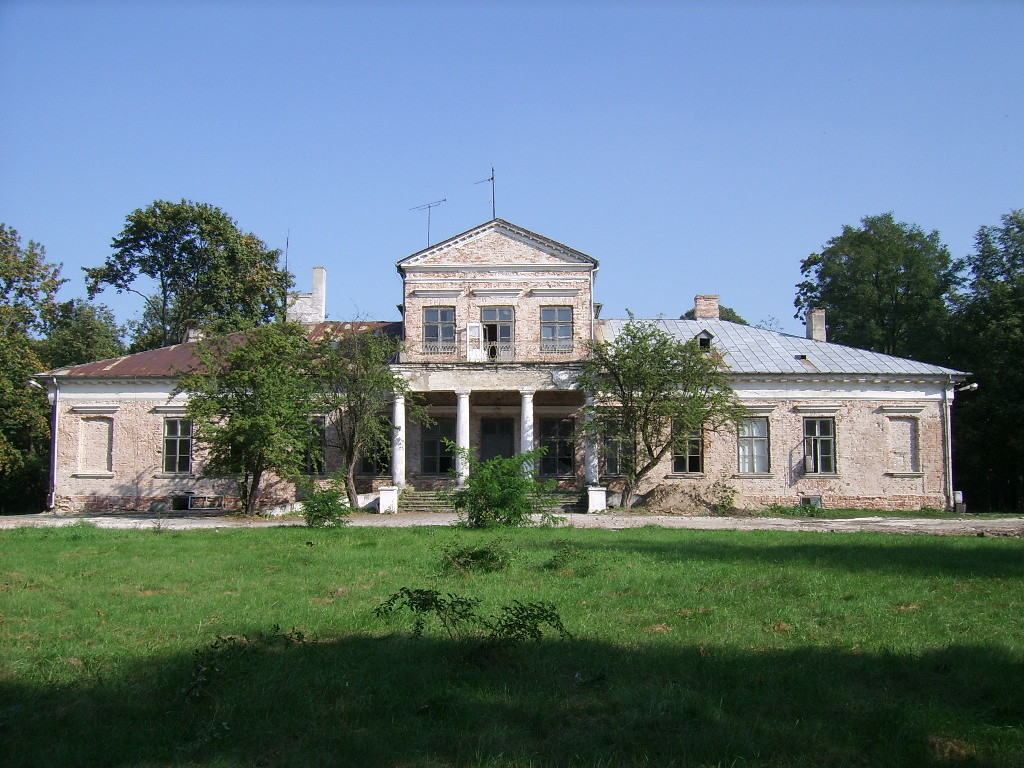
Pałac w Żelechowie

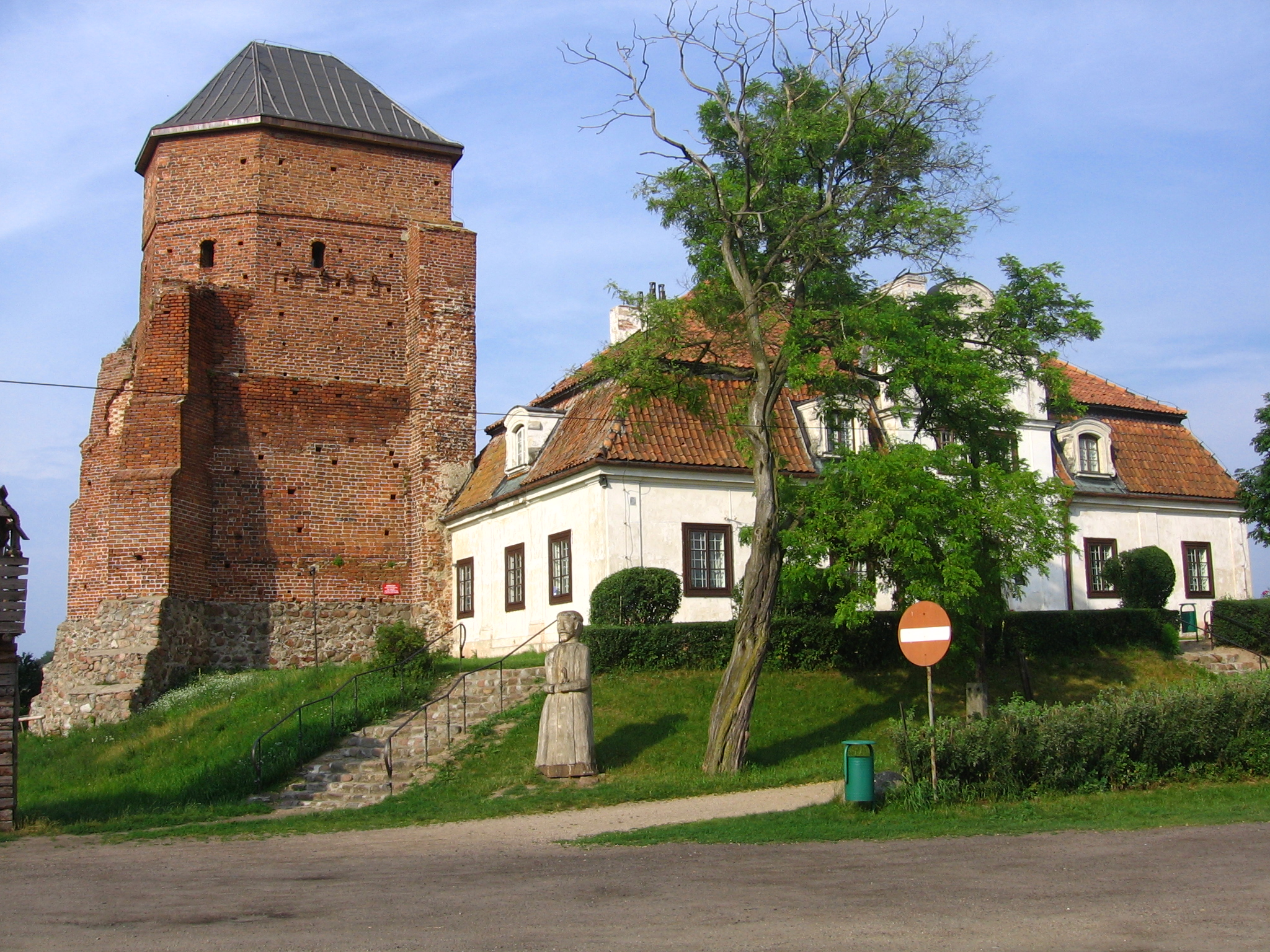
Zamek w Liwie

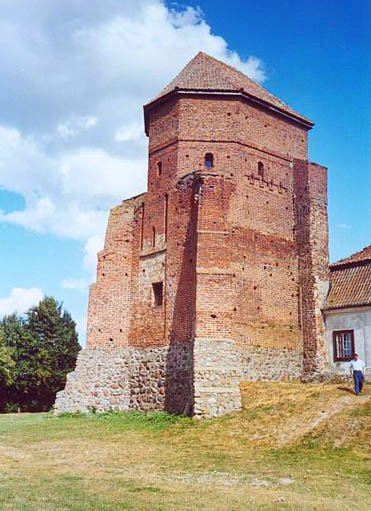
Zamek w Liwie

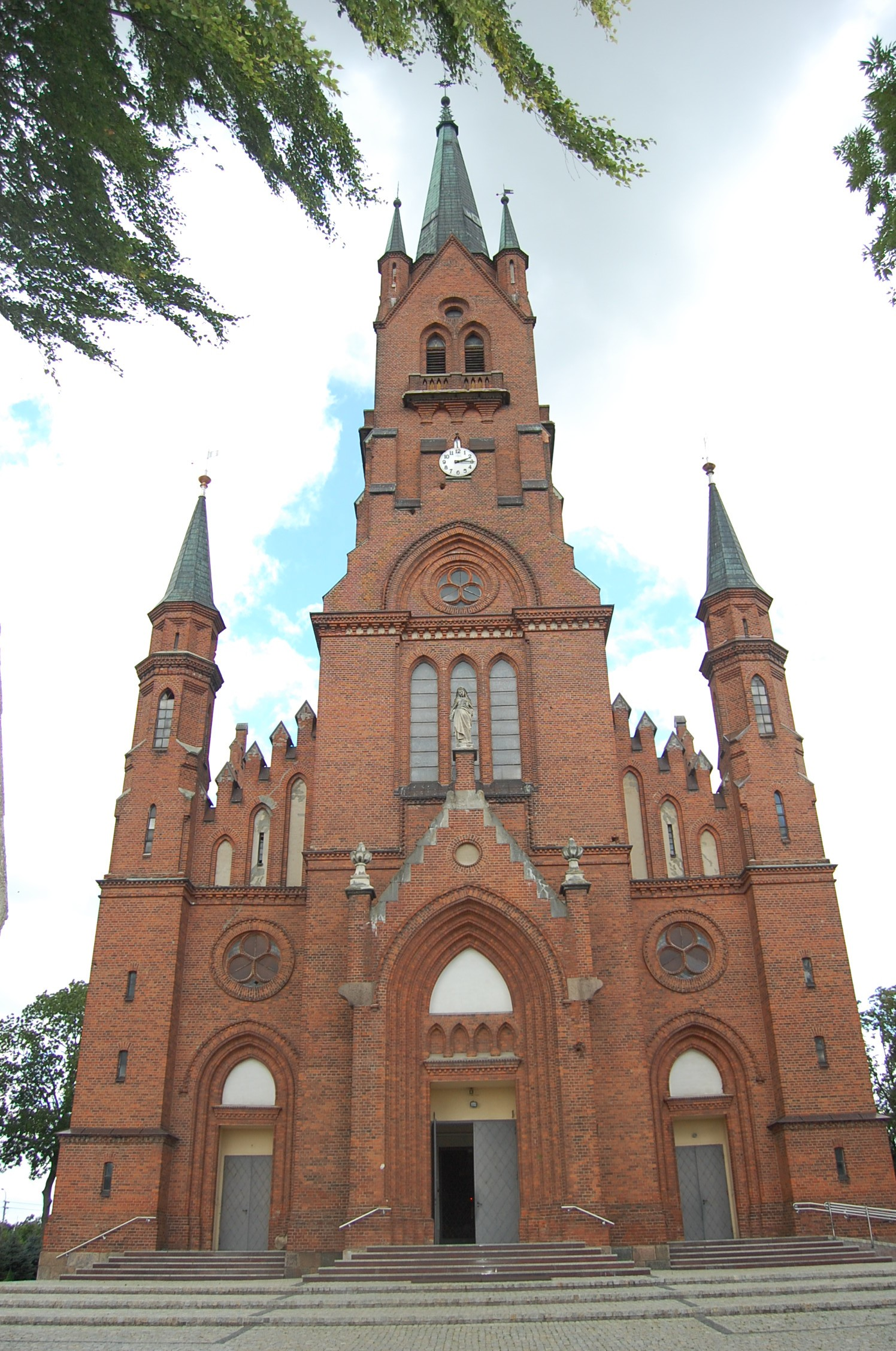
Kościół pw. św. Walentego i św. Trójcy w Latowiczu

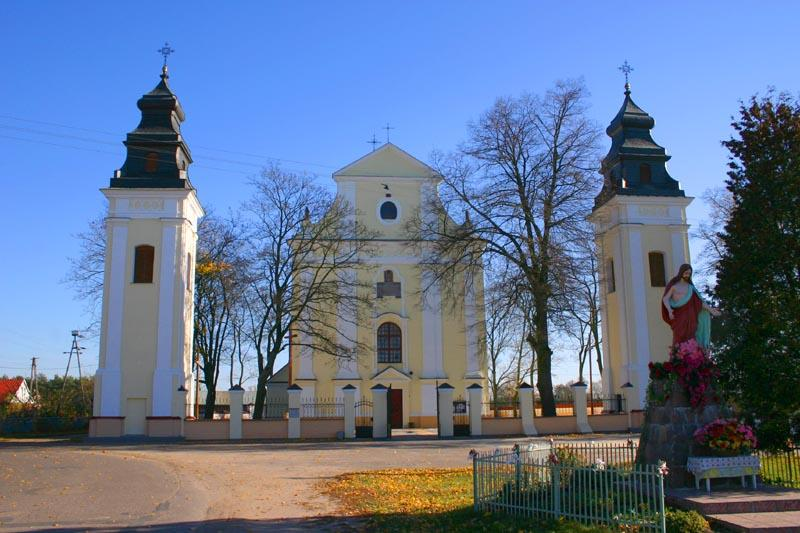
Kościół w Wyszkowie koło Węgrowa

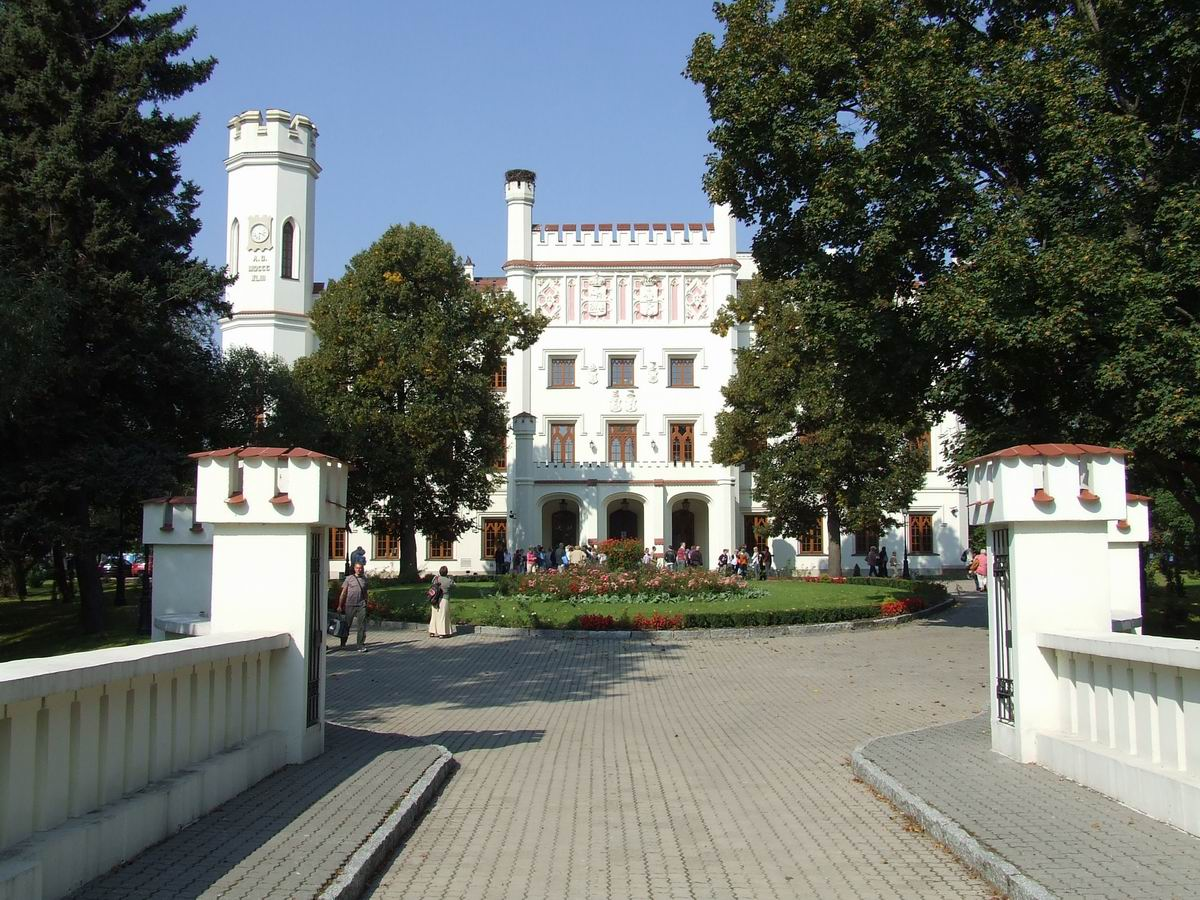
Pałac Radziwiłłów w Starejwsi

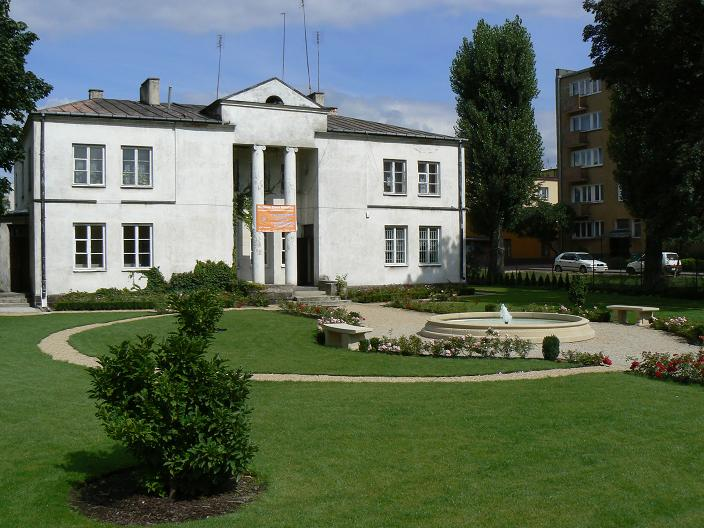
Pałac Łubieńskich w Mińsku Mazowieckim

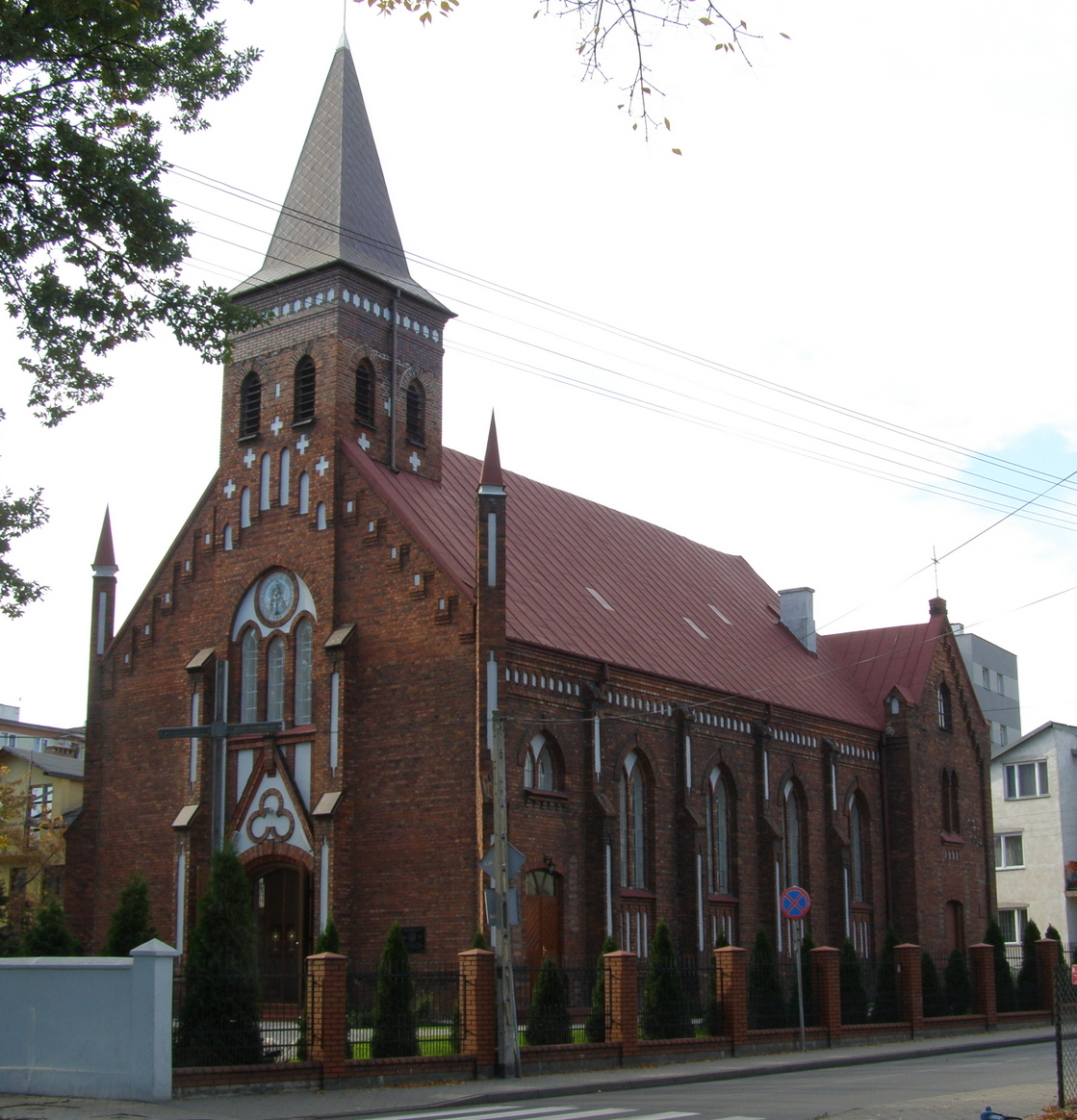
Kościół Mariawicki w Mińsku Mazowieckim

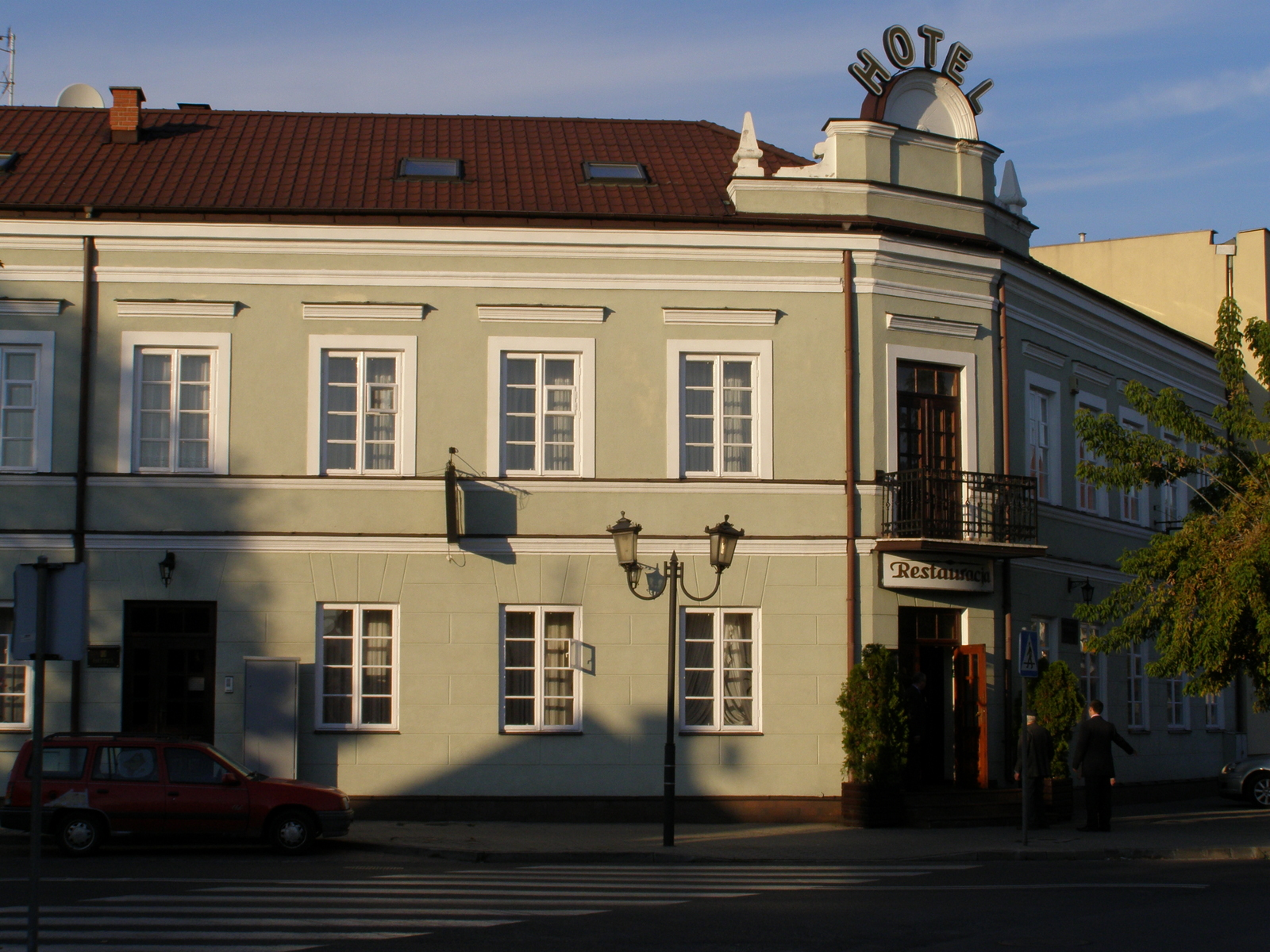
Zabytkowa kamienica w Mińsku Mazowieckim

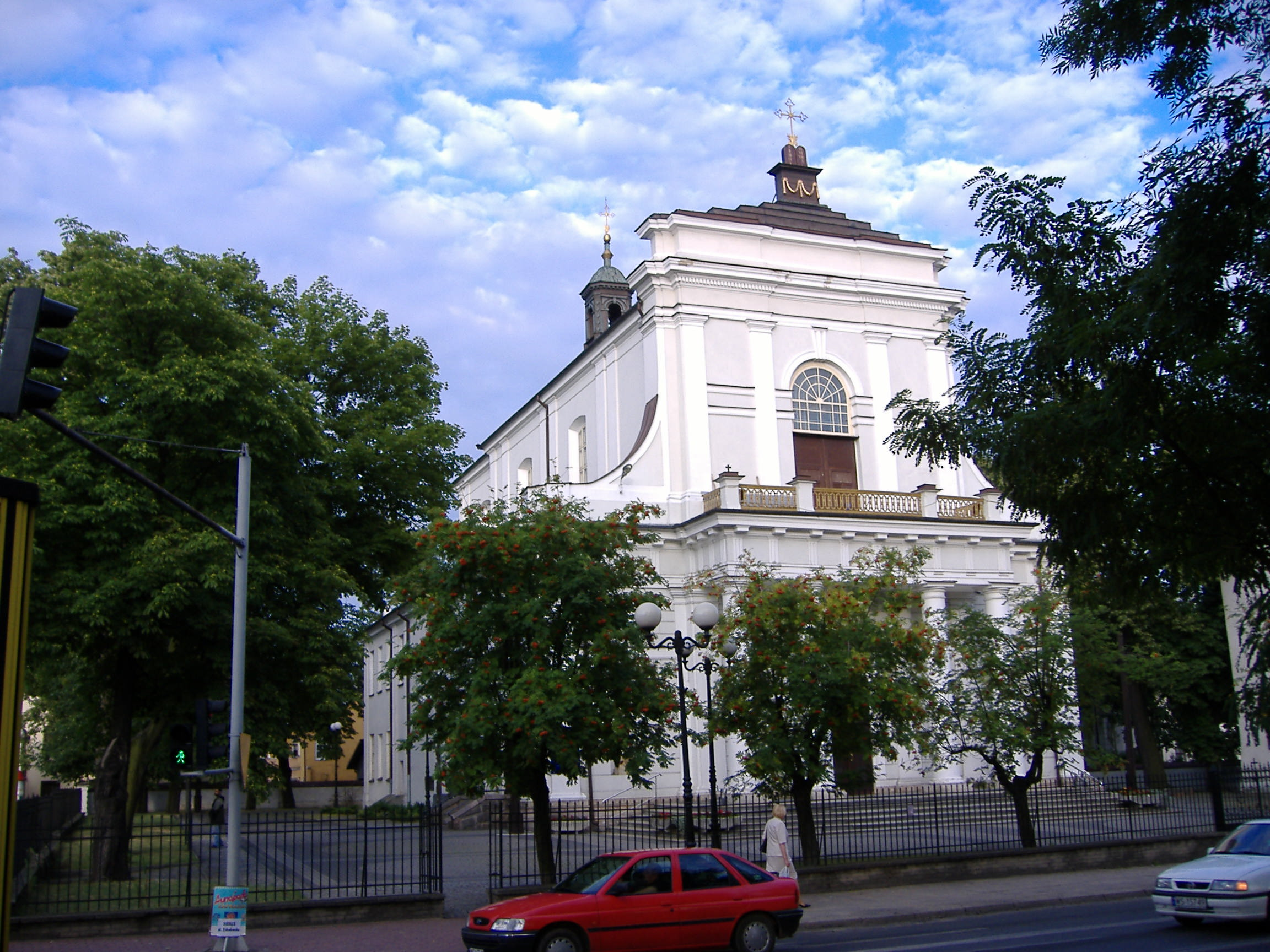
Kościół pw. św. Stanisława w Siedlcach

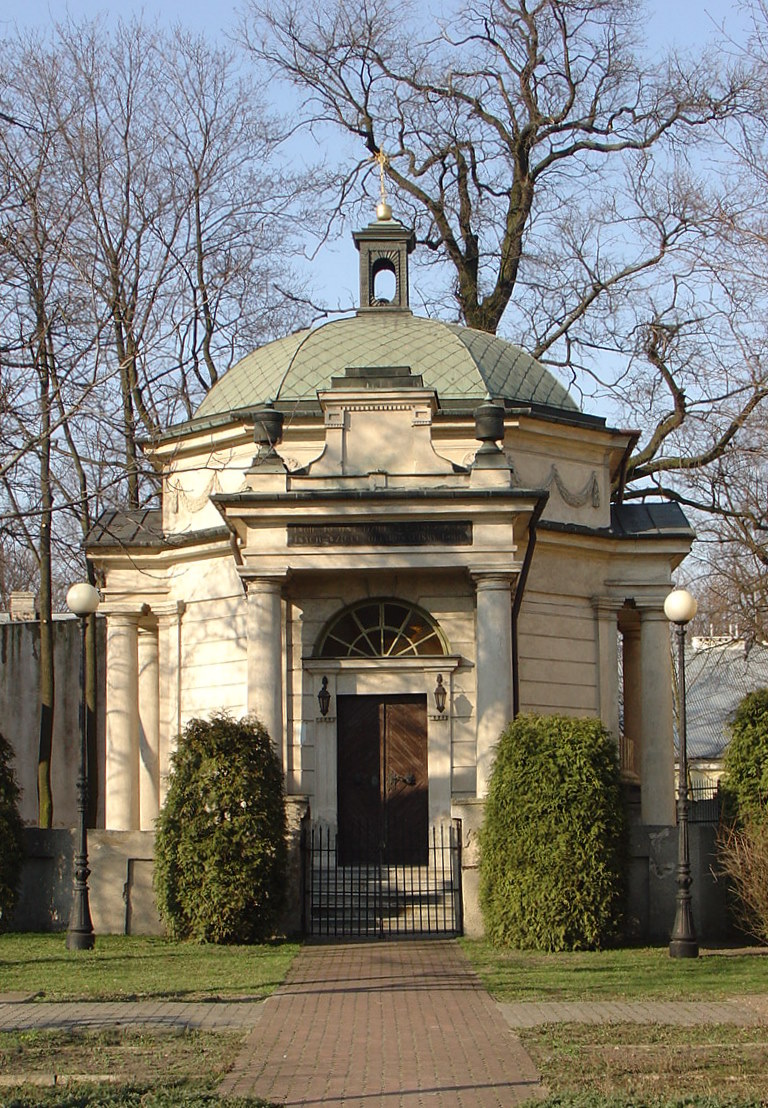
Kaplica św. Krzyża w Siedlcach

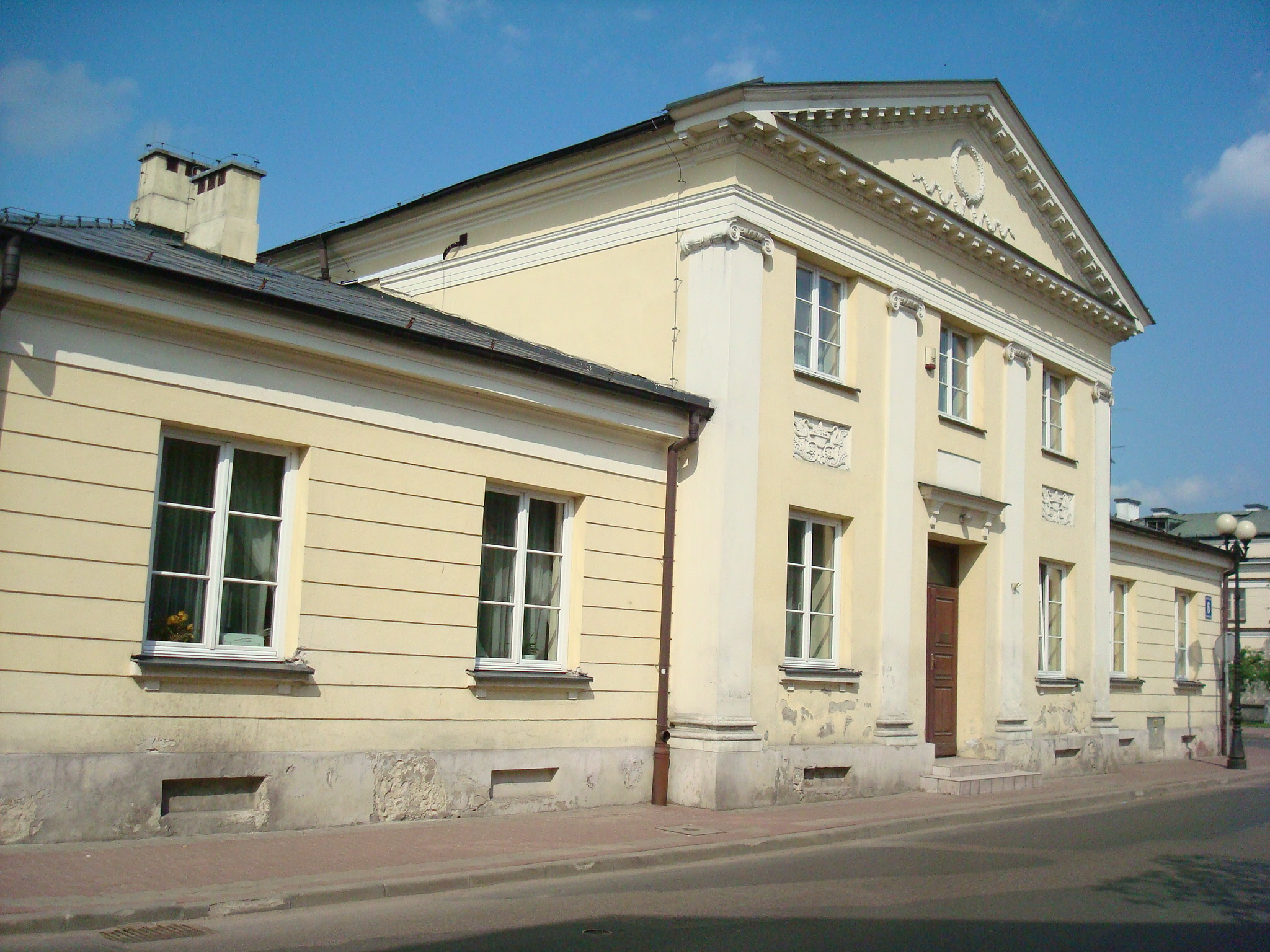
Dawny teatr w Siedlcach

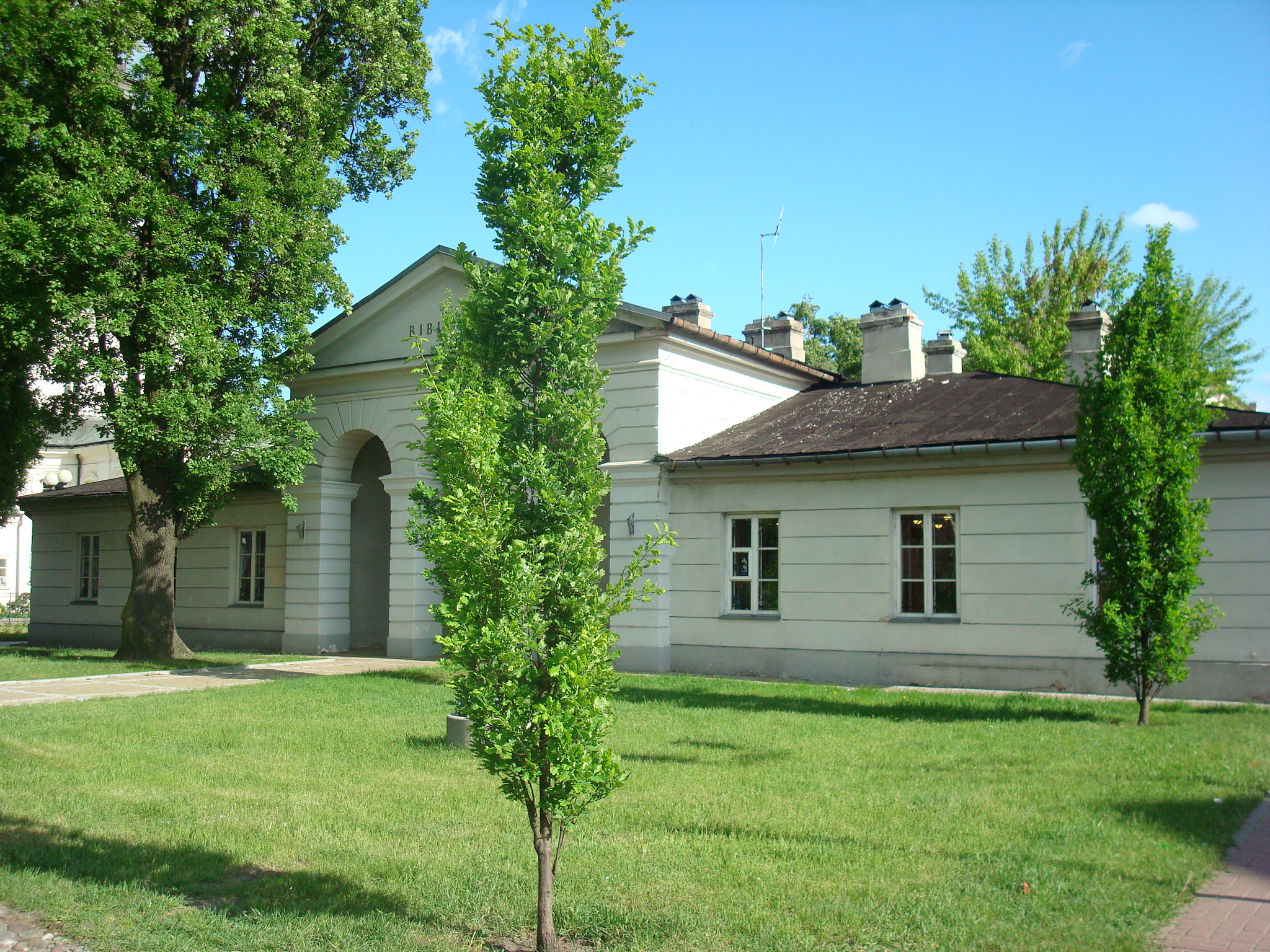
Odwach w Siedlcach

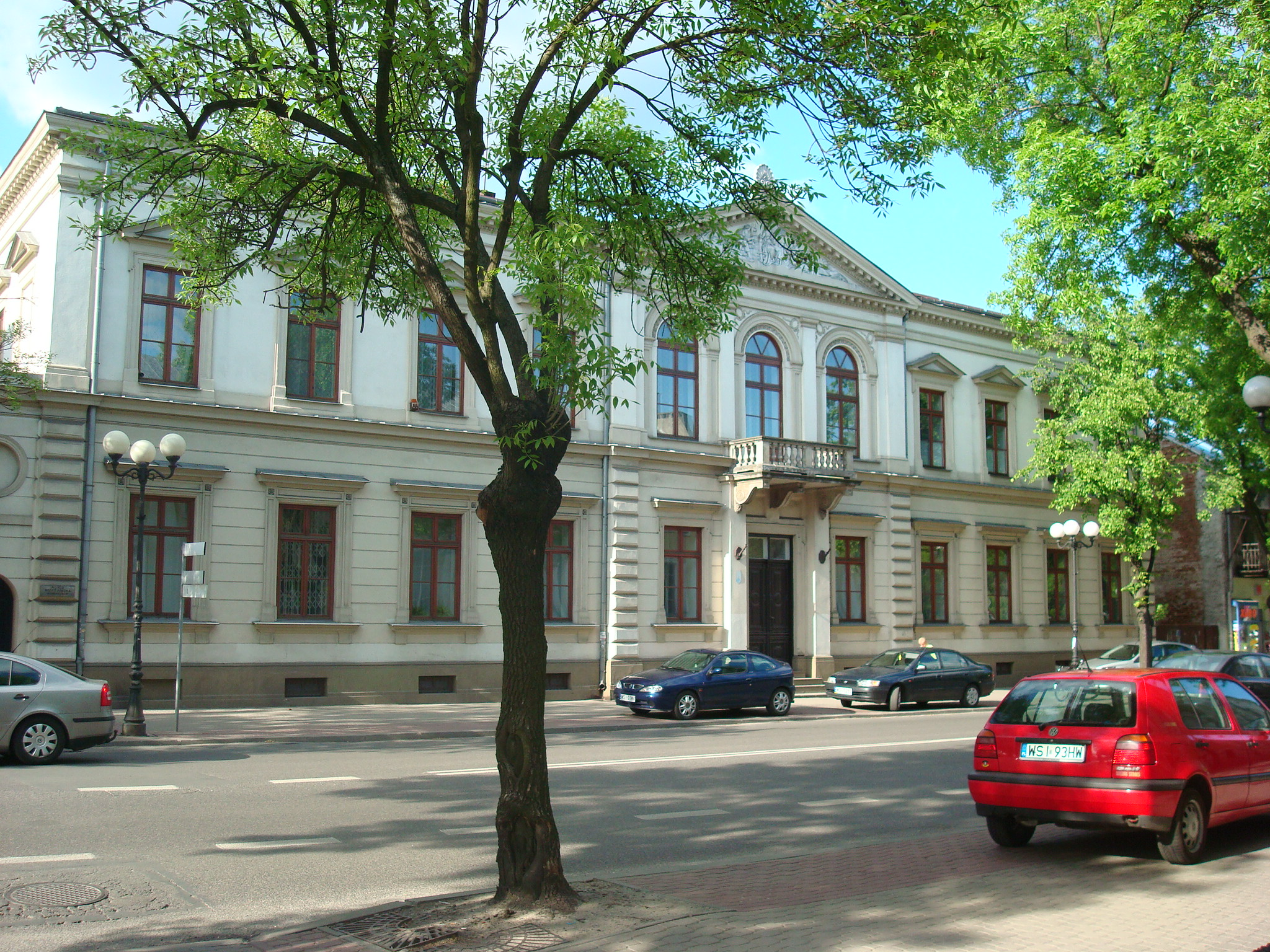
Kuria biskupia w Siedlcach

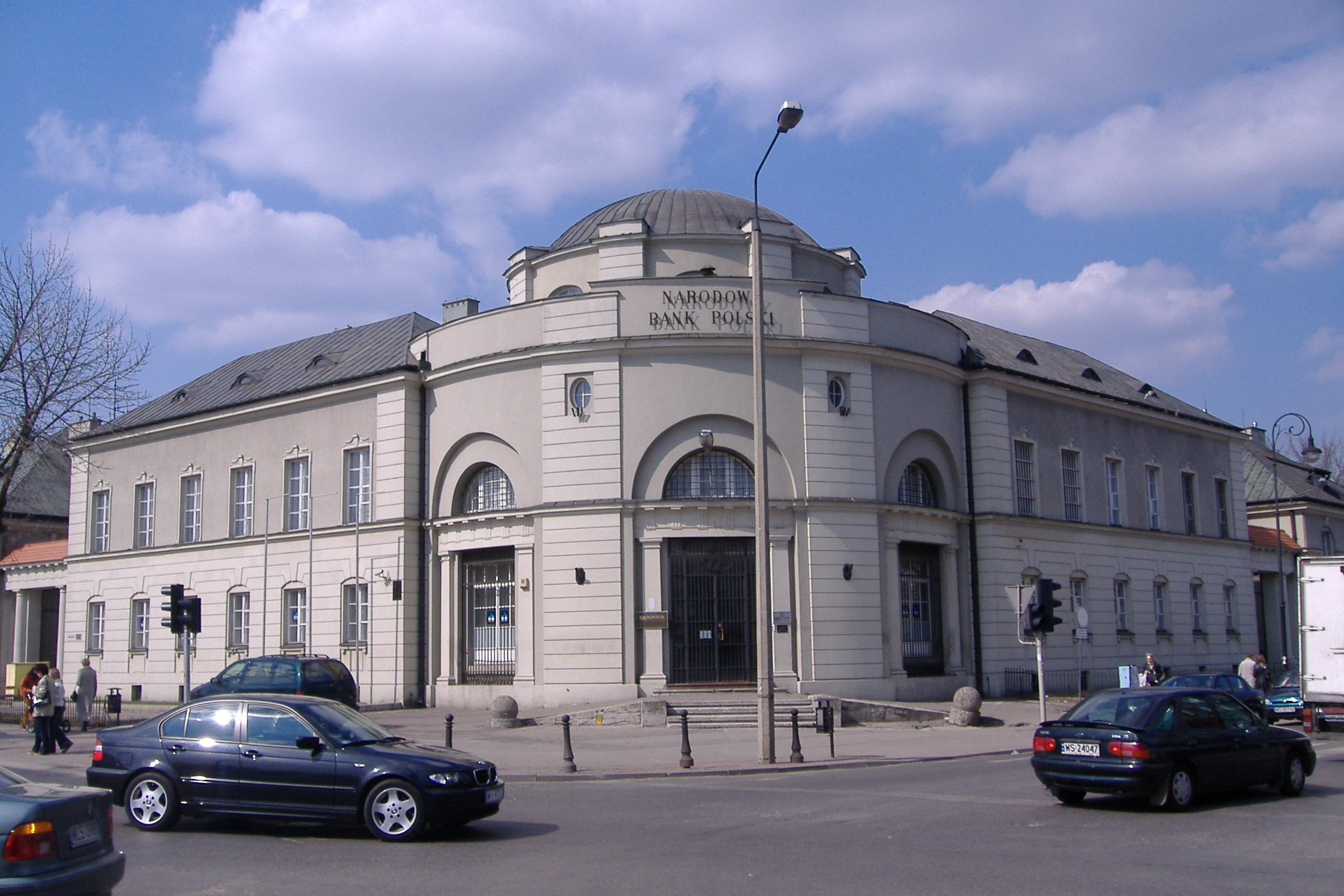
Dawny budynek NBP w Siedlcach

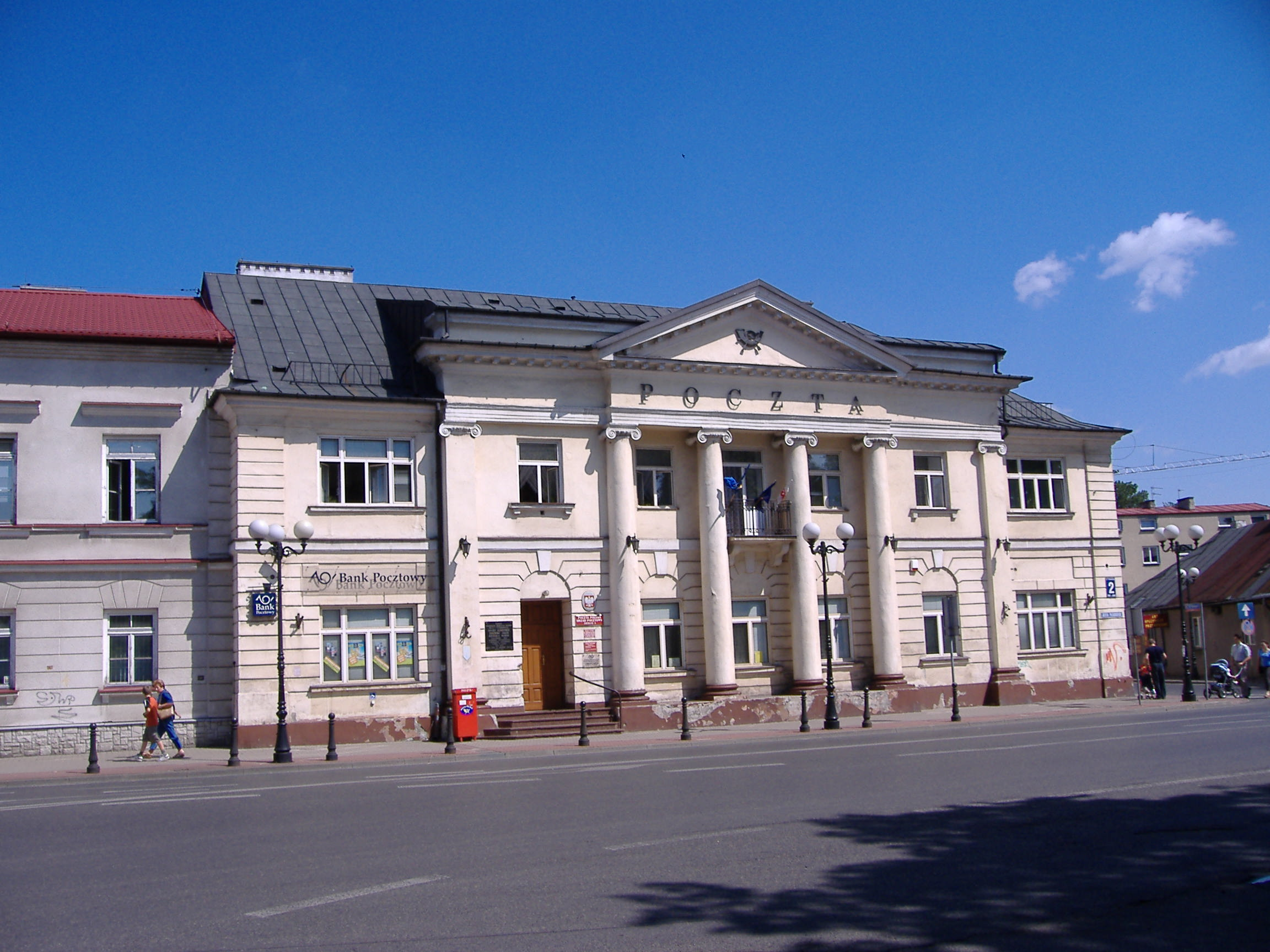
Poczta Polska w Siedlcach

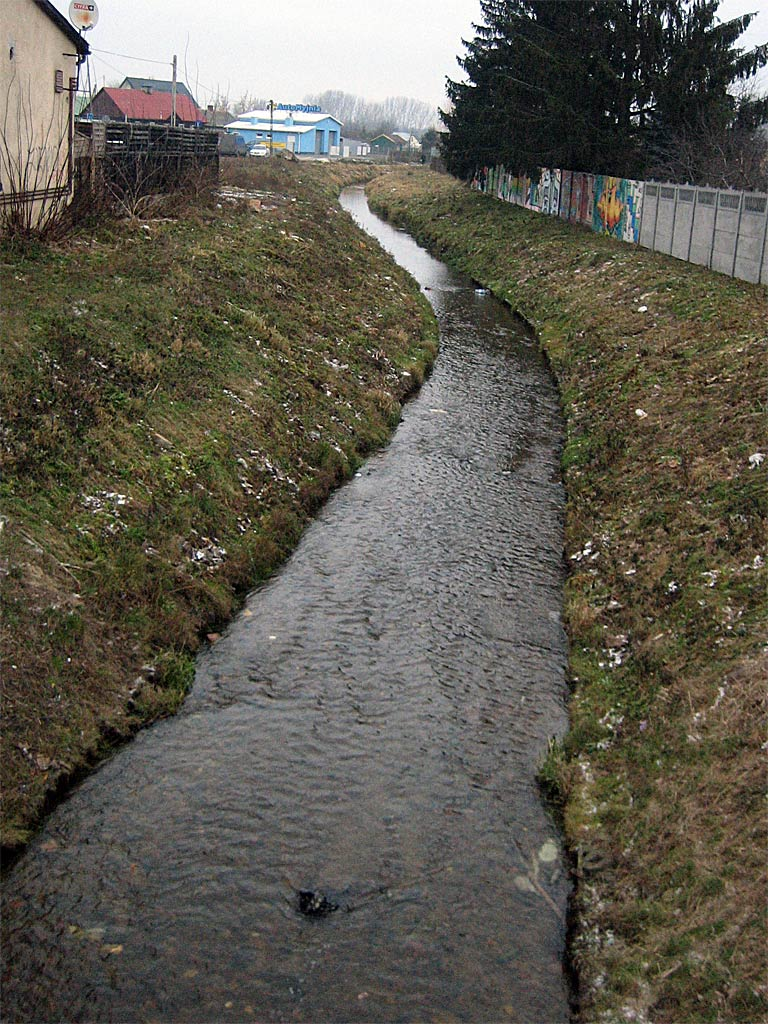
Krzna Południowa w Łukowie

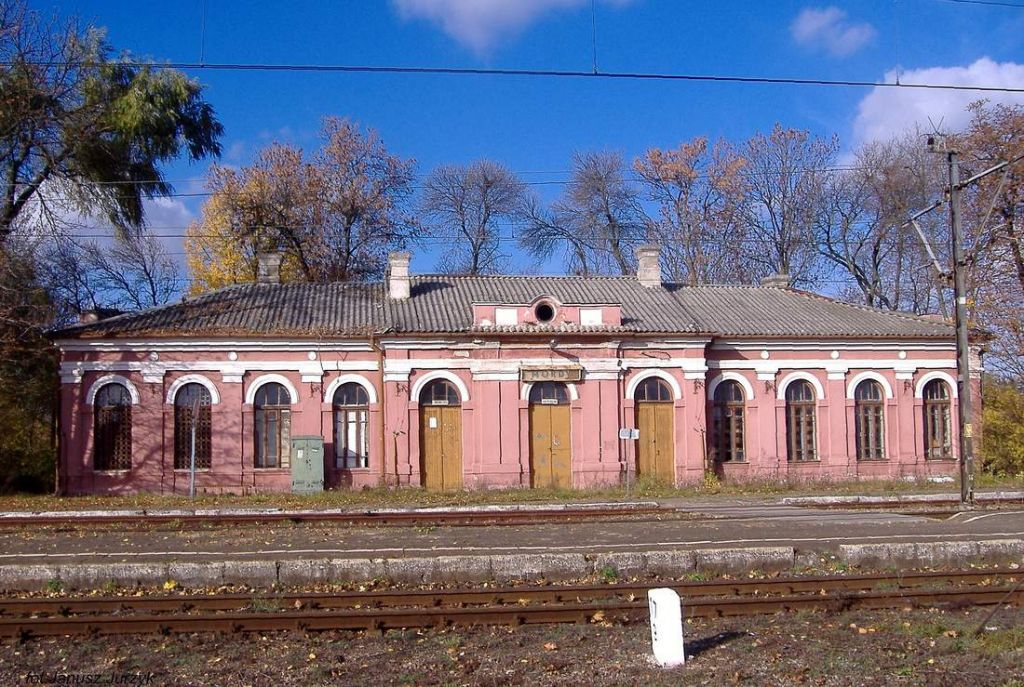
Dworzec kolejowy w Mordach

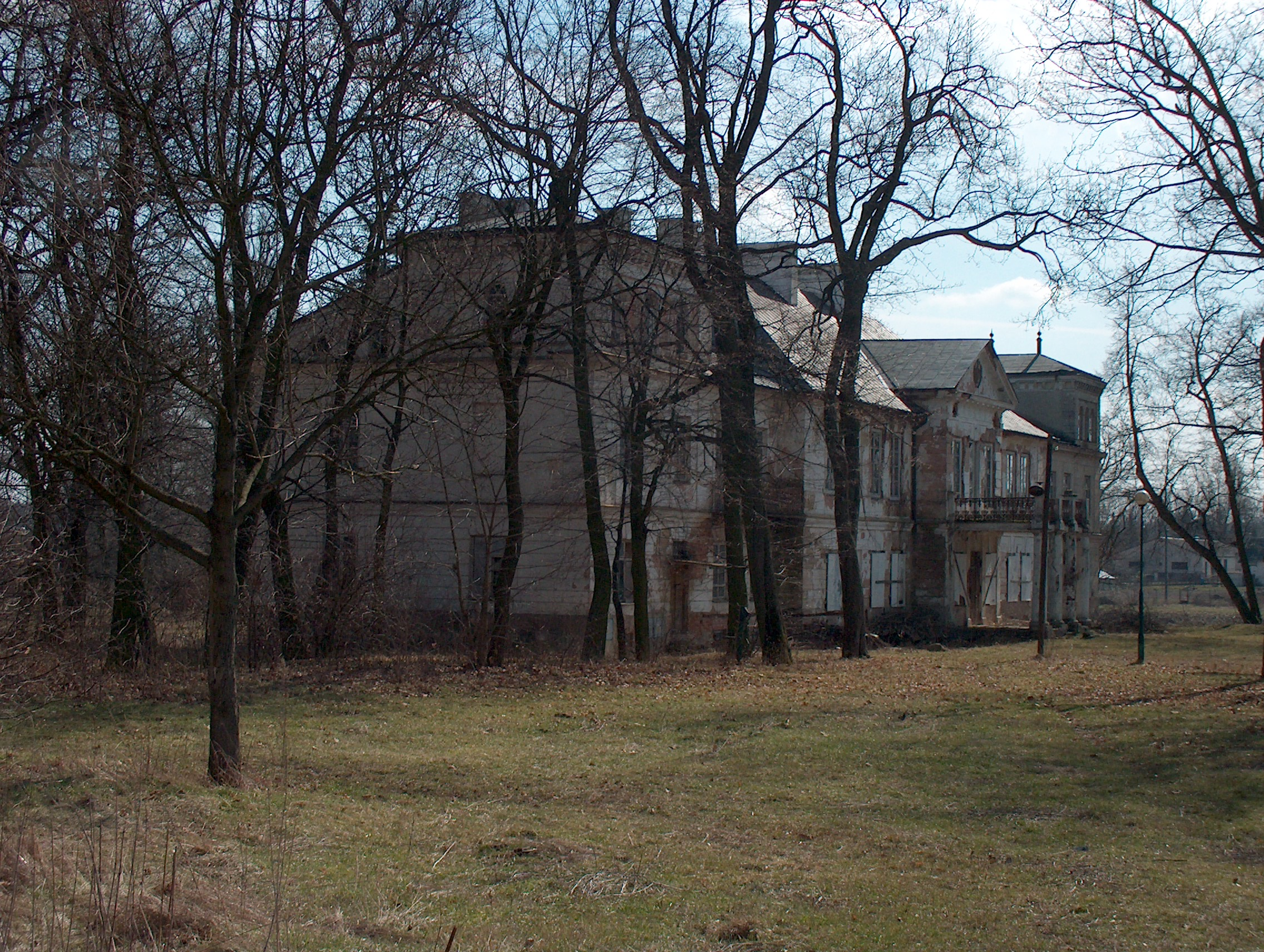
Pałac w Mordach

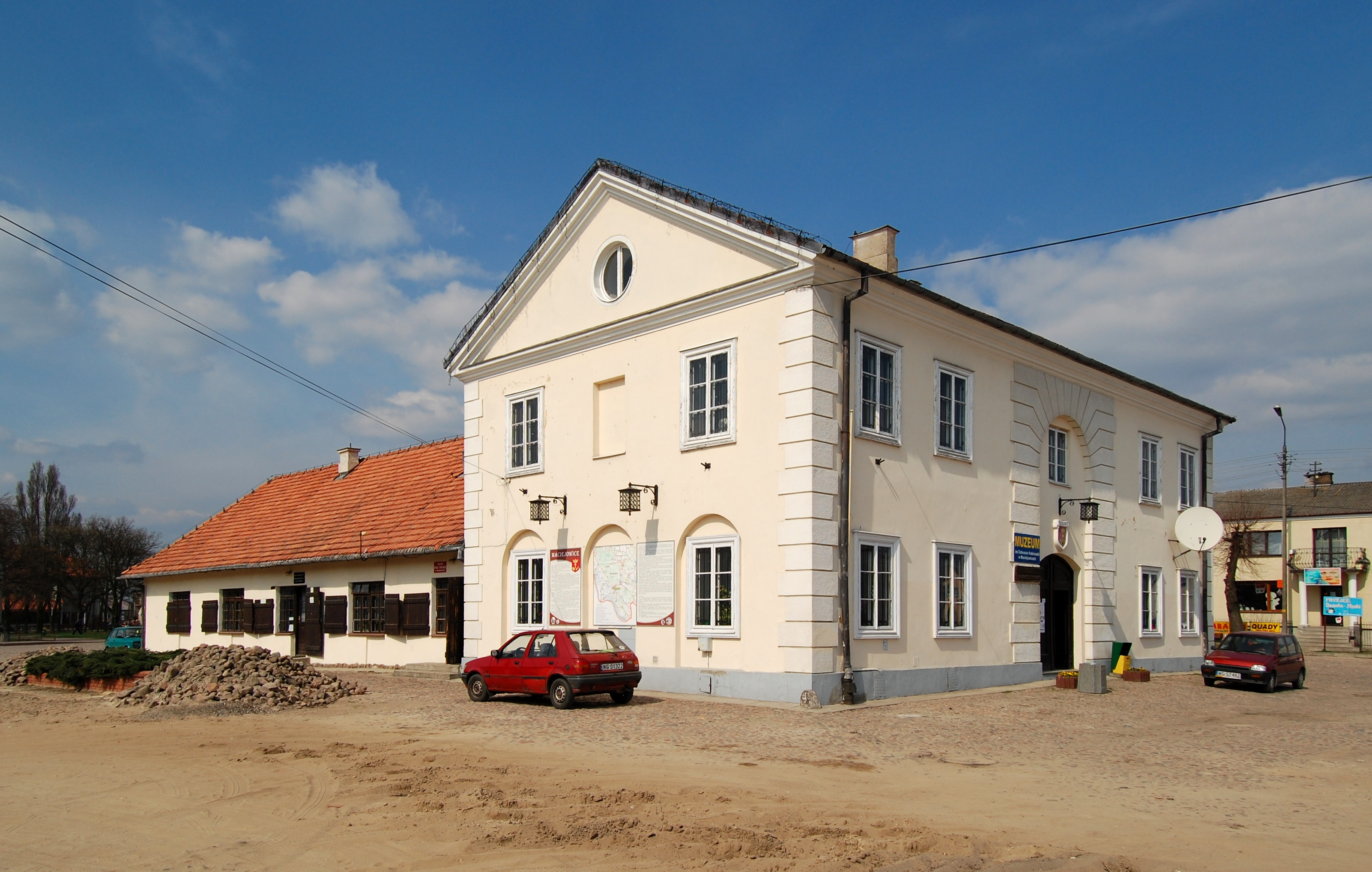
Zabytkowy ratusz w Maciejowicach

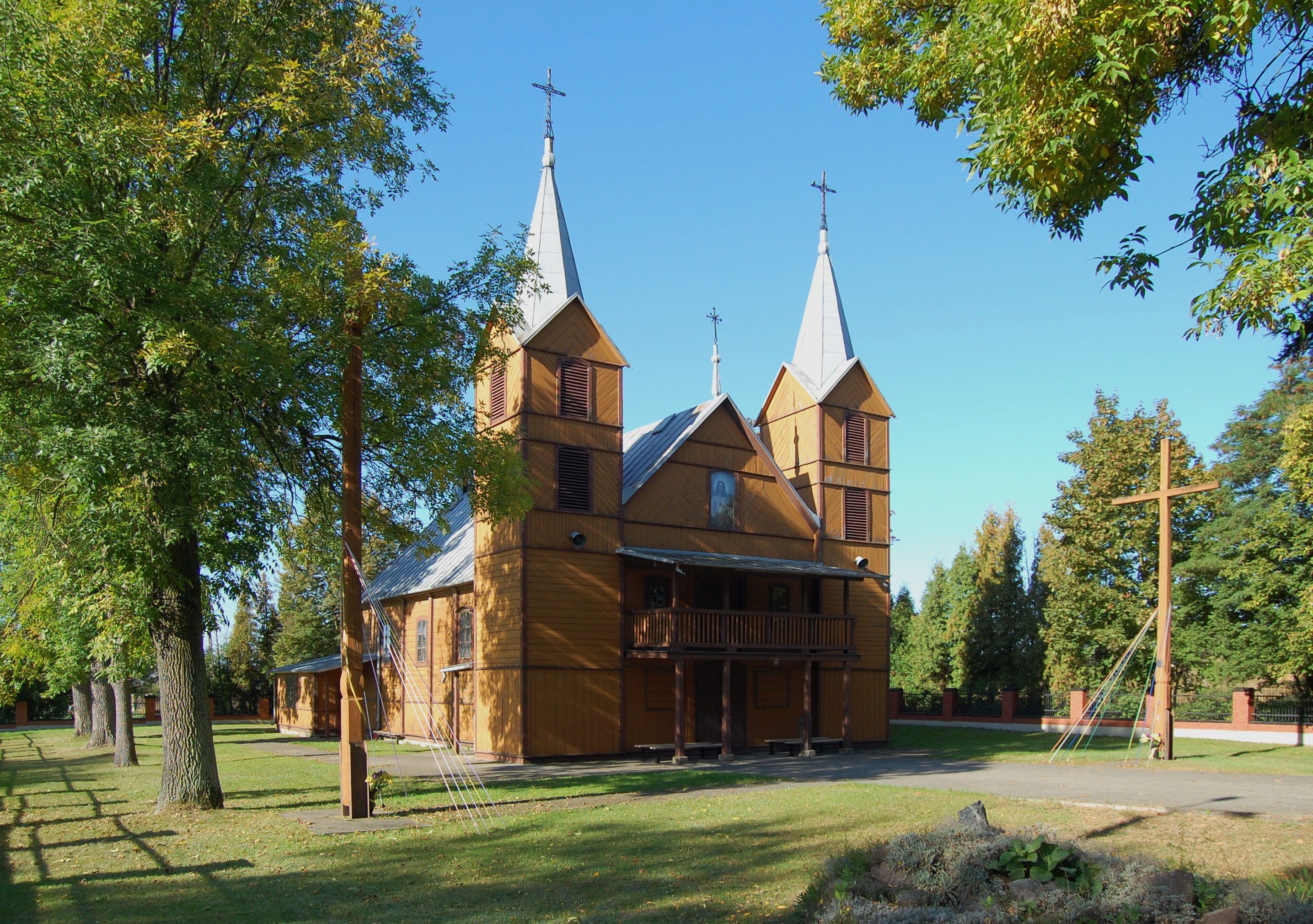
Zabytkowy drewniany kościół pw. śś. Piotra i Pawła w Sobolewie

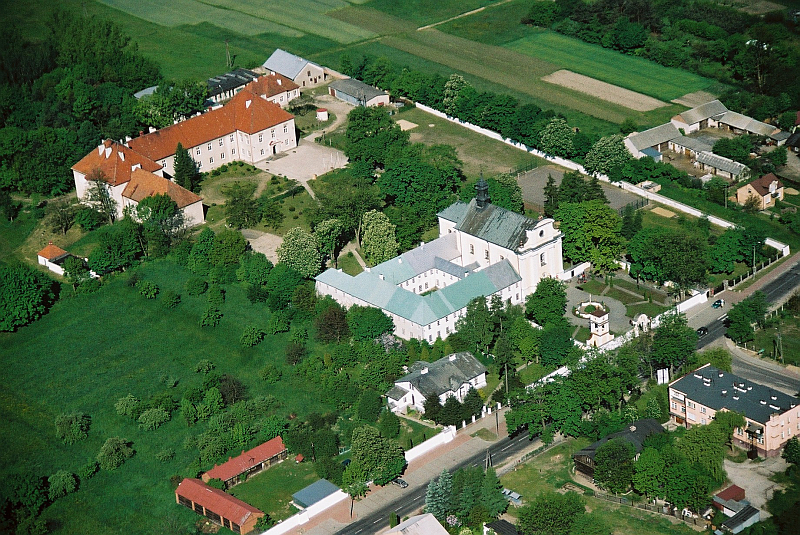
Kościół i klasztor poreformacki w Siennicy

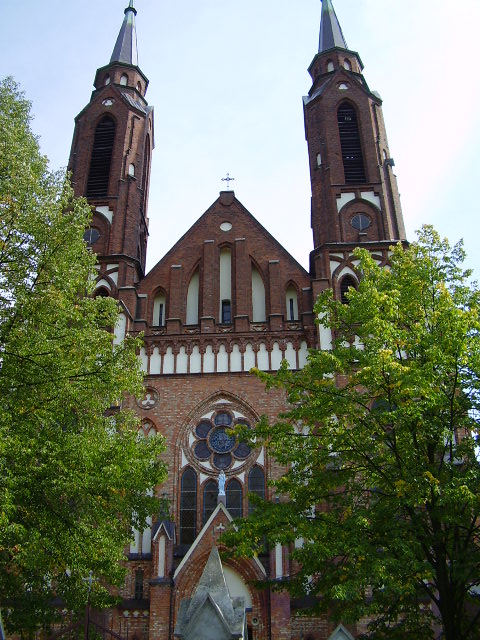
Kościół pw. św. Jana Chrzciciela w Sadownem

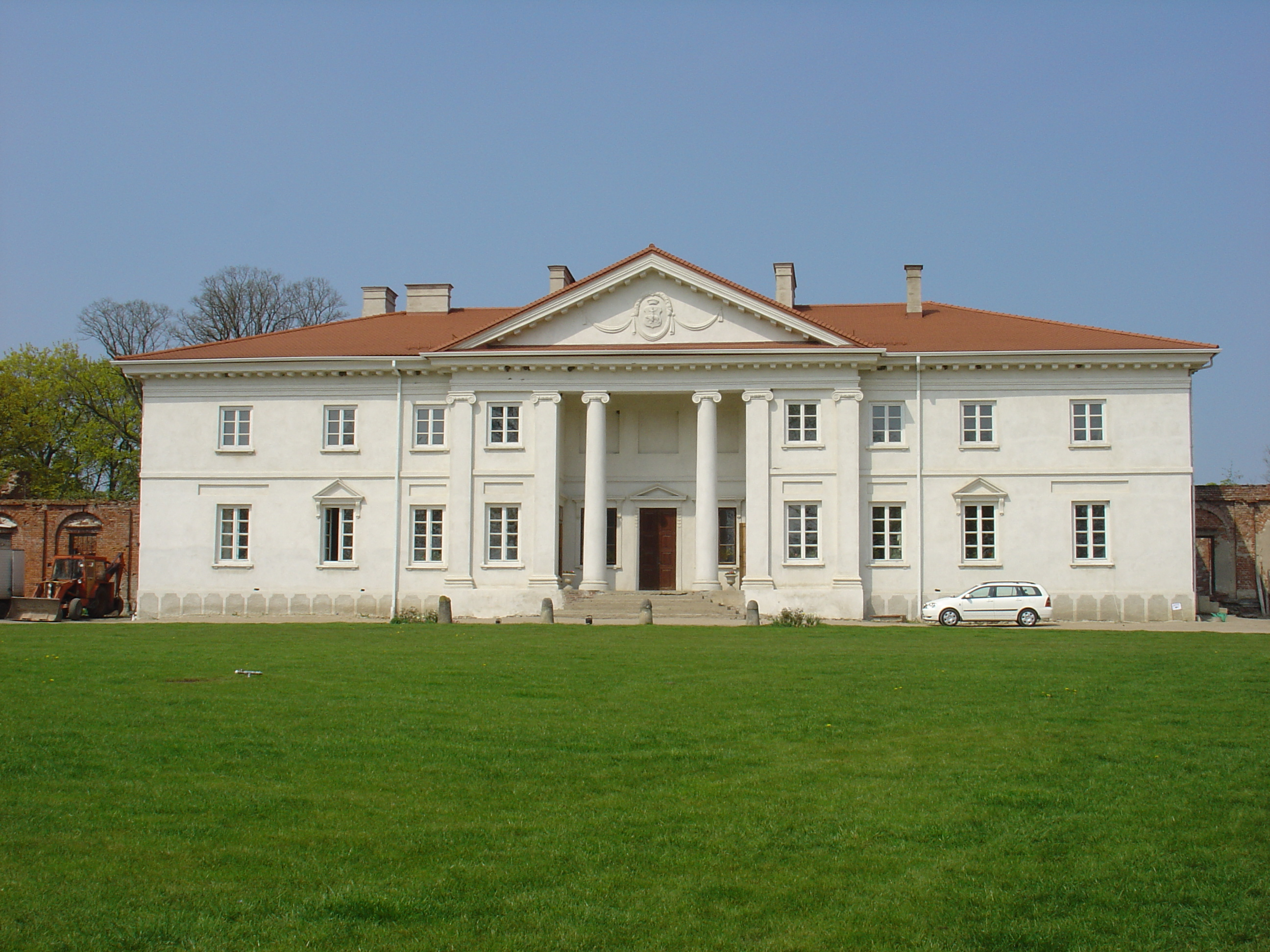
Pałac w Korczewie

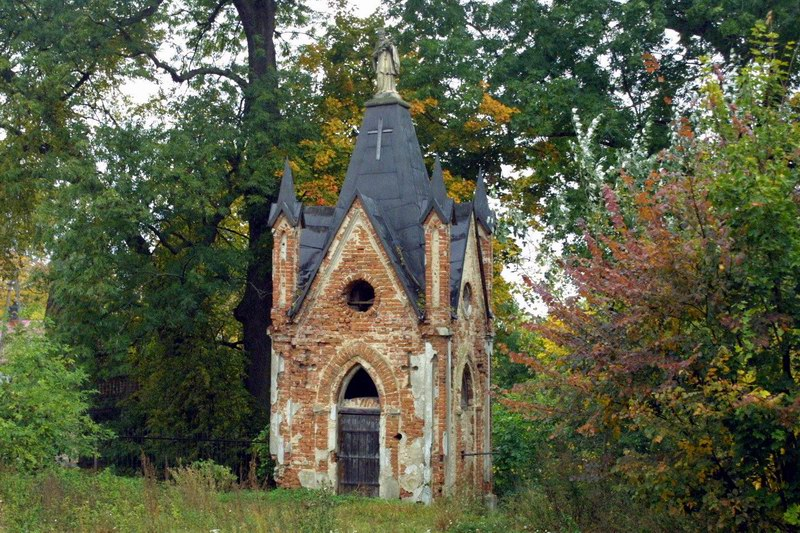
Zabytkowa studnia w Korczewie

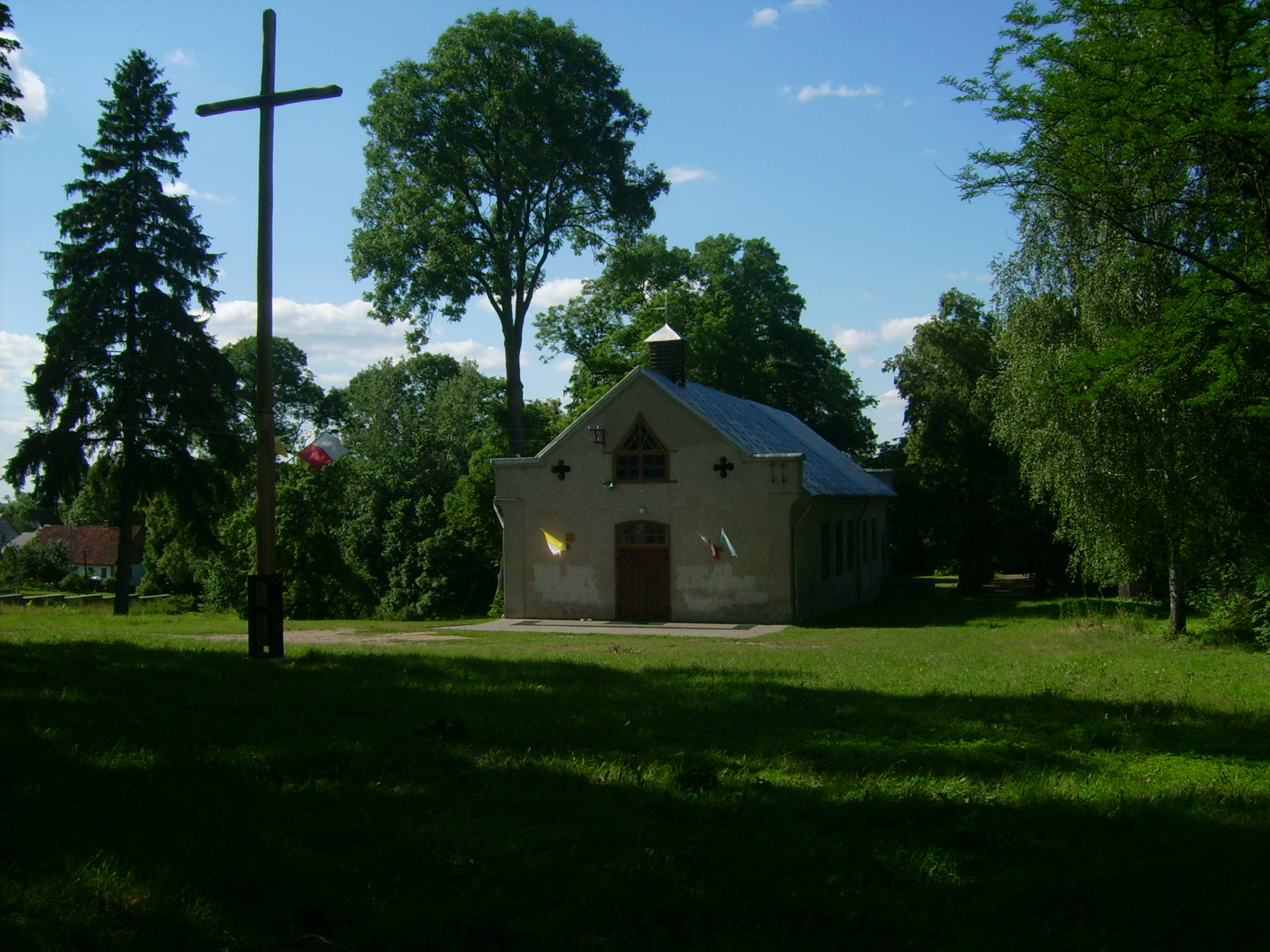
Dawna oranżeria, obecnie kaplica w Korczewie

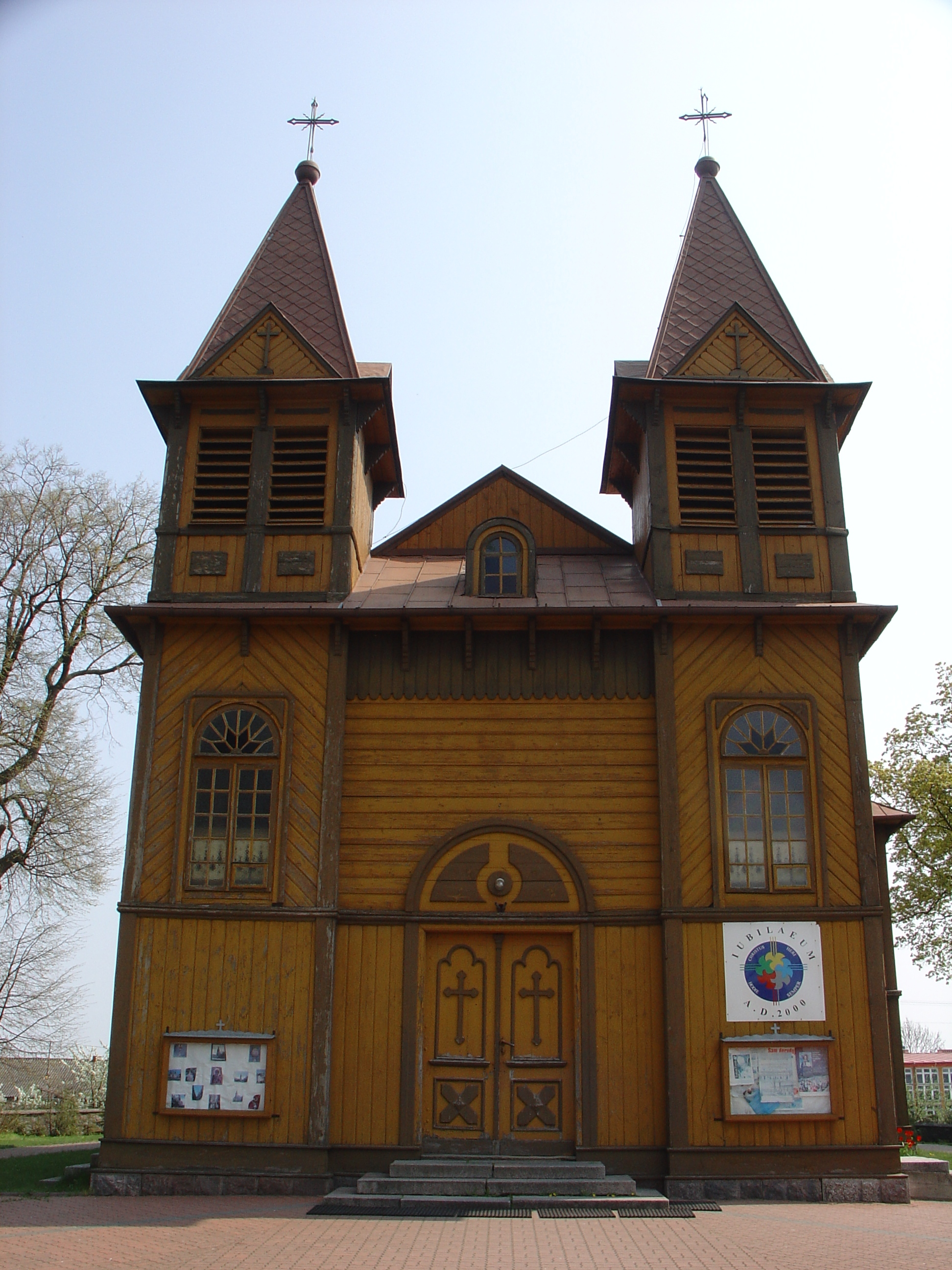
Drewniany kościół pw. św. Bartłomieja w Paprotni

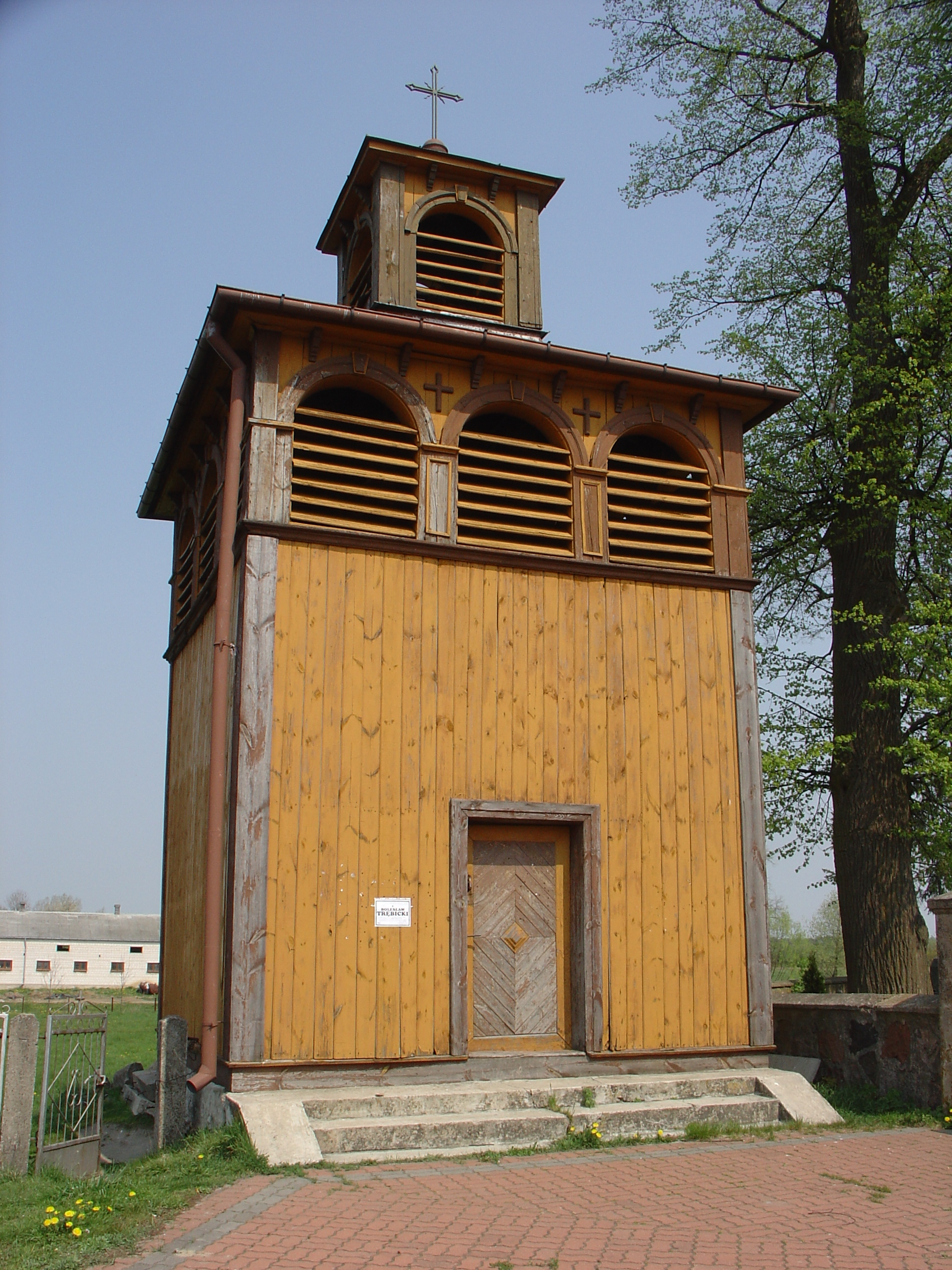
Przykościelna dzwonnica w Paprotni

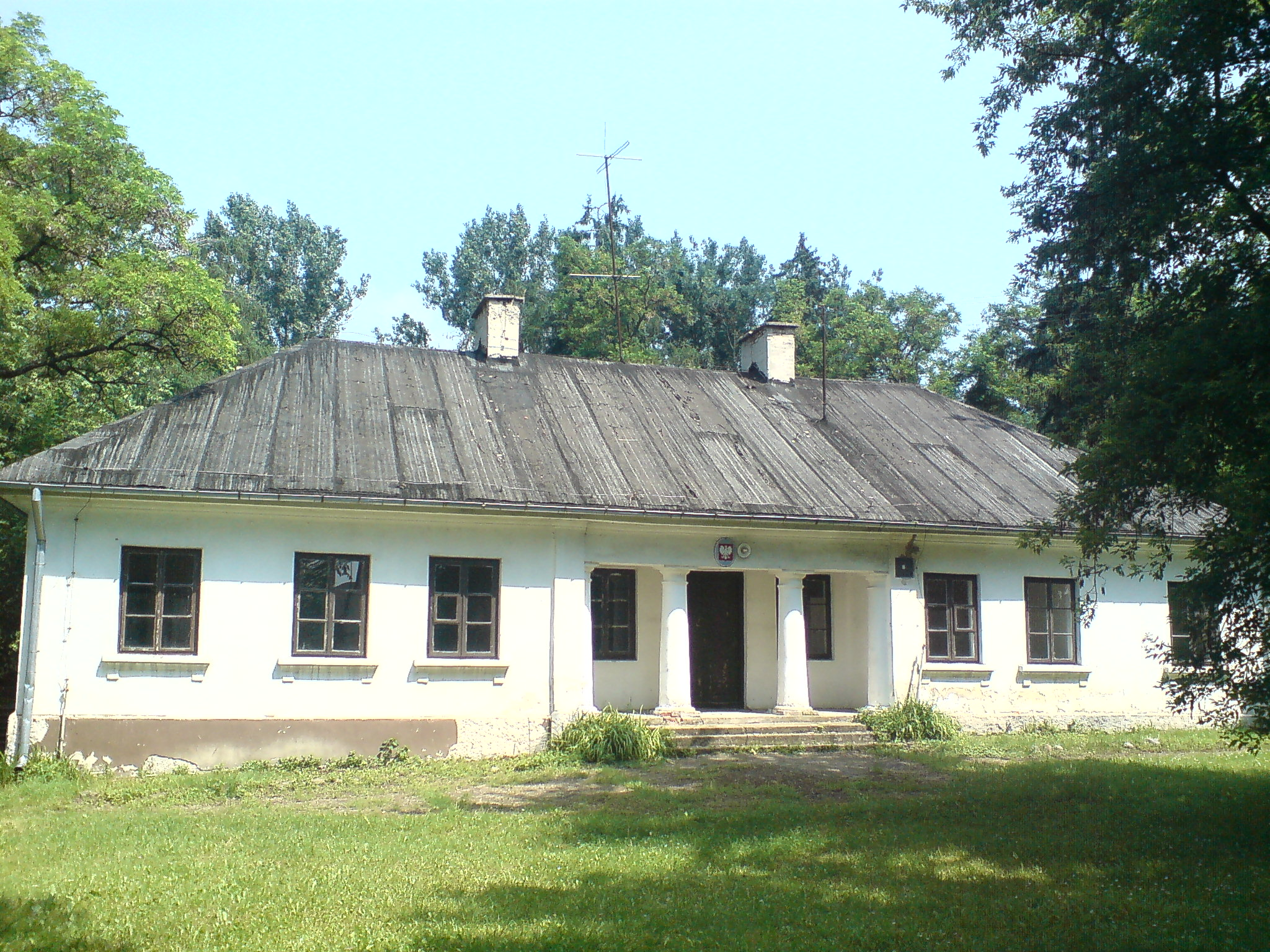
Dwór w Dąbrowie w gminie Przesmyki

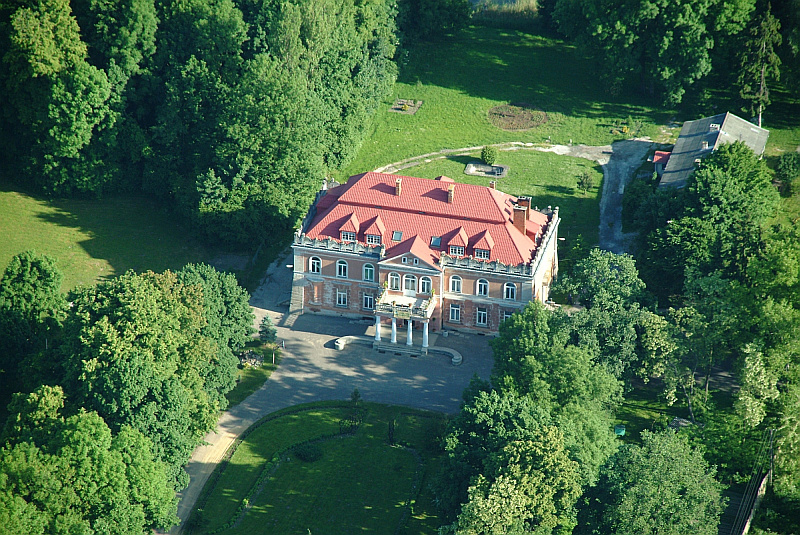
Pałac w Janowie w gminie Mińsk Mazowieckim

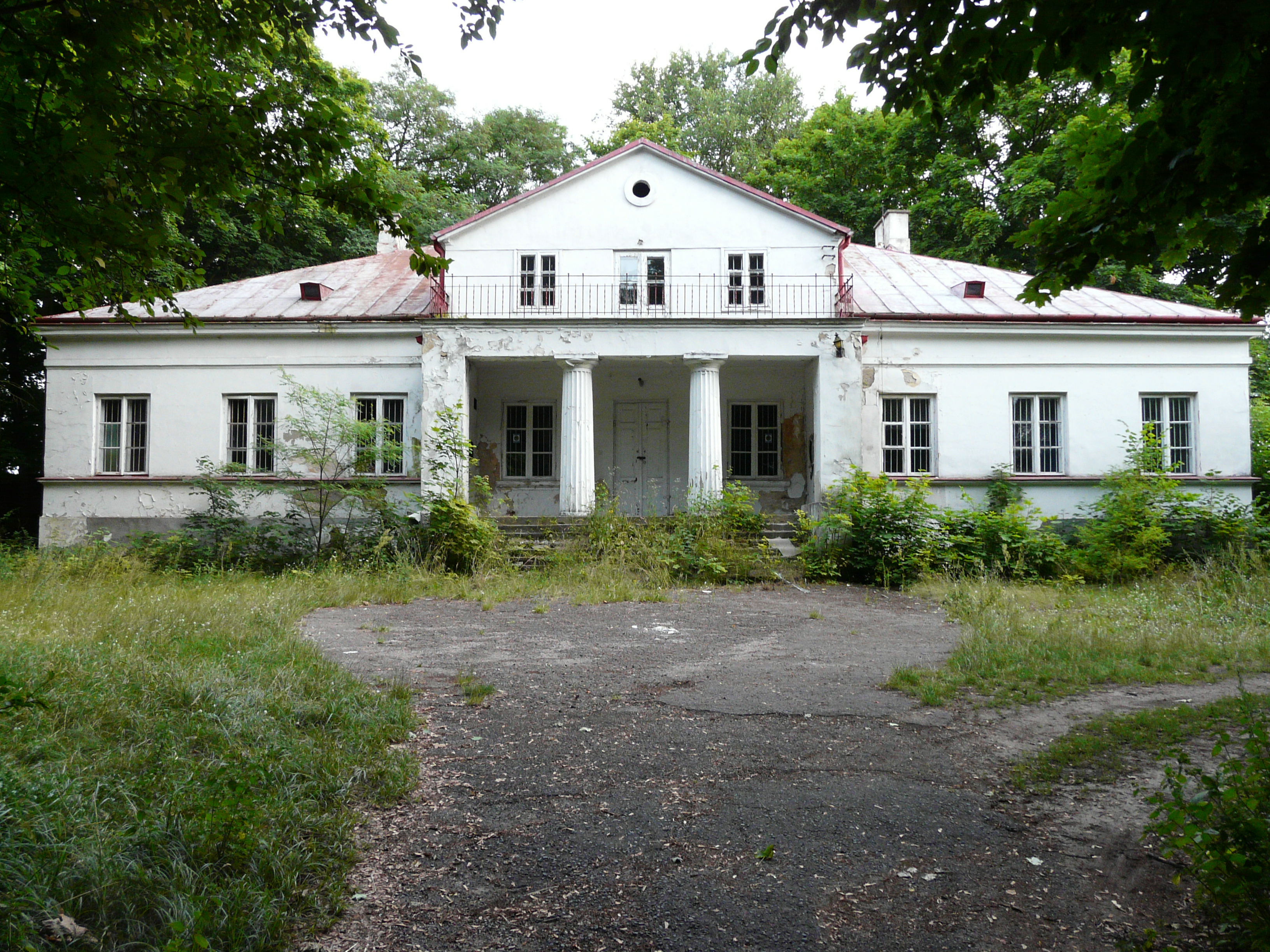
Pałac w Sufczynie w gminie Kołbiel

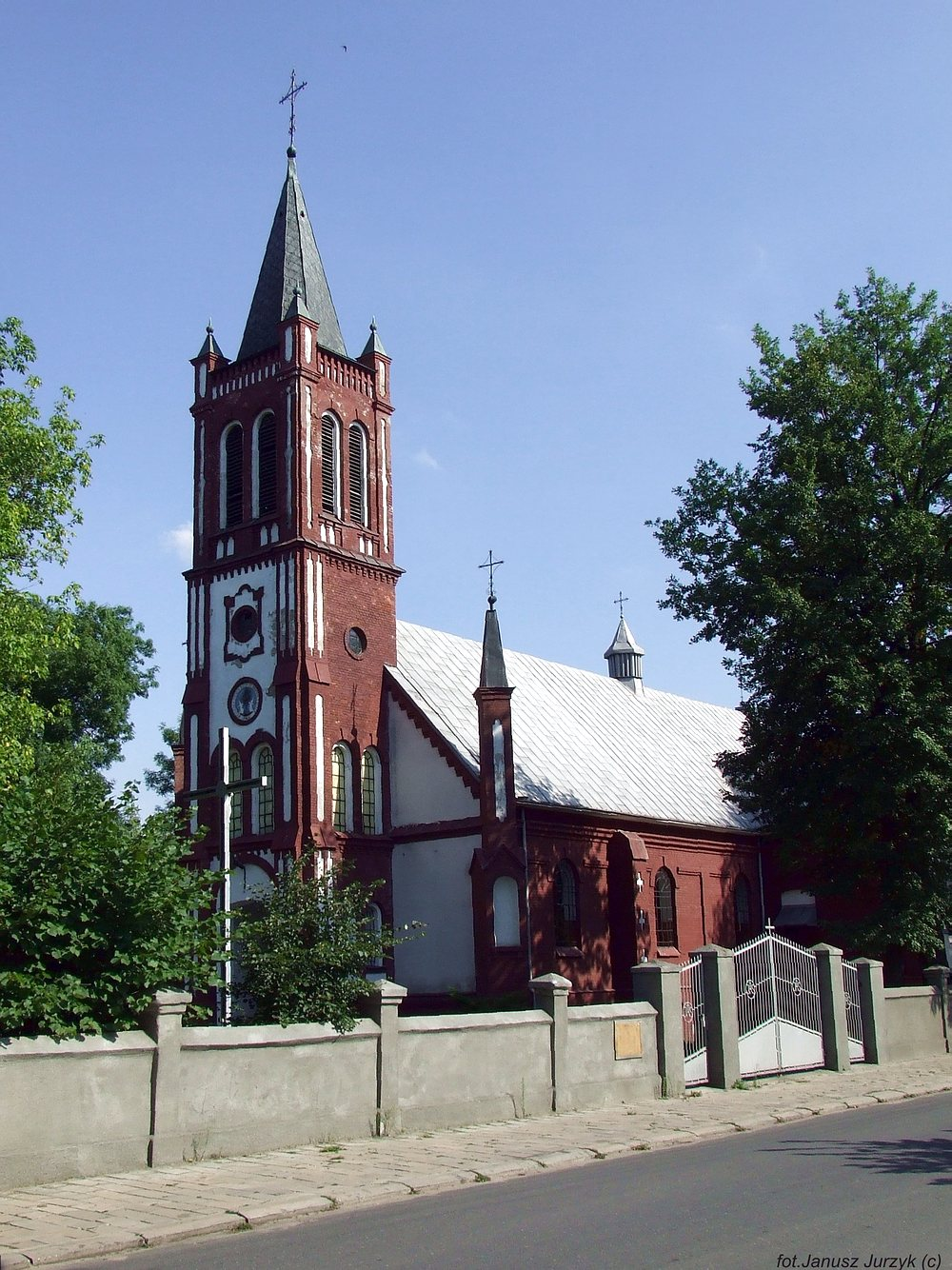
Kościół Mariawitów w Cegłowie

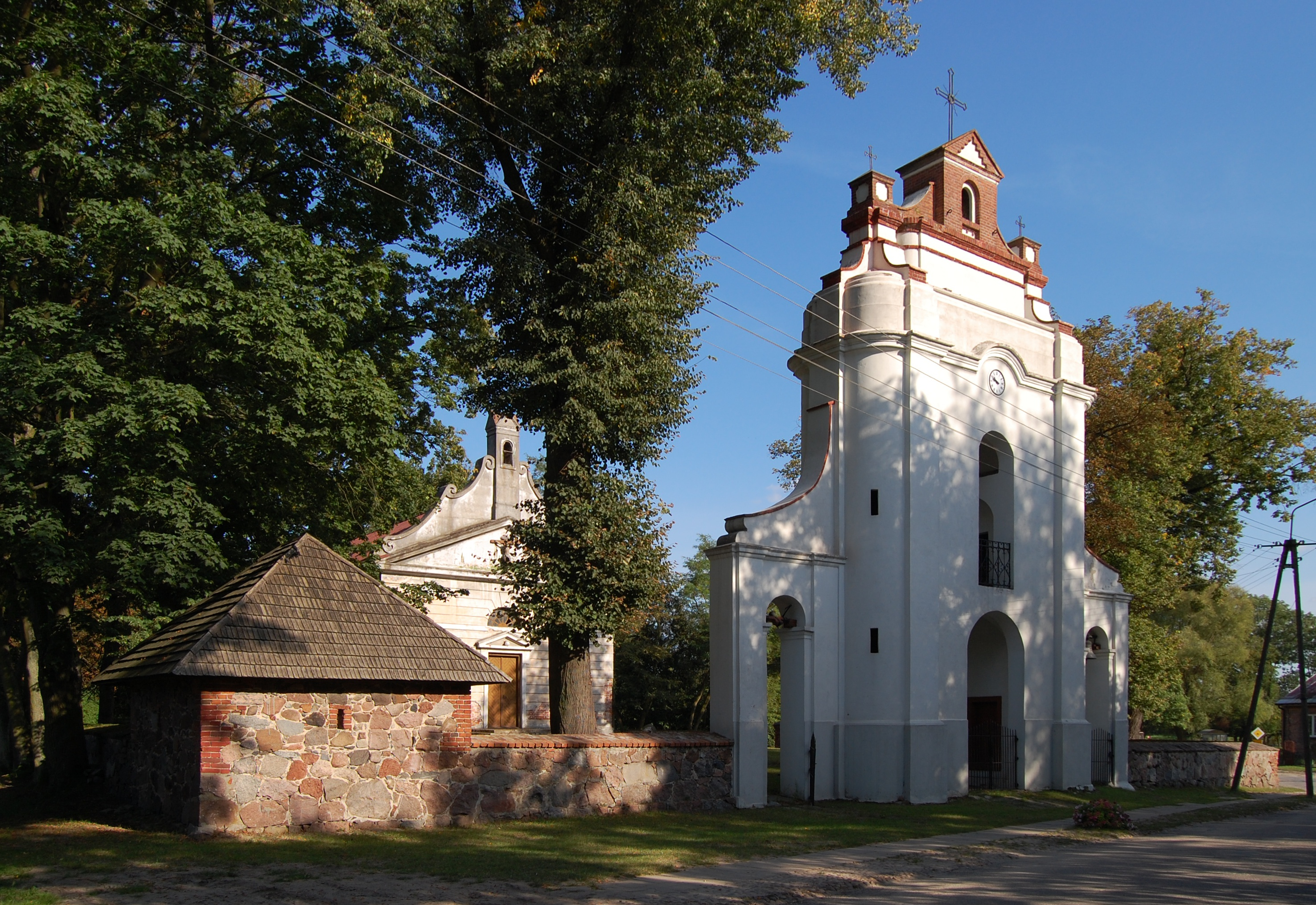
Kościół pw. św. Trójcy w Borowiu

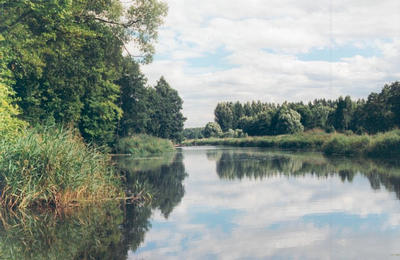
Świder w Stoczku Łukowskim

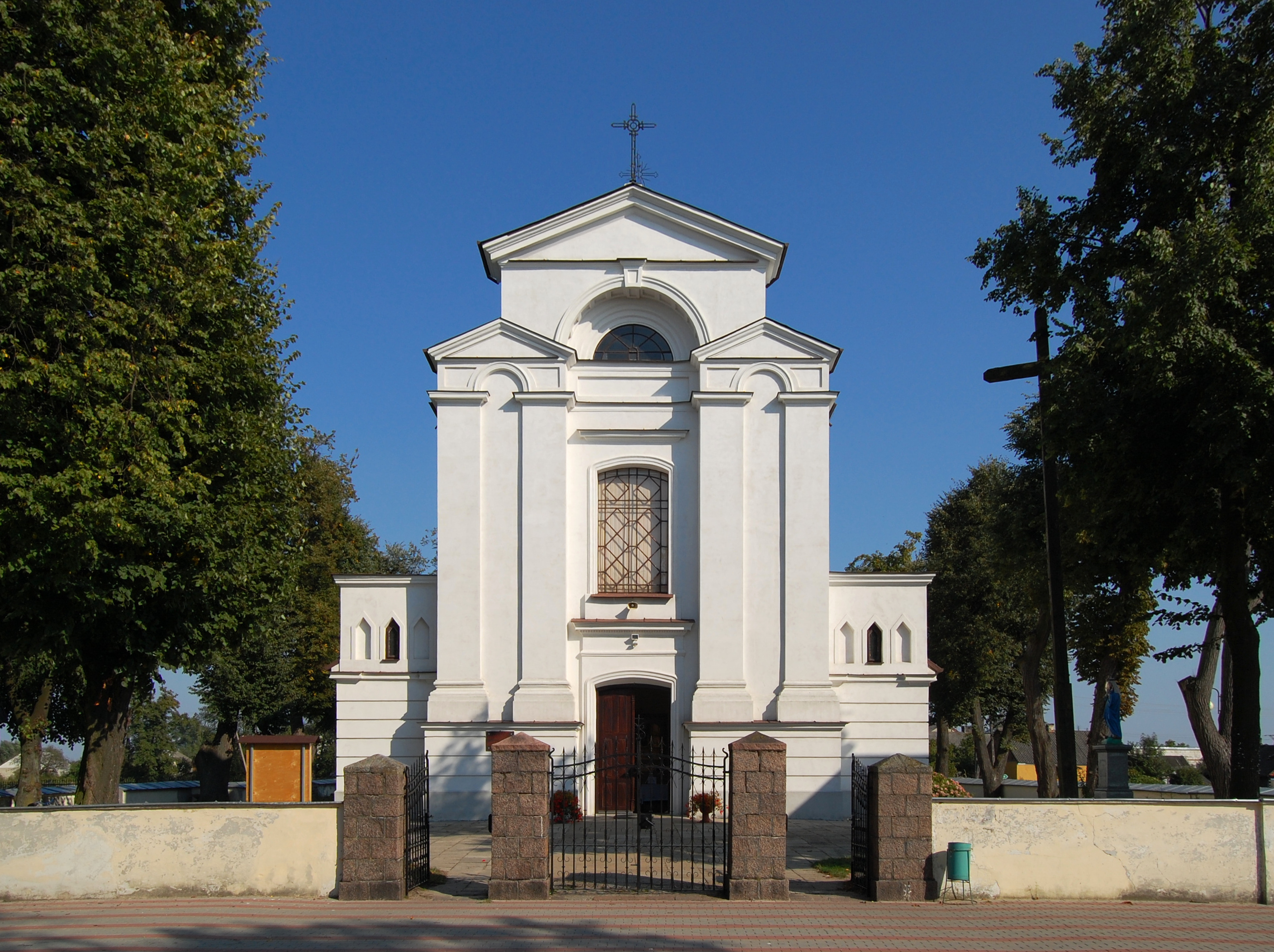
Kościół parafialny w Adamowie

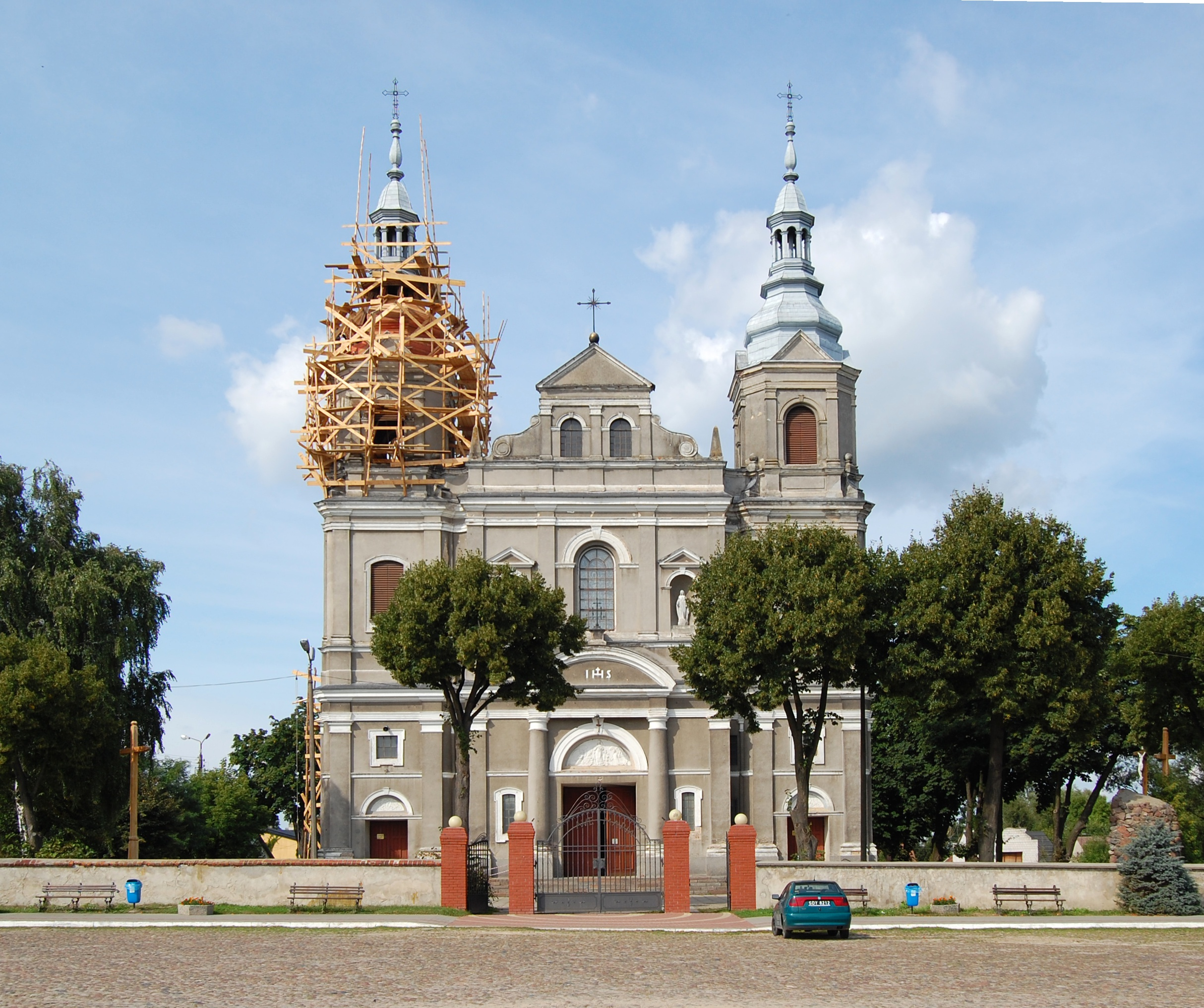
Kościół parafialny w Parysowie

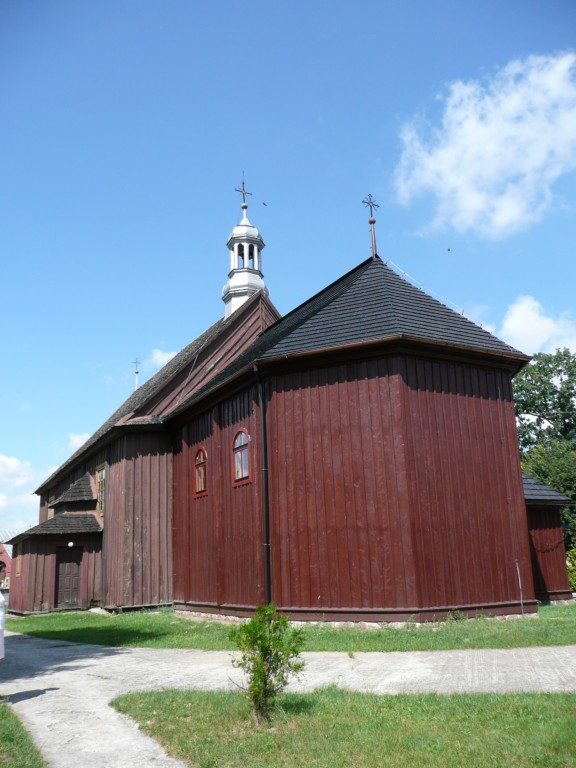
Zabytkowy kościół drewniany w Jeruzalu

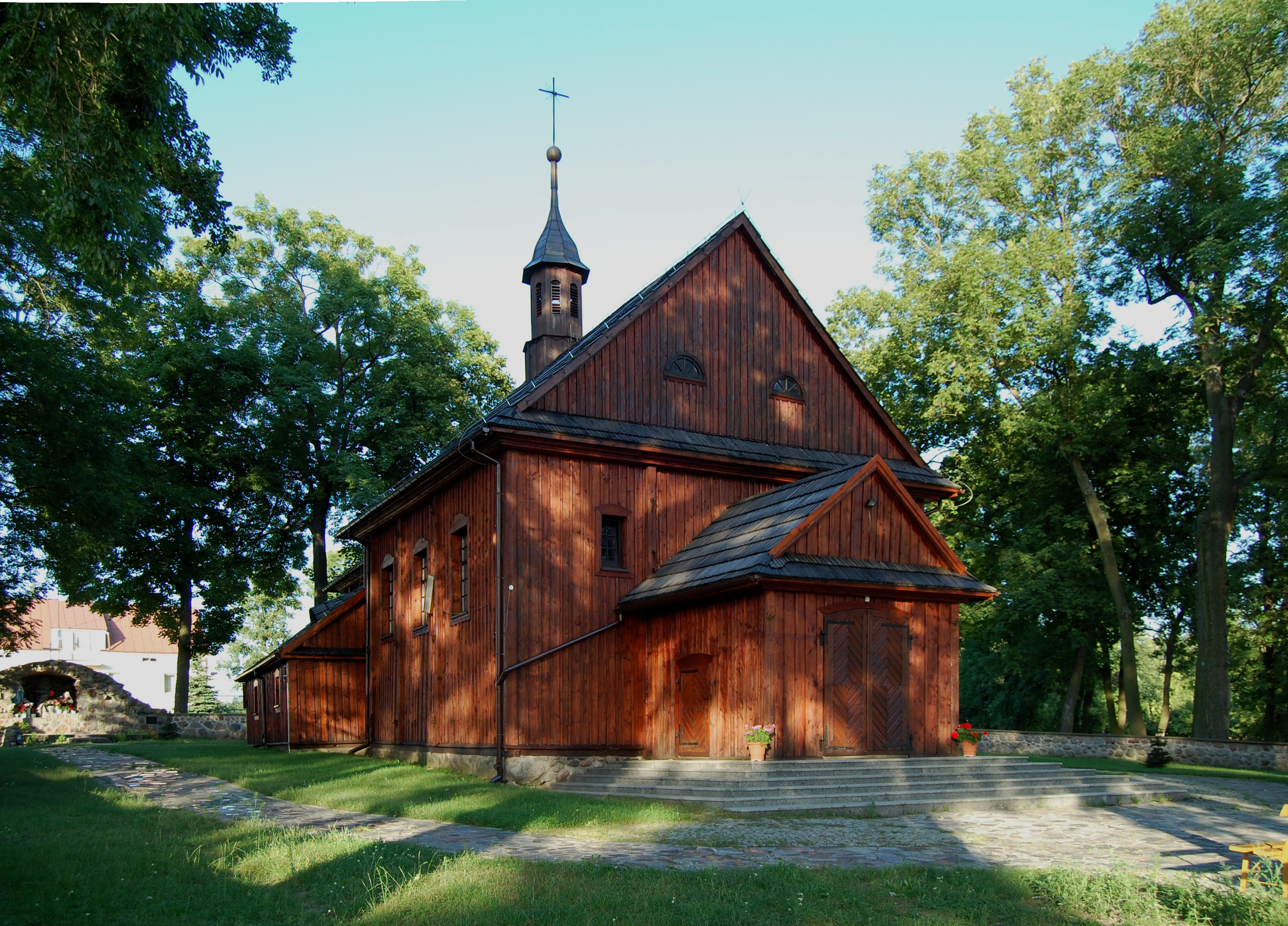
Kościół drewniany pw. św. Anny w Zwoli Poduchownej

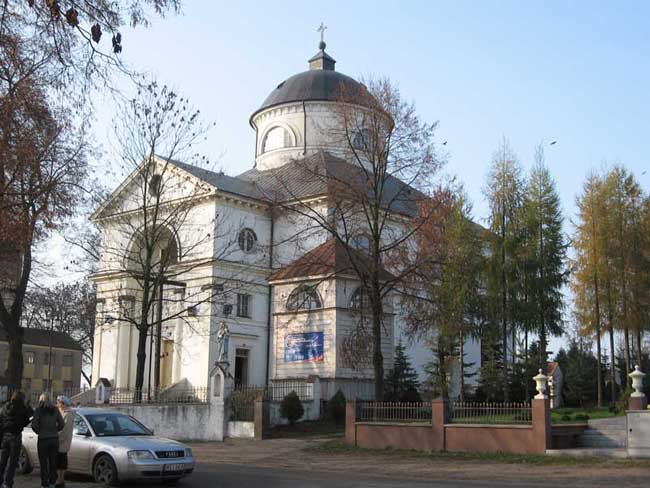
Kościół pw. św. Jadwigi w Mokobodach

| Rok                    | Liczba mieszkańców |
| ---------------------- | ------------------ |
| 1975 (31 grudnia)      | 601,2 tys.         |
| 1976 (31 grudnia)      | 602 tys.           |
| 1977 (31 grudnia)      | 603,3 tys.         |
| 1978 (spis powszechny) | 611 621            |
| 1978 (31 grudnia)      | 611,7 tys.         |
| 1979 (31 grudnia)      | 613,3 tys.         |
| 1980 (31 grudnia)      | 616,3 tys.         |
| 1983 (31 grudnia)      | 628,7 tys.         |
| 1985 (31 grudnia)      | 636,5 tys.         |
| 1986                   | 639,8 tys.         |
| 1987                   | 642 tys.           |
| 1988                   | 646 tys.           |
| 1989 (31 grudnia)      | 649,3 tys.         |
| 1990 (30 czerwca)      | 650,2 tys.         |
| 1990 (31 grudnia)      | 651,4 tys.         |
| 1991 (31 grudnia)      | 653,6 tys.         |
| 1992 (31 grudnia)      | 658,4 tys.         |
| 1993 (30 czerwca)      | 658,5 tys.         |
| 1994 (31 grudnia)      | 661,5 tys.         |
| 1995 (30 czerwca)      | 661,6 tys.         |
| 1995 (31 grudnia)      | 661,7 tys.         |
| 1997 (31 grudnia)      | 661,6 tys.         |

## Urzędy rejonowe
- Urząd Rejonowy w Garwolinie dla gmin: Borowie, Garwolin, Górzno, Kłoczew, Łaskarzew, Maciejowice, Miastków Kościelny, Osieck, Parysów, Pilawa, Sobienie-Jeziory, Sobolew, Trojanów, Wilga i Żelechów oraz miast Garwolin i Łaskarzew
- Urząd Rejonowy w Łukowie dla gmin: Adamów, Krzywda, Łuków, Serokomla, Stanin, Stoczek Łukowski, Trzebieszów, Wojcieszków i Wola Mysłowska oraz miasta Łuków
- Urząd Rejonowy w Mińsku Mazowieckim dla gmin: Cegłów, Dębe Wielkie, Dobre, Jakubów, Kałuszyn, Kołbiel, Latowicz, Mińsk Mazowiecki, Mrozy, Poświętne, Siennica, Stanisławów i Strachówka oraz miasta Mińsk Mazowiecki
- Urząd Rejonowy w Siedlcach dla gmin: Domanice, Korczew, Kotuń, Mokobody, Mordy, Paprotnia, Przesmyki, Siedlce, Skórzec, Suchożebry, Wiśniew, Wodynie i Zbuczyn Poduchowny oraz miasta Siedlce
- Urząd Rejonowy w Sokołowie Podlaskim dla gmin: Bielany, Ceranów, Jabłonna Lacka, Kosów Lacki, Repki, Sabnie, Sokołów Podlaski i Sterdyń oraz miasta Sokołów Podlaski
- Urząd Rejonowy w Węgrowie dla gmin: Grębków, Jadów, Korytnica, Liw, Łochów, Miedzna, Sadowne, Stoczek i Wierzbno oraz miasta Węgrów

## Miasta
Ludność na 31 grudnia 1998:
- Siedlce – 75 613
- Mińsk Mazowiecki – 36 042
- Łuków – 32 007
- Sokołów Podlaski – 19 338
- Garwolin – 16 534
- Węgrów – 12 885
- Łochów – 6154
- Łaskarzew – 5012
- Kałuszyn – 4895
- Pilawa – 4221
- Żelechów – 4141
- Stoczek Łukowski – 2174
- Mordy – 1747

## Gminy
- Gmina Mińsk Mazowiecki – 13 240
- Gmina Dębe Wielkie – 8706
- Gmina Kołbiel – 7992
- Gmina Stanisławów – 6239
- Gmina Poświętne – 5989
- Gmina Dobre – 5962
- Gmina Kałuszyn – 6182
- Gmina Mrozy – 8821
- Gmina Cegłów – 7884
- Gmina Siennica – 7009
- Gmina Jakubów – 4941
- Gmina Latowicz – 5611
- Gmina Borowie – 5151
- Gmina Garwolin – 11 744
- Gmina Górzno – 6153
- Gmina Łaskarzew – 5536
- Gmina Maciejowice – 7390
- Gmina Miastków Kościelny – 5073
- Gmina Parysów – 4110
- Gmina Sobolew – 8357
- Gmina Wilga – 5305
- Gmina Trojanów – 7827
- Gmina Pilawa – 6154
- Gmina Żelechów – 8503
- Gmina Kłoczew – 7409
- Gmina Grębków – 4650
- Gmina Korytnica – 6828
- Gmina Wierzbno – 3189
- Gmina Liw – 7726
- Gmina Miedzna – 4158
- Gmina Sadowne – 6318
- Gmina Stoczek – 5362
- Gmina Łochów – 11 292
- Gmina Domanice – 2721
- Gmina Korczew – 3043
- Gmina Kotuń – 8471
- Gmina Mokobody – 5343
- Gmina Paprotnia – 2806
- Gmina Siedlce – 16 147
- Gmina Przesmyki – 3744
- Gmina Wiśniew – 5907
- Gmina Skórzec – 7114
- Gmina Wodynie – 4867
- Gmina Zbuczyn – 10 145
- Gmina Mordy – 4561
- Gmina Sokołów Podlaski – 6467
- Gmina Sterdyń – 4596
- Gmina Repki – 5881
- Gmina Bielany – 3919
- Gmina Sabnie – 4040
- Gmina Jabłonna Lacka – 5127
- Gmina Ceranów – 2531
- Gmina Kosów Lacki – 4632
- Gmina Adamów – 5815
- Gmina Krzywda – 10 437
- Gmina Łuków – 17 023
- Gmina Stanin – 9807
- Gmina Stoczek Łukowski – 8682
- Gmina Trzebieszów – 7559
- Gmina Wojcieszków – 7072
- Gmina Serokomla – 4161
- Gmina Wola Mysłowska – 5325
- Gmina Strachówka – 3119
- Gmina Jadów – 7776
- Gmina Sobienie-Jeziory – 6270
- Gmina Osieck – 3462

## Najstarsze miejscowości
Łuków
- 1403

 Łaskarzew
- 1418 (utracone w 1870, przywrócone w 1968)

 Liw
- przed 1421 (utracone w 1869, nigdy nie przywrócone)

 Zbuczyn
- XV w. (utracone w 1730, nigdy nie przywrócone)

 Mińsk Mazowiecki
- 1421

 Garwolin
- 1423

 Latowicz
- 1423 (utracone w 1869, przywrócone w 2023)

 Sokołów Podlaski
- 1424

 Tuchowicz
- 1430 (utracone w XVIII w., nigdy nie przywrócone)

 Węgrów
- 1441

 Mokobody
- 1446 (utracone w 1869, nigdy nie przywrócone)

 Żelechów
- 1447

 Mordy
- 1488 (utracone w 1869, przywrócone w 1919)

 Drohiczyn Ruski
- 1498 (utracone w 1813 z powodu wyludnienia miasta, nigdy nie przywrócone)

 Maciejowice
- 1507 (utracone w 1869, przywrócone w 2024)

 Kuflew
- 1521 (utracone w XIX w.)

 Stanisławów
- 1523 (utracone w 1869, nigdy nie przywrócone)

 Siennica
- 1526 (utracone w 1869, przywrócone w 2024)

 Zwola Poduchowna
- 1526 (utracone w 1869, nigdy nie przywrócone)

 Kozłów
- 1526 (utracone w 1576, nigdy nie przywrócone)

 Dobre
- 1530 (utracone w 1852, przywrócone w 2024)

 Miedzna
- 1531 (utracone w 1869, nigdy nie przywrócone)

 Kołbiel
- 1532 (utracone w 1869, nigdy nie przywrócone)

 Jeruzal
- 1533 (utracone w 1820, nigdy nie przywrócone)

 Wilga
- 1534 (utracone w XVII w.)

 Parysów
- 1538 (utracone w 1869, nigdy nie przywrócone)

 Adamów
- 1539 (utracone w 1869, nigdy nie przywrócone)

 Serokomla
- XVI w. (utracone w 1869, nigdy nie przywrócone)

 Stoczek Łukowski
- 1546 (utracone w 1869, przywrócone w 1916)

 Siedlce
- 1547

 Seroczyn
- 1548 (utracone w 1869, nigdy nie przywrócone)

 Borowie
- 1548 (utracone w 1869, nigdy nie przywrócone)

 Sendomierz
- 1549 (utracone w 1695, wchłonięte przez Mińsk Mazowiecki w 1659)

 Oleksin
- 1557 (utracone w 1869, nigdy nie przywrócone)

 Wodynie
- 1575 (utracone w 1869, nigdy nie przywrócone)

 Cegłów
- 1621 (utracone w 1869, przywrócone w 2022)

 Kałuszyn
- 1761 (utracone w 1869, przywrócone w 2002)

 Kosów Lacki
- 1723 (utracone w 1869, przywrócone w 2000)

 Sterdyń
- 1737 (utracone w 1869, nigdy nie przywrócone)

 Kamionna
- 1766 (utracone w XVIII wieku, nigdy nie przywrócone)

 Jadów
- 1823 (utracone w 1869, przywrócone w 2023)

 Łochów
- 1969

 Pilawa
- 1984

## Zabytki

### Zabytki miast
Siedlce
- Zespół pałacowo-ogrodowy
  - Pałac Ogińskich z I połowy XVIII w.
  - Oficyna pałacowa
  - Pawilon ogrodowy
  - Park miejski Aleksandria
- Ratusz miejski „Jacek”
- Kaplica pw. św. Krzyża z II połowy XVIII w.
- Kościół katedralny pw. Niepokalanego Poczęcia NMP
- Budynek Gimnazjum
- Klasycystyczny budynek teatru (obecnie Urząd stanu cywilnego)
- Barokowo-klasycystyczny kościół pw. św. Stanisława BM
- Późnobarokowa plebania z II połowy XVIII w.
- Odwach
- Klasycystyczny budynek Poczty Polskiej
- Zabytkowa kamienica przy ul. Floriańskiej 5
- Kościół garnizonowy Najświętszego Serca Pana Jezusa
- Siedziba Kurii Biskupiej
- Budynek Narodowego Banku Polskiego
- Kolumna toskańska
- Obelisk zwieńczony popiersiem Tadeusza Kościuszki
- Pomnik Niepodległości, poświęcony pamięci Marszałka Józefa Piłsudskiego
- Lapidarium

 Mińsk Mazowiecki
- Zespół pałacowo-parkowy
  - Pałac Dernałowiczów
- Parafia Narodzenia Najświętszej Maryi Panny w Mińsku Mazowieckim (rzymskokatolicka)
- klasycystyczny budynek dawnego starostwa z XIX wieku, na Placu Kilińskiego,
- budynek szkoły z XIX wieku na ul. Warszawskiej – obecnie siedziba ZNP,
- empirowy zajazd pocztowy z XIX wieku przy ul. Warszawskiej, nadal pełniący swoją pierwotną funkcję,
- ruiny dworku M.E. Andriollego przy ul. Warszawskiej,
- zabudowa mieszkalna po przeciwnej stronie stacji kolejowej (ul. Sosnkowskiego):
  - dom K. Rudzkiego z 1880 roku – budynek prywatny,
  - willa dr/ Jana Huberta z początku XX wieku – budynek ten obecnie przechodzi kapitalny remont (rozebrano go do gołych murów), w przyszłości będzie jedną z dwóch siedzib Muzeum Ziemi Mińskiej,
- kościół Starokatolicki Mariawitów Narodzenia NMP przy ul. Romualda Traugutta, którego konsekracja miała miejsce 8 września 1911 roku,
- dom i oficyna z 1922 przy ul. Pięknej, będące siedzibą Wojskowej Komendy Uzupełnień,
- przedwojenny cmentarz żydowski przy ul. 1 Pułku Lotnictwa Myśliwskiego, podobnie jak inne kirkuty dewastowany.

 Łuków
- zespół klasztorny bernardynów przy ul. ks. kard. S. Wyszyńskiego 41-43, powstały w połowie XVIII wieku. W skład zespołu wchodzą: kościół pw. Podwyższenia Krzyża św., dzwonnica, zabudowania klasztorne (obecnie należące w większości do I Liceum Ogólnokształcącego im. T. Kościuszki) i cmentarz kościelny.
- zespół klasztorny pijarów przy pl. G. Narutowicza 2 i ul. J. Piłsudskiego 14, powstały w XVIII i XIX wieku. W skład zespołu wchodzą: kościół pw. Przemienienia Pańskiego (obecnie parafialny), kolegium i zabudowania klasztorne (do 1996 r. Liceum Medyczne, obecnie Powiatowy Urząd Pracy); do rejestru wpisano też ogrodzenie z bramą i cmentarz kościelny.
- Konwikt Szaniawskich przy ul. J. Piłsudskiego 19, powstały w latach 1728–1733. Obecnie w budynku mieści się Muzeum Regionalne.
- budynek przy ul. Piłsudskiego 28 (róg Al. T. Kościuszki) z 1924 roku.
- dworzec kolejowy z końca XIX wieku.
- budynek dawnej Kasy Skarbowej przy pl. Narutowicza 3, z połowy XIX wieku.

 Sokołów Podlaski
- kaplica wykonana z drewna św. Rocha – 1802 rok
- pałac murowany z 1857 roku
- klasycystyczna dzwonnica z XIX w.
- dawna synagoga z 2 poł. XIX w. przebudowana po 1945 roku
- pomnik księdza generała Stanisława Brzóski z 1925 roku
- kościół Salezjanów św. Jana Bosco z lat 1935–1939
- Synagoga w Sokołowie Podlaskim

 Garwolin
- Neobarokowy kościół wybudowany na przełomie XIX i XX wieku. Znajdują się w nim obrazy: Przemienienia pańskiego z 1894, św. Stanisława Kostki, św. Józefa (XIX w.), św. Jana Chrzciciela (XVIII w.), Świętych Barbary, Rocha i Rozalii (1 połowa XIX w.), a także kielichy z 1762, 1760 i z pierwszej połowy XIX w.
- Parterowa organistówka o konstrukcji zrębowej, oszalowana, pięcioosiowa, zbudowana na planie prostokąta o dwutraktowym układzie wnętrz, z początku XIX w.
- Klasycystyczna kaplica cmentarna z 1839 roku.
- Drewniane domy pochodzące z pierwszej połowy XIX wieku, o konstrukcji zrębowej, dwutraktowym układzie wnętrz i dwuspadowych dachach.

 Węgrów
- Kościół Wniebowzięcia Najświętszej Marii Panny w Węgrowie
- Kościół św. Piotra z Alkantary i św. Antoniego z Padwy w Węgrowie
- Kościół Świętej Trójcy w Węgrowie
- Kościół ewangelicki w Węgrowie (drewniany)
- neoromańska kaplica cmentarna
- zabudowania klasztorne
  - klasztor reformatów
  - kolegium bartolomitów
- budynki
  - Dom Gdański
  - Dom Lipki
  - Pastorówka
  - Dom Rabina
  - Stara Plebania
  - drewniana zabudowa miasta
  - browar
  - manufaktura
  - Liceum Ogólnokształcące im. Adama Mickiewicza

 Łochów
- pałac neorenesansowy z 1830
- budynek poczty konnej
- parowozownia
- przepompownia
- fabryka w Łochowie Fabrycznym

 Łaskarzew
- Kościół parafialny pw. Podwyższenia Krzyża Świętego z 1884
- Kaplica cmentarna św. Onufrego z 1847

 Kałuszyn
- klasycystyczny ratusz i poczta z pierwszej połowy XIX w.,
- neogotycki kościół pw. Wniebowzięcia NMP z końca XIX wieku zbudowany według projektu Józefa Piusa Dziekońskiego

 Żelechów
- Kościół Zwiastowania Najświętszej Maryi Panny w Żelechowie
- Kościół św. Stanisława w Żelechowie
- Pałac w Żelechowie
- Rynek w Żelechowie
- Ratusz z sukiennicami w Żelechowie
- Cmentarz katolicki w Żelechowie
- dworek przy alei Wojska Polskiego 8, wybudowany w pierwszej połowie XIX wieku
- zespół folwarczny przy ulicy Piłsudskiego w pobliżu pałacu, pochodzący z końca XIX wieku

 Mordy
- zespół pałacowo-parkowy z 1 połowy XIX wieku
- barokowy kościół z 1738 r.

### Zabytki wsi
Stanisławów
- Zespół Kościoła Parafialnego pod wezwaniem Świętego Jana Chrzciciela i Świętego Stanisława Biskupa:
  - Kościół murowany z około 1530 r., restaurowany w 1620 r., przebudowany w 1826 r., odbudowany w latach 1958–1962 po zniszczeniach z 1944 r.
  - Dzwonnica drewniana z XVIII wieku.
  - Plebania murowana z około 1881 r.
- Zajazd murowany w Stanisławowie zbudowany w latach 1813–1916, zniszczony w 1944 r., odbudowany w latach 1958–1962.
- Dwór drewniany z I połowy XIX wieku wraz z parkiem, obiekt znacznie przebudowany.
- Układ urbanistyczny miejscowości, elementy zabudowy Rynku.

 Dobre
- neogotycki kościół parafialny św. Mikołaja. Wybudowany w latach 1873–1878 według projektu Bolesława Podczaszyńskiego na wzór kościoła św. Anny w Wilnie.
- brama kościelna z XIX w.
- dzwonnica z XIX w.
- plebania z XIX w.
- szkoła z pierwszej połowy XX w.
- drewniane budynki mieszkalne z XIX i XX w.
- kamienice wokół rynku z XIX i XX w.
- cmentarz parafialny z XIX w.
- budynek Gminnej Biblioteki Publicznej, dawniej Urząd Gminy z XX w.

 Mrozy
- zespół dworca kolejowego PKP, w tym dworzec murowany z 1888 r. i wieża ciśnień murowana z końca XIX w.
- jedno- i dwukondygnacyjne domy letniskowe, powstające w czasach rozkwitu tej miejscowości, głównie w dwudziestoleciu międzywojennym.
- młyn wodny, murowano-drewniany., z pocz. XX w.
- młyn wodny, murowany, z pocz. XX, w Mrozach (tzw. „Nożownia”, na początku XX w. mieściła się tam sławna fabryka noży „Gerlach”).
- pozostałości młyna wodnego Dębkowizna, drewniany, z końca XIX w.

 Siennica
- klasztor i kościół po reformacki
- figura matki Boskiej Niepokalanej z pierwszej połowy XIX wieku
- stary cmentarz grzebalny
- gmach seminarium nauczycielskiego

 Cegłów
- Kościół pw. św. Jana i św. Andrzeja
- Mariawicki kościół pw. św. Jana Chrzciciela
- Pomnik Niepodległości

 Latowicz
- Neogotycki kościół pw. św. Walentego i św. Trójcy według projektu architekta Józefa Piusa Dziekońskiego; wybudowany w latach 1899–1911, otoczony murem z początków XX wieku.

 Borowie
- zespół pałacowo-dworski z początku XIX w., obecnie siedziba urzędu gminy,
- klasycystyczny kościół pw. św. Trójcy z 1831 r.
- barokowa dzwonnica-brama z 1715 roku.

 Górzno
- barokowy kościół pw. św. Jana Chrzciciela z 1787 r. przebudowany w latach 1919–1920.
- zespół dworski w skład którego wchodzą dwór i oficyna oraz unikatowy osiemnastowieczny spichlerz

 Maciejowice
- brukowany rynek w Maciejowicach z ratuszem z halami targowymi, mieszczący muzeum oraz dawny szpital z 1796 r. w pierzei zachodniej rynku
- kościół parafialny pod wezwaniem Wniebowzięcia NMP 1772–1780 fundacji Ignacego Potockiego, w miejscu drewnianego przeniesionego z Kochowa w 1681 r., przebudowany w latach 1880–1881 według projektu Leonarda Marconiego
- grobowiec Zamoyskich z 1908 na tyłach kościoła według projektu Ksawerego Makowskiego
- pomnik Tadeuszowi Kościuszce przy szkole z dwoma armatami odsłonięty w 1984 projektu Stanisława Strzyżewskiego
- pomnik Tadeuszowi Kościuszce na rynku odsłonięty w 1976 r. projektu Mieczysława Weltera
- pomnik z kosami na sztorc przy drodze do Podzamcza projektu Macieja Krysiaka
- zespół pałacowy w Podzamczu w miejscu zamku z XVI w. z ciekawymi stajniami w parku pałacowym

 Parysów
- kościół parafialny z początku XX wieku
- cmentarz parafialny z przełomu VIII/XIX wieku
- kaplica cmentarna z 1868 roku
- wiatrak koźlak z końca XIX wieku
- młyn przy ul. Książęcej 3
- młyn przy ul. Franciszkańskiej
- grób gen. Michała Pełczyńskiego zm. 1833
- grób Leopolda Eysmonta zm. 1852
- grób rodziny Frelków z XIX w

 Korytnica
- neoklasycystyczny kościół parafialny św. Wawrzyńca Męczennika zbudowany w latach 1876–1880 według projektu Bolesława Pawła Podczaszyńskiego i Bronisława Brodzic-Żochowskiego. We wnętrzu epitafia, w tym jedno autorstwa Konstantego Laszczki.
- murowany dwór Łuniewskich z końca XIX wieku, przed nim figura wotywna fundacji Holder-Eggerów z początku XX wieku.
- organistówka z początku XX wieku.
- dawny dom parafialny i ochronka tzw. Watykan z początku XX wieku.
- figura na grobie Karola Karolka Łuniewskiego z końca XIX wieku
- figura Anioła Śmierci na grobie Aleksandry Olusi Holder-Eggerowej z początku XX wieku.

 Liw
- wczesnośredniowieczne grodzisko z XI w. w miejscowości Grodzisk
- ruiny gotyckiego zamku obronnego książąt mazowieckich wzniesionego przed 1429 r. Później gruntownie przebudowanego w XVI i XVII w., zniszczonego podczas potopu i wojny północnej. Zachowała się jedynie wieża bramna, część murów okalających i fundamenty Domu Dużego.
- dwór kancelarii starostwa z 1782 r. wzniesiony na miejscu zamkowego Domu Mniejszego. Obecnie siedziba muzeum.
- kościół parafialny św. Leonarda wzniesiony w stylu neogotyckim w latach 1905–1907 według projektu Józefa Piusa Dziekońskiego
- kilka drewnianych domów i gospodarczych zabudowań wiejskich z XIX i pocz. XX w.

 Ceranów
- Pałac z 1877 zbudowany według projektu Bolesława Podczaszyńskiego
- Kościół neogotycki z 1875 według projektu Bolesława Podczaszyńskiego i Zygmunta Kiślańskiego
- Plebania z 1927 roku, murowana, wybudowana staraniem ks. Jana Kłopotka na miejscu poprzedniej zbudowanej z bali drewnianych

 Miedzna
- Kościół parafialny w Miedznie pod wezwaniem Najświętszej Maryi Panny wzniesiony w latach 1887–1889 w stylu neogotyckim,
- zajazd z 2 połowy XVIII wieku, przebudowany w XIX i XX wieku,
- ruiny dworu obronnego otoczonego fosą z przełomu XVI/XVII wieku, w miejscu starszego grodziska.
- Kaplica Objawienia w Miedznie – późnobarokowa, zbudowana na początku XIX w.

 Sterdyń
- kościół parafialny pod wezwaniem św. Anny wzniesiony w latach 1779–1783 w stylu późnego baroku
- zespół pałacowo-parkowy
  - rezydencja barokowa (XVI – XVII w.) rozbudowana i przekształcona w początkach XIX wiek
  - zabytkowa kapliczka z końca XVIII wieku z rzeźbą św. Floriana.

 Jabłonna Lacka
- Kościół parafialny zbudowany w latach 1824–1834 według projektu Andrzeja Gołońskiego
- Barokowa kapliczka przydrożna z drugiej połowy XVIII wieku z nowszą figurką św. Jana Nepomucena

 Starawieś
- pałac fundacji Bogusława Radziwiłła wzniesiony w latach 1655–1661 w stylu palazzo in forteca, gruntownie przebudowany w 1843 w stylu neogotyku angielskiego dla księcia Sergiusza Golicyna,
- neogotycki kościół parafialny pw. św. Michała Archanioła, wybudowany w latach 1866–1871, według projektu Bolesława Podczaszyńskiego,
- neogotyckie zabudowania pałacowe z połowy XIX wieku: oficyna, kordegarda, brama.
- park dworski z pozostałościami obwarowań ziemnych
- drewniana organistówka z poł. XIX wieku.
- szpital (xenodochium) dla ubogich z XIX wieku.

 Korczew
- zespół pałacowo-parkowy wzniesiony w stylu barokowym w latach 1734–1736, potem przebudowany na neogotyk
- letni pałacyk Syberia z końca XIX w.
- park pałacowy zaprojektowany w I połowie XIX w.
- dawna oranżeria z 1840 projektu F. Jaszczołda, w latach 20. XX w. przekształcona w kaplicę, potem przemurowana
- biała, drewniana studzienka w stylu gotyckim
- przy bramie wjazdowej stróżówka zwana basztą lub kordegardą
- pionowy głaz przy alei grabowej, menhir – według tradycji z czasu kultu Boga Słońce, niegdyś w pobliżu wzniesiona była sztuczna ruina
- ogrodzenie neogotyckie i neobarokowe z I połowy XIX i XX w.
- drewniana karczma z przełomu XVIII i XIX w.

## Gospodarka
Pomimo słabo urodzajnych gleb miało charakter głównie rolniczy. Użytki rolne stanowiły 69,9% powierzchni. Była tu największa w kraju produkcja ziemniaka, a poza tym uprawa żyta, hodowla trzody i bydła. Lasy stanowiły 22% powierzchni. Województwo było słabo zurbanizowane, w miastach mieszkało 30,7% ludności. Przemysł spożywczy koncentrował się w miastach Sokołów Podlaski, Łuków, Siedlce, maszynowy w Siedlcach i Mińsku Mazowieckim, odzieżowy w Garwolinie i Siedlcach, obuwniczy w Łukowie. Węzły kolejowe znajdowały się w Siedlcach, Łukowie, Pilawie i Mińsku Mazowieckim.

## Transport

### Transport drogowy
- A2E30  Obwodnica Mińska Mazowieckiego

- S17E372  Obwodnica Garwolina

- 2E30  Świecko – Warszawa – Mińsk Mazowiecki – Kałuszyn – Siedlce – Terespol

- 63 Węgorzewo – Łomża – Sokołów Podlaski – Siedlce – Łuków – Sławatycze

- 50 Ciechanów – Góra Kalwaria – Mińsk Mazowiecki – Łochów – Ostrów Mazowiecka

- 17E372  Warszawa – Garwolin – Ryki – Hrebenne

- 76 Wilga – Garwolin – Łuków

- 62 Strzelno – Wyszków – Łochów – Węgrów – Sokołów Podlaski – Drohiczyn – Siemiatycze

- 627 Ostrołęka – Sokołów Podlaski

- 636 Radzymin – Jadów

- 637 Warszawa – Węgrów

- 695 Kosów Lacki – Ceranów

- 696 Siedlce – Węgrów

- 697 Liw – Kałuszyn

- 698 Siedlce – Łosice – Janów Podlaski – Terespol

- 799 Dziecinów – Ostrówek

- 801 Warszawa – Wilga – Maciejowice – Puławy

- 802 Mińsk Mazowiecki – Seroczyn

- 803 Siedlce – Stoczek Łukowski

- 805 Osieck – Pilawa – Parysów

- 806 Łuków – Międzyrzec Podlaski

- 807 Maciejowice – Żelechów – Łuków

- 808 Łuków – Serokomla – Kock

- 862 Tabor – Osieck

### Transport kolejowy
- 2 Warszawa Centralna – Mińsk Mazowiecki – Siedlce – Łuków – Biała Podlaska – Terespol

- 6 Warszawa Wileńska – Wołomin – Tłuszcz – Łochów – Białystok

- 7 Warszawa Wschodnia – Otwock – Pilawa – Garwolin – Lublin

- 12 Skierniewice – Góra Kalwaria – Pilawa – Łuków

- 13 Krusze – Mińsk Mazowiecki – Pilawa

- 26 Łuków – Dęblin – Radom

- 31 Siedlce – Siemianówka

- 34 Ostrołęka – Siedlce

#### Połączenia kolejowe
- Siedlce:
  - Czeremcha
  - Hajnówka
  - Kraków Płaszów
  - Łowicz Główny
  - Łuków
  - Mińsk Mazowiecki
  - Terespol
  - Warszawa Wschodnia
  - Warszawa Zachodnia
  - Szczecin Główny
  - Mińsk Osobowy
  - Moskwa

- Mińsk Mazowiecki
  - Czachówek Południowy
  - Czeremcha
  - Grodzisk Mazowiecki
  - Góra Kalwaria przez Warszawę Zachodnią
  - Kraków Główny
  - Łuków
  - Łowicz Główny
  - Mińsk Osobowy
  - Moskwa
  - Mrozy
  - Radom
  - Siedlce
  - Sochaczew
  - Szczecin Główny
  - Terespol
  - Tłuszcz przez Warszawę Wschodnią
  - Warszawa Zachodnia

- Łuków
  - Lublin Główny
  - Warszawa Wschodnia
  - Poznań Główny
  - Szczecin Główny
  - Kraków Główny
  - Radom
  - Katowice
  - Kielce
  - Biała Podlaska
  - Terespol
  - Dęblin
  - Ryki
  - Puławy
  - Mińsk Osobowy
  - Moskwa

- Garwolin
  - Warszawa Zachodnia
  - Warszawa Wschodnia
  - Otwock
  - Dęblin
  - Ryki
  - Puławy
  - Lublin Główny

### Komunikacja autobusowa
- PKS Siedlce
  - Siedlce:
    - Warszawa
    - Węgrów
    - Białystok
    - Lublin
    - Sokołów Podlaski
    - Łuków
    - Garwolin
    - Kałuszyn
    - Międzyrzec Podlaski
    - Stoczek Łukowski
    - Janów Podlaski
    - Łosice
    - Mińsk Mazowiecki
    - różne połączenia na terenie powiatu siedleckiego

  - Warszawa Stadion – Siedlce – Białystok

- PKS Mińsk Mazowiecki
  - Mińsk Mazowiecki:
    - Warszawa
    - Siedlce
    - Węgrów
    - Garwolin
    - Wołomin
    - Łuków
    - Sokołów Podlaski
    - Węgorzewo
    - Białystok
    - Janów Podlaski
    - Łosice
    - Radzyń Podlaski
    - Siemiatycze
    - Włodawa
    - różne połączenia na terenie powiatu mińskiego

  - Warszawa Stadion – Stanisławów – Węgrów

- PKS Garwolin
  - Garwolin:
    - Warszawa
    - Siedlce
    - Ryki
    - Otwock
    - Łuków
    - Mińsk Mazowiecki
    - różne połączenia na terenie powiatu garwolińskiego

- PKS Sokołów Podlaski
  - Sokołów Podlaski:
    - Warszawa
    - Siedlce
    - Węgrów
    - Mińsk Mazowiecki
    - Łochów
    - Łuków
    - Lublin
    - Siemiatycze
    - Drohiczyn
    - Łosice
    - Brok
    - Władysławowo
    - Kołobrzeg
    - różne połączenia na terenie powiatu sokołowskiego i powiatu węgrowskiego

- PKS Łuków
  - Łuków:
    - Warszawa
    - Lublin
    - Siedlce
    - Radzyń Podlaski
    - Lubartów
    - Garwolin
    - Żelechów
    - Mińsk Mazowiecki
    - Puławy
    - Międzyrzec Podlaski
    - Ryki
    - różne połączenia na terenie powiatu łukowskiego

- Poza tym wielu prywatnych przewoźników, oferujących kursy m.in. do:
  - Warszawy
  - Białegostoku
  - Lublina
  - Siedlec
  - Białej Podlaskiej
  - Włodawy
  - Puław

## Środowisko

### Nadleśnictwa
- Nadleśnictwo Siedlce
- Nadleśnictwo Mińsk
- Nadleśnictwo Garwolin
- Nadleśnictwo Łuków
- Nadleśnictwo Sokołów Podlaski
- Nadleśnictwo Łochów
- Nadleśnictwo Celestynów
- Nadleśnictwo Sarnaki

### Rezerwaty
- Rezerwat przyrody Bagno Pogorzel
- Rezerwat przyrody Florianów
- Rezerwat przyrody Jedlina
- Rezerwat przyrody Przełom Witówki
- Rezerwat przyrody Rudka Sanatoryjna
- Rezerwat przyrody Świder
- Rezerwat przyrody Wólczańska Góra
- Rezerwat przyrody Biele
- Rezerwat przyrody Bojarski Grąd
- Rezerwat przyrody Dąbrowy Seroczyńskie
- Rezerwat przyrody Kulak
- Rezerwat przyrody Dębniak
- Rezerwat przyrody Gołobórz
- Rezerwat przyrody Kaliniak
- Rezerwat przyrody Podjabłońskie
- Rezerwat przyrody Przekop
- Rezerwat przyrody Rogalec
- Rezerwat przyrody Rogalec
- Rezerwat przyrody Skarpa Mołożewska
- Rezerwat przyrody Stawy Broszkowskie
- Rezerwat przyrody Sterdyń
- Rezerwat przyrody Szerokie Bagno
- Rezerwat przyrody Wydma Mołożewska
- Rezerwat przyrody Wymięklizna
- Rezerwat przyrody Śliże
- Rezerwat przyrody Śnieżyczki

### Parki krajobrazowe
- Mazowiecki Park Krajobrazowy
- Nadbużański Park Krajobrazowy

### Rzeki

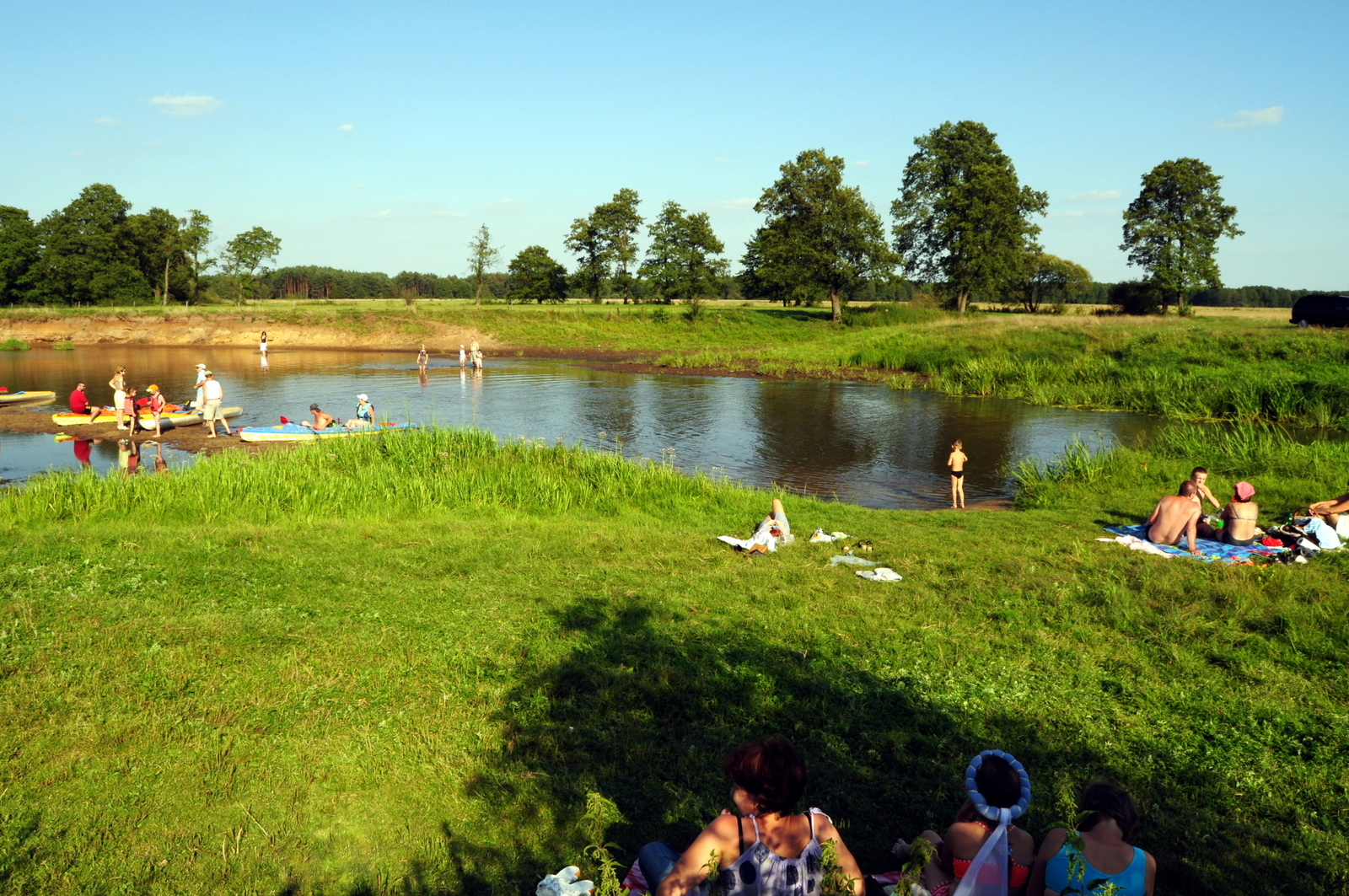
Letnicy nad Liwcem

- Wisła
- Bug
- Świder
- Liwiec
- Kostrzyń
- Długa
- Rządza
- Mienia
- Krzna Południowa
- Srebrna
- Muchawka

## Kultura

### Muzea
Siedlce
- Muzeum Regionalne
- Muzeum Diecezjalne
- Muzeum Jana Pawła II

Mińsk Mazowiecki
- Muzeum Ziemi Mińskiej
- Muzeum 7 Pułku Ułanów Lubelskich

Łuków
- Towarzystwo Przyjaciół Ziemi Łukowskiej
- Muzeum Regionalne

Sokołów Podlaski
- Skansen Ziemi Sokołowskiej

Węgrów
- Muzeum Regionalne

Liw
- Muzeum Zamek Liw

Sucha
- Skansen

Sadowne
- Muzeum Etnograficzne

### Kina
Siedlce
- Kino Centrum
- NoveKino Siedlce

Mińsk Mazowiecki
- Kino Światowid

Łuków
- Kino Oaza

Sokołów Podlaski
- Kino Sokół

Węgrów
- Kino WOK

Garwolin
- Kino Wilga

### Teatry
Siedlce
- Teatr ES
- Teatr Aluzja

Sokołów Podlaski
- Koło teatralne

## Powiaty powstałe po likwidacji województwa

### Województwo mazowieckie
- powiat siedlecki w całości
- powiat miński w całości +  gmina i miasto Halinów oraz  miasto Sulejówek z województwa warszawskiego
- powiat sokołowski  w całości
- powiat garwoliński w całości
- powiat węgrowski w całości
- gmina Kołbiel, Sobienie-Jeziory i Osieck do nowego  powiatu otwockiego
- gmina Poświętne, Strachówka i Jadów do nowego  powiatu wołomińskiego

### Województwo lubelskie
- powiat łukowski w całości
- gmina Kłoczew do nowego  powiatu ryckiego